# Yannis Gaïtis
 (décembre 2021).
 (juillet 2021).
Si vous disposez d'ouvrages ou d'articles de référence ou si vous connaissez des sites web de qualité traitant du thème abordé ici, merci de compléter l'article en donnant les références utiles à sa vérifiabilité et en les liant à la section « Notes et références ».
Yannis Gaïtis (en grec moderne : Γιάννης Γαΐτης), né à Athènes le 4 mars 1923 et mort dans cette même ville le 22 juillet 1984, est un peintre et sculpteur de nationalité grecque.

## Biographie

### Enfance et études

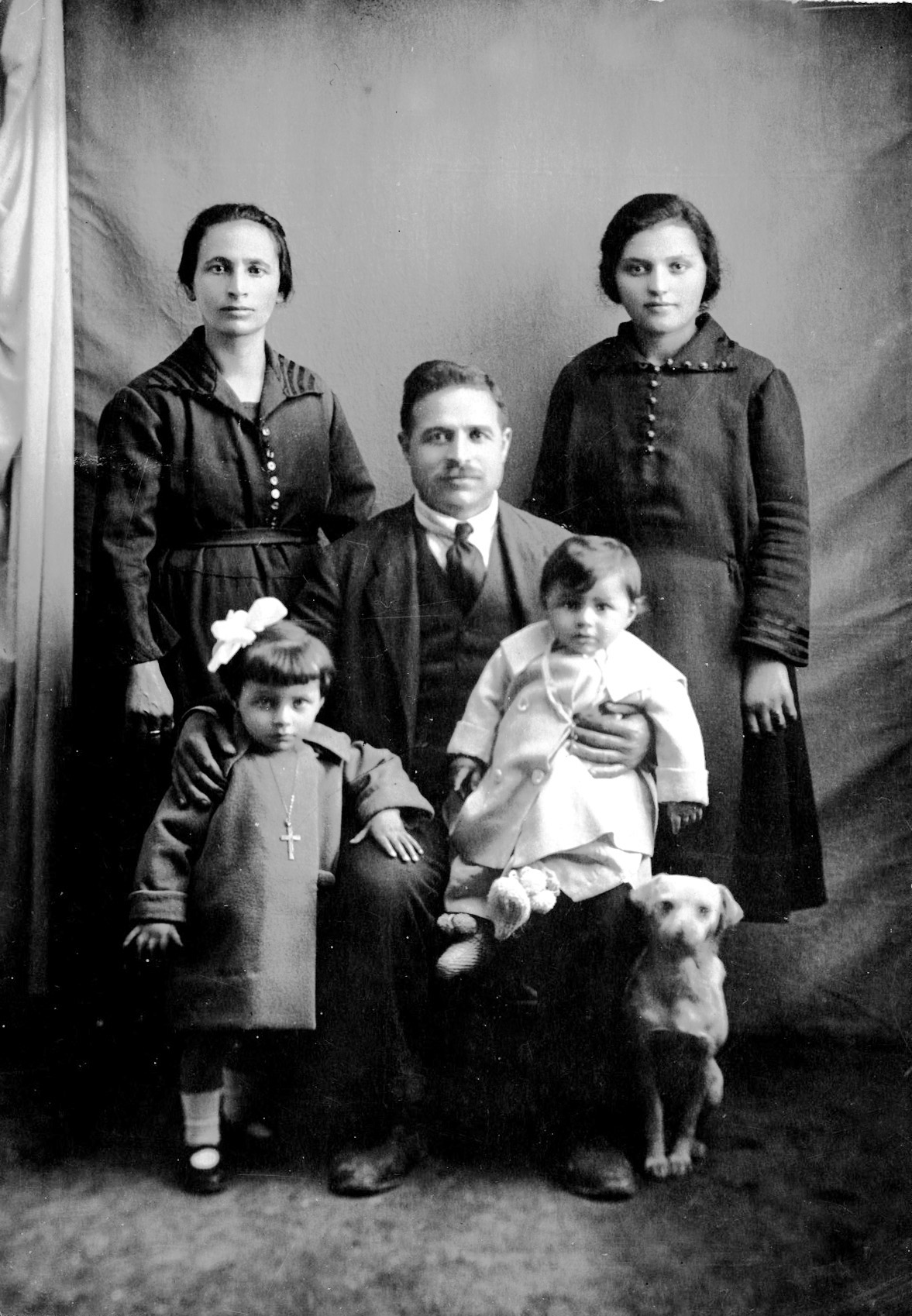
Debout de gauche à droite, sa mère Panayotta, son père François Philippe, sa cousine germaine Constantina Tsiropoulou. Devant, sa soeur Eleni et sur les genoux de son père, Yannis agé d'un an, Athènes, circa 1924

Yannis Gaïtis est né le 4 mars 1923 à Athènes. Son père Philippe François quitte très jeune Pyrgos, village de l’île de Tinos, s’installe à Athènes et épouse Panayota, originaire de Doliana de Kynouria, dans le Péloponnèse. Deuxième de cinq enfants, Yannis se révèle très vite taquin et facétieux. Sa scolarité se déroule à Athènes, sous le signe de l’indiscipline, au 5e Lycée de Garçons.  
La passion précoce qu’il voue à la peinture lui permet de trouver auprès de  son professeur Johan Romanos, artiste et intellectuel anticonformiste, un soutien déterminant. Un dessin reproduit dans le quotidien national I Vradini du 1er juin 1939 témoigne de l’engouement du jeune Yannis alors âgé de 16 ans. 
Il est inscrit à l’École des Beaux-Arts de 1942 à 1948. Ses parents se montrent de véritables alliés, ils sont à ses côtés lors de chaque exposition et s’unissent à l’oncle paternel Tassos, pour conjurer la pénurie que connaît la Grèce à cette époque lorsqu’il faut acheter, à prix d’or, les tubes de peinture nécessaires. C’est dans ces années-là que Gaïtis rencontre Dimitris Chytiris et Yannis Maltezos, artiste marqué par un esprit expérimental qui devient un ami intime. À l’École des Beaux-Arts, il étudie avec Daniel Panagopoulos, Panayotis Tetsis, Yannis Migadis et Jason Molfessis qui vont comme Gaïtis marquer le tournant de l’après-guerre en apportant les tendances européennes en Grèce, dans l’atelier du grand Constantin Parthénis, artiste moderne par excellence du début du siècle et professeur réputé depuis les années 1920, qualités qui font de lui l’un des rares à connaître les courants modernes : surtout le postimpressionnisme et le cubisme. Yannis Gaïtis fréquente peu l’École, il préfère travailler chez lui à Athènes, au 35, rue Mavrommatéon ou dans la maison de campagne familiale, à Amphithèa. C’est dans le jardin de cette maison qu’il réalise, entre 1947 et 1948, ses premières sculptures blanches, de fil de fer et de plâtre.

### Engagement politique

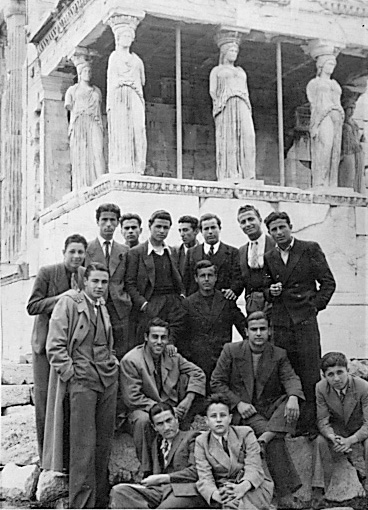
La classe de Terminal du "5e lycée de garçons" au Parthénon, Athènes, 1940.

Face à la situation de son pays alors en pleine occupation, Gaïtis prend part avec son frère Tryphon et sa sœur Dina à la Résistance et devient membre de l’EPON, organisation des jeunes de l’EAM (Front National de Libération), à dominante communiste. La nuit, avec quelques amis, il couvre les murs d’Athènes de slogans et d’affiches en faveur de la Résistance. Tout ce qu’il entreprend, engagement politique compris, doit nourrir la seule chose essentielle pour lui, la peinture. Habité d’une passion et d’une force de travail peu communes, il ne cesse de peindre.  
En 1944, il organise sa première exposition personnelle dans la maison paternelle où se trouve son atelier. Il fait la connaissance des poètes et écrivains engagés dans le renouveau de la littérature grecque, comme Georges Makris, Nondas Gonatas, Miltos Sachtouris et Angelos Karacalos, médecin et amateur d’art, qui deviennent tous des fidèles de la rue Mavrommatéon. Dès cette époque Gaïtis aime être entouré lorsqu’il travaille: son atelier est ouvert à tous, dans l’amitié chaleureuse et immédiate qu’il sait entretenir avec chacun. Dans cette période trouble, sa maison devient l’un des rares lieux de rencontre possibles pour les représentants des nouvelles tendances du milieu littéraire et artistique. Son atelier accueille artistes tels que Minos Argyrakis, Yannis Tsarouchis, et les écrivains et poètes Odysseus Elytis, Takis Sinopoulos, Georges Pavlopoulos, Yannis Dallas, Tatiana et Roger Milliex, alors sous-directeur de l’Institut Français d’Athènes et Néoclis Coutouzis, médecin de formation, passionné d’art et de littérature. Ce dernier joue un rôle important dans l’évolution artistique de Gaïtis. Il fit la connaissance des surréalistes à Paris et incarne, pour le jeune Yannis, la présence française.  
À la fin de l’occupation allemande succède la guerre civile. En décembre 1944, après les affrontements qui opposent les forces de résistance de la gauche aux troupes anglaises ralliées aux forces gouvernementales, Yannis Gaïtis, ainsi que la plupart de ses amis intellectuels ou artistes, doivent se cacher quelque temps avant d’affronter la nouvelle situation de la société grecque. La maison de son oncle paternel à Kifissia, dans la proche banlieue athénienne, lui sert de refuge et de lieu de travail.  
Malgré ces années difficiles, son travail évolue de façon considérable. Gaïtis expose trois années de suite : en 1945, 1946 et 1947 dans la salle de l’association littéraire Parnassos d’Athènes. L’exposition de 1947, dont le catalogue est préfacé par Néoclis Coutouzis, marque une étape importante dans la trajectoire de Gaïtis: il présente trente-quatre toiles empreintes des influences du cubisme et du surréalisme. L’exposition fait un véritable scandale, les œuvres sont mal reçues par le public et la critique. En dépit des critiques, blessantes et méprisantes, Gaïtis continue à peindre sans relâche. Il parvient même à envoyer clandestinement à Paris vingt-quatre toiles et cinquante dessins au critique Christian Zervos, le fameux fondateur des Cahiers d’art et pionnier de la modernité depuis l’après-guerre. Grâce à l’appui amical du danseur étoile Jean Babilée, ses œuvres sont acheminées dans les caisses des décors du Ballet des Champs-Élysées alors en tournée à Athènes. 
À cette époque, où sévit la guerre civile qui soumet le pays à la loi martiale, les jeunes hommes sont astreints au service militaire. Yannis, rebelle et libre, aidé de Néoclis Coutouzis et d’un ami psychiatre, parvient à y échapper en se faisant passer pour aliéné mental, après un internement particulièrement éprouvant dans le service psychiatrique de l’hôpital militaire. La découverte de cette imposture aurait, sans appel, entraîné la cour martiale et le peloton d’exécution pour haute trahison. 
En 1948, il participe à la première Exposition Panhellénique d’après-guerre qui présente un panorama important de la situation artistique en Grèce depuis le XIXe siècle en mettant l’accent sur la génération des années 1930 avec Ghikas, Moralis, Tsarouchis et Engonopoulos. Elle s’ouvre aussi à la jeune génération où Gaïtis expose aux côtés de Yannis Maltezos, Kaity Antypa, Haris Voyatzis, Takis Elefthériadis, Lazaros Laméras. 
1949 marque la fin officielle de la guerre civile. La Grèce retrouve progressivement une activité artistique. L’Institut Français d’Athènes présente les œuvres d’artistes français offertes à la Grèce. Pour la première fois Gaïtis peut voir les œuvres de Picasso, Braque, Matisse, Picabia, Dufy, Prassinos, et Masson. Au Zappeion, il visite, peu après, l’exposition Henry Moore. Sa rencontre avec Condopoulos est à l’origine de la création du groupe «Akréï» («Extrêmes»), qui réunit les artistes Alecos Condopoulos, Yannis Maltezos, Dimitris Chytiris, Lazaros Laméras. Le journal O Aionas mas (Notre Siècle) publie en novembre le manifeste du mouvement. Il s’agit d’un véritable acte de foi en l’art contemporain, expression radicale du refus du réalisme. Gaitis écrit : «....L’artiste contemporain a acquis la liberté de ne plus exprimer seulement son environnement et son époque […]. Et nous sommes nous aussi avec ceux qui croient que la réalité poétique de la vérité intérieure de l’homme n’a jamais été aussi proche de devenir un acte adapté aux manifestations de la vie, un mode de vie, une expression de vie.»
Artiste polygraphe de nature, Gaïtis aura toujours un réel plaisir à créer décors et costumes de scène et peindra ses premiers décors pour Le Mariage forcé de Molière, présenté en avril 1950 à l’Institut Français d’Athènes. En 1953, il participe à la IIe Biennale de São Paulo au Brésil, avec Condopoulos et Chytiris. Préalablement à son départ pour Paris, il présente sa production des sept dernières années en février 1954, sur les cimaises de l’hôtel Kentrikon: vingt-six huiles, neuf aquarelles, onze dessins et quatorze sculptures. L’exposition devient l’enjeu d’une polémique sans merci entre les partisans d’un «art grec» et ceux qui soutiennent le redoutable « art moderne ».

### Paris
Le 30 septembre 1954, Yannis Gaïtis épouse Gavriélla Símossi, sculpteur. La rencontre de Yannis avec Gabriella remonte à leurs années d’études à l’École des Beaux-Arts en 1945 et lui inspire une part importante de sa production d’alors. Tous deux rejoignent ce Paris tellement rêvé en octobre de cette même année. Yannis Gaïtis a alors 31 ans. Il reçoit une aide financière de la Fondation de Notre-Dame de l’Annonciation de Tinos et Gavriélla Símossi est, elle, bénéficiaire d’une bourse d’État. 
Paris est à ce moment-là le centre culturel le plus convoité intellectuels et artistes du monde entier. Gaïtis fera partie de ces nombreux artistes grecs qui choisiront d’y vivre, après la guerre civile. Gabriella suit l’atelier d’Ossip Zadkine, grand sculpteur russe de l’École de Paris. Yannis étudie les nouveaux courants et se rend sans relâche dans les musées et les galeries d’art. 
Il écrit à sa famille : « En Grèce, j’avais vingt ans d’avance, ici j’ai vingt ans de retard. » Rapidement, il se lance dans l’abstraction, sous l’influence de Fautrier, Mathieu, Hartung, Soulages et Manessier. Il peint sans cesse, cherchant à absorber et à dépasser les nouvelles influences qu’il découvre à Paris. Il avouera plus tard « Pendant la nuit, je refaisais les Soulages et les Hartung que j’avais vus dans les galeries, puis je les détruisais. Peut-être par défi, mais aussi pour mieux comprendre... »
En 1955, il prend part à l’exposition Artistes étrangers en France organisée au Petit Palais à Paris, ainsi qu’au Salon d’Automne au Grand Palais. À compter de 1956, sa participation à des expositions collectives est régulière et inclut des manifestations parisiennes majeures, telles que la Première exposition internationale d’art plastique contemporain au Musée des Beaux-Arts de la Ville de Paris, et le 5e Salon des artistes associés au Musée d’Art moderne de la Ville de Paris. 
En 1957 il visite l’Espagne avec Gabriella et leur ami le peintre Danil (Panagopoulos). Il présente en décembre sa première exposition personnelle à Paris à la galerie Diderot, dirigée par Marcel Zerbib, et participe au Micro Salon d’avril à la galerie Iris Clert avec César, Max Ernst, Fautrier et Picasso. Grâce à Jacques Laval, il signe un an plus tard sa deuxième exposition personnelle à la galerie André Droulez de Reims. Dès cette époque, il fait partie des artistes qui occupent la scène artistique parisienne et fréquente également les critiques d’art Michel Ragon, Denis Chevalier, Jean-Jacques Lévêque et Gérald Gassiot-Talabot, sans oublier les amis peintres grecs qu’il retrouve quotidiennement pour partager d’interminables discussions relancées dans les cafés de Saint-Germain-des-Prés, tels que le Pré-aux-Clercs ou le Bonaparte. Avec le Studio Paul Facchetti, il expose à Paris, en Allemagne, au Stadtmuseum de Leverkusen avec Sima et Georges Noël, puis à la galerie Kouros d’Athènes et participe également au Micro Salon 58 d’Iris Clert avec Dali, Tinguely, Klein, Fontana et Matta. 

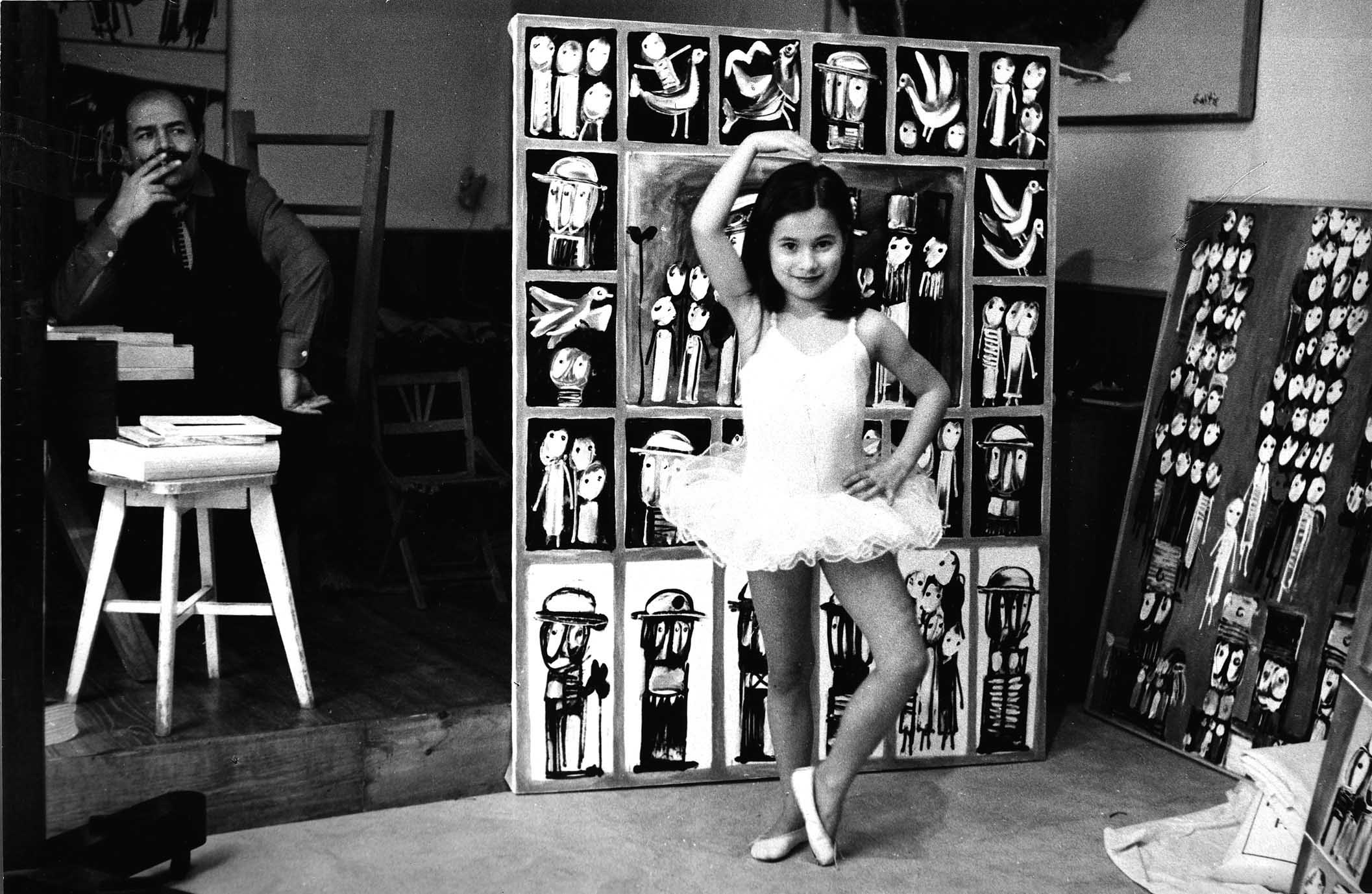
Yannis Gaïtis et sa fille Loretta

Sa fille Loretta Gaïtis naît le 10 septembre 1958. Cette paternité récente révèle chez lui tout à la fois la plus grande tendresse et la plus grande inattention: il apportera un jour un tube de peinture blanche à Gabriella pour tout biberon ! Il saura être, malgré ses absences répétées, un père attentif, affectueux, structurant. 
En 1959, il expose, à la galerie Zygos d’Athènes, la série Feuillages. Cette période-là coïncide également avec le début de sa carrière européenne et de ses nombreux voyages ponctués par plusieurs expositions: en Italie, à la galerie Numero de Florence avec Nikos et à la galerie Il Grifo de Turin, où il expose avec John Christoforou. Le groupe Sigma, composé à Rome de Caniaris, Condos, Gaïtis, Nikos et Tsoclis expose aux galeries Cancello de Bologne et San Carlo de Naples. C’est aussi l’année de sa première collaboration avec la galerie Néès Morphès à Athènes, fondée par Angelos Procopiou et dirigée par Julia Dimacopoulou. Sa rencontre avec Jean-Marie Drot lui donne l’occasion de présenter ses œuvres dans un film réalisé pour la télévision française, Pourquoi Paris en 1960. Takis, Zao Wou Ki, Vieira da Silva, et Kito sont également présents dans cette production. Gaïtis expose la même année à Londres à la Redfern Gallery et de nouveau à Florence à la galerie Numero. Une plus grande aisance financière permet à Yannis Gaïtis et Gavriélla Símossi de s’installer dans leur atelier au 76, rue de Sèvres. Gaïtis fréquente Tristan Tzara et les galeries de Paul Facchetti, Raymond Aghion et Cérès Franco. 
En 1962, à Athènes, il réalise le décor et les costumes pour Le Balcon de Jean Genet, au théâtre Vergui. À Thessalonique, il retrouve ses amis Caras, Christoforou, Maltezos, Molfessis, Pierrakos et Touyas pour une exposition organisée par Alexandros Xydis. La grande exposition organisée au Musée d’Art moderne de la Ville de Paris, Peintres et sculpteurs grecs de Paris, qui rassemble 46 artistes grecs vivant à Paris, engendre le groupe Kendra ("Centres"). Ce groupe, composé de Yannis Gaïtis, Michel Vafiadis, Jason Molfessis, Yannis Maltezos, Georges Touyas et Gavriélla Símossi, trouve sa réalité, plutôt que dans une recherche d’expression plastique commune, dans la complicité amicale que tous partagent au quotidien. Le groupe expose à trois reprises : à Athènes à la galerie Néès Morphès en 1963 et 1964 et en 1964 à la galerie A de Paris. 
Angelos Procopiou continue son analyse de l’évolution de sa peinture et écrit en 1963: «Le tournant de Yannis Gaïtis vers une peinture figurative […] correspond au rythme intérieur de son expérience personnelle. Son approche du thème figuratif se fait à travers les émotions d’un petit enfant qui découvre le monde et cherche à le toucher de ses petites mains. Gaïtis est père, Simossi est sa femme, et leur petite fille devient maintenant son guide dans la peinture pour le conduire dans le monde paradisiaque de l’image enfantine, au travers duquel le peintre retrouve une innocence perdue. » Loretta est alors une fillette de 5 ans.  
Gaïtis découvre avec Jean-Marie Drot l’île d’Ios aux Cyclades. En 1964, il y conçoit et suit la construction de la maison de Jean-Marie Drot. Quelques années plus tard, lorsque ses moyens le lui permettront, Yannis Gaïtis le rejoindra de l’autre coté de la baie de Aghios Yannis. Gaïtis pratique déjà à cette période, dans des galeries ou chez des particuliers, des démonstrations où l’acte de peindre à sa manière est synonyme de passion, rapidité et virtuosité. Il utilise son corps, son torse; il peint avec ses paumes et ses doigts souvent à même le sol avec une très grande force vitale. Il réalise devant son public de petits tableaux, vendus sur le champ, acceptant les désirs de chacun dans un acte qui tient tout autant du jeu que du plaisir de peindre et de générosité. Il présente ses dernières œuvres à la galerie A à Paris, Jean-Marie Drot préface le catalogue. Cérès Franco présente le groupe «Action et réflexion» où il expose aux côtés d’Alechinsky, Corneille, Hundertwasser et Hartung. 
À partir de 1964, il participe avec Gérald Gassiot-Talabot, théoricien de la «Figuration narrative», aux diverses expositions que celui-ci organise. Mythologie quotidienne inaugure cette série d’expositions, où Gaïtis expose avec Cremonini, Pistoletto, Raynaud et Niki de Saint-Phalle au Musée d’Art moderne de la Ville de Paris. Par la suite, il présente ses œuvres à la galerie Merlin, à Athènes. L’année suivante, La Figuration narrative dans l’art contemporain, présentée à la galerie Creuze, prolonge l’exposition Mythologie quotidienne. Il expose aux côtés de Adami, Aillaud, Arroyo, Baj, Fâhlstrom, Gasiorowski, Hockney, Kitaj, Malaval, Monory, Nikos, Rauschenberg et Télémaque. Il expose également au Brésil au Musée d’Art moderne de Rio de Janeiro avec Adzak, Christoforou, Dias, Freitas, Genovès, Oiticica ainsi qu’à la galerie Relêvo.  
1965 est une année douloureuse, marquée par le décès de ses deux parents. Le voyage que lui propose Jean-Marie Drot le détourne de sa douleur. Yannis Gaïtis devient alors le guide et l’initiateur de Jean-Marie Drot en Grèce pour son Journal de voyages, une série de sept films. À Rome, il se lie avec le galeriste Schneider pour une longue collaboration amicale et rencontre les critiques Enrico Crispolti et Giuseppe Marchiori.

### Dictature des colonels
En 1966, Yannis Gaïtis fait voyager ses œuvres au Brésil, au Musée d’Art Moderne de Rio de Janerio et à la galerie Relêvo, Il expose à Prague à la galerie Vaclava Spaly et présente à Athènes Le microcosme de Yannis Gaïtis et à Paris Petite cosmogonie pour un homme seul. Le 21 avril 1967, le coup d’État des colonels plonge la Grèce sous le joug de la dictature. Par opposition au régime, artistes et écrivains ont décidé de ne pas prendre la parole et refusent de participer aux manifestations culturelles; les colonels imposent la censure. À partir de 1968, la plupart des artistes comprennent que la meilleure résistance est au contraire de témoigner. C’est à cette époque que Gaïtis réalise une série de toiles qui condamne la dictature. 
En 1967, il  se rend au Brésil, à Rio de Janeiro, pour y demeurer sept mois. Il voyage à travers le pays et travaille avec acharnement. Il peint nuit et jour pour préparer ses expositions et réalise là aussi des démonstrations chez des particuliers, où il peut exécuter jusqu’à vingt petites toiles par soirée.  Il rencontre le critique Mario Pedrosa, retrouve la galerie Relêvo et Jean Boghici et participe avec des œuvres de grand format à la Biennale de São Paulo avec Caras et Tsoclis. La presse locale lui consacre plusieurs articles dans lesquels il fait part de son opposition à la dictature. Il expose à Genève, au musée Rath, participe à l’Art hellénique contemporain ainsi qu’à l’Exposition internationale de la Figuration narrative à la galerie Zu Predigern à Zürich, où il retrouve Arroyo, Rancillac, Recalcati, Bertini, Nikos, et Perilli. Au Musée des Arts Décoratifs de Paris, il participe à l’exposition Bande dessinée et Figuration narrative et expose également à la galerie T à Haarlem ainsi qu’à la galerie Merlin à Athènes. 
1968, est une année importante pour son œuvre. Le bonhomme  devient un élément concluant de son style et de son œuvre. Il expose à la galerie Schneider à Rome et à la galerie Il Traghetto à Venise. 
En 1969, à Athènes, il réalise les premières constructions dans l’atelier qu’il partage avec trois jeunes artistes dont Annie Costopoulou, avec qui Gaïtis aura par la suite une relation privilégiée. Il présente ses premières constructions en novembre à l’Institut Gœthe. Il expose ses constructions et ses toiles, exclusivement centrées sur ses bonshommes, à Néa Galerie d’Athènes et en Italie, à la galerie Il Giorno à Milan et à la galerie Il Salotto à Côme.  
À partir de 1970, les bonshommes se déclinent sur la toile et le bois dans une recherche permanente qui lui permet d’aboutir à une stylisation parfaite. Il expose de nouveau à la galerie Schneider à Rome et à la galerie de l’hôtel Hilton, à Nicosie, à Chypre. Au cours de ce séjour, il réalise les décors de la pièce de théâtre de Carlo Goldoni, Arlequin,valet de deux maîtres, au théâtre Rik, dans une mise en scène d’Evis Gavriilidis. 
L’année 1971 marque sa rencontre avec John Craven, qui présente à la galerie Arts-Contacts Les personnages de Gaïtis, peintures et reliefs. À cette occasion, il rencontre Serge Bergon, cinéaste qui réalise le film Gaïtis le Baladin où on découvre un Gaïtis arpentant Paris à la recherche du bonhomme échappé d’une de ses toiles. Au musée des Sables de Port Barcarès, créé par John Craven, il inaugure une importante sculpture composée de grandes têtes monumentales.
En 1972, à Athènes, Gaïtis rencontre Manos Pavlidis et Epi Protonotariou. Il expose à la galerie Desmos la série des Machines volantes. La même année, il présente à Thessalonique, à la galerie Cochlias, ses constructions et boîtes de conserves qui lui permettent de livrer sa pensée: «Témoignage contre notre époque, contre ce dans quoi nous vivons, voilà ce qu’est ma peinture. En faisant des bonshommes je me libère […]. L’élément humain impersonnel domine dans mes œuvres. Je représente notre problème d’aujourd’hui et je le présente avec les moyens d’aujourd’hui». Il ajoute : « Mes œuvres, je les fais pour moi. Ensuite je veux qu’elles partent, m’en libérer. Je veux les vendre pour vivre. L’artiste est lui aussi dans le circuit de la consommation de son époque. »
À Ios, il commence les travaux de sa maison. Durant les dix dernières années de sa vie, Yannis Gaïtis viendra reprendre son souffle dans cet espace qu’il continue d’agrandir comme une véritable sculpture vivante. Il y retrouve ses amis, partage avec eux des moments de bonheur. Chaque été marque les retrouvailles avec sa fille Loretta puis son gendre, Jacques. Aujourd’hui, c’est dans une petite chapelle au pied de cette maison qu’il demeure. 
En 1972, l’écrivain et poète Pierre Seghers rejoint Jean-Marie Drot à Ios ; à cette occasion il fait la connaissance de Gaïtis. Séduit par son travail, Pierre Seghers signe un an plus tard aux éditions Tram, dans la série Modern Greek Painters, une publication sur les constructions de Gaïtis. La même année, Gaïtis entreprend une série de grandes œuvres et d’installations qu’il présente à la galerie Desmos à Athènes. La première d’entre elles est dédiée aux équipes de football Olympiakos et Panathinaïkos. Cette œuvre, sur bois, représente deux équipes rivales, grandeur nature. Une cage de but du gardien d’Olympiakos ainsi que quatre joueurs complètent la composition. Au mur, des foules de bonshommes vêtus des couleurs des deux équipes, figurent les supporters. 
L’année suivante, Gaïtis présente à la galerie Desmos, Exposition et Spectateurs. Des bonshommes installés de manière à figurer le public sont dans le même temps spectateurs des bonshommes accrochés aux murs. Gaïtis explique: « J’ai fabriqué moi-même mes spectateurs car à Athènes, sur deux millions d’habitants, seuls 800 personnes visitent une exposition de peinture, c’est très peu. C’est-à-dire que les peintres n’ont pas besoin des spectateurs… Donc, nous pouvons les fabriquer nous-mêmes. » Au sous-sol de la galerie, il présente son installation L’Enterrement de la peinture, composée d’un cercueil et d’un cortège de bonshommes. Le titre est une référence indirecte aux tragiques événements de novembre 1973 à l’École Polytechnique d’Athènes et qui marquent la plus grande manifestation d’opposition à la dictature.  
Cette double manifestation se termine par l’inauguration d’une nouvelle installation, La Conférence. Un conférencier se tient debout devant une table, face à une série de chaises blanches tantôt vides, tantôt occupées par des bonshommes. Juillet 1974 marque la chute de la dictature en Grèce. Au cours de l’été, une exposition itinérante aux États-Unis est organisée par la Circle Gallery à Chicago, San Diego, Los Angeles et San Francisco. À la fin de sa tournée aux États-Unis, Yannis Gaïtis quitte Paris, son bonhomme sous le bras, amer et déçu d’être resté pendant vingt ans étranger, et s’installe définitivement en Grèce, où il retrouve la lumière recherchée depuis toujours.

### Retour à Athènes
Il retourne vivre au 35, rue Mavrommatéon, la maison paternelle a été remplacée par un immeuble moderne où habitent ses trois sœurs qui lui témoigneront toujours attention et chaleur. Son atelier s’ouvre de nouveau aux amis, aux collectionneurs, aux visiteurs occasionnels. Gaïtis travaille beaucoup et ces visites le distraient et le relient au monde extérieur. 
La notoriété et l’aisance que Gaïtis connaît à partir de ces années ne le détournent pas des tout jeunes artistes : il aimera toujours s’en entourer, cherchant à les encourager à persévérer en leur communiquant son enthousiasme de la peinture. Il partage ces années avec Annie Costopoulou. Attentive à sa création, elle l’accompagne à travers la Grèce et l’Europe lors des différentes expositions qu’il organise. 
À partir de 1975, le nombre de ses expositions ne cesse de grandir. Une suractivité frénétique qui le conduira à dire quelques jours avant sa mort: « J’ai trouvé le bonhomme dix années trop tôt ». Mais les bonshommes de Gaïtis ne se contentent plus, à partir de ces années-là, des galeries et des musées. Ils sortent dans la rue et se promènent, prennent place au sein du monde du travail, dans les bâtiments de l’usine Petsetaki. Une marée de drapeaux frappés de la tête de ses bonshommes envahit les rues de la ville de Nikéa. Gaïtis est aussi  un des premiers artistes grecs à s’intéresser à la production de multiples et c’est dans ce souci revendiqué d’accessibilité à tous qu’il est un artiste populaire. Dans cette quête, il rencontre Gavrilos Michalis qui devient un fidèle collaborateur en participant activement aux constructions et autres manifestations: Gaïtis crée des jouets, du mobilier, des objets, des assiettes, des tissus, il produit des estampes avec son ami sérigraphe Georges Kotsaïtis. Sa rencontre avec Nikos Papadakis, dont l’un des objectifs est l’édition d’œuvres d’artistes contemporains, lui permet d’exposer Les jouets de Yannis Gaïtis, compositions de divers pantins, boîtes de conserves et puzzles. 
Il retrouve également le théâtre et réalise le décor de la pièce Le Chili vaincra, de Juan Fonton, jouée au théâtre Synolo d’Athènes. Le décor est composé de gigantesques figures militaires; la couverture du programme reproduit son œuvre Le Meurtre de la Liberté ou Les Militaires. Il continue par ailleurs ses expositions à la galerie Desmos, à la galerie Rythmos à Larissa et à la galerie Cochlias à Thessalonique. Le Collège Américain d’Athènes lui consacre une exposition. 
En 1976, il retrouve la galerie Schneider à Rome et expose à New York à la Circle Gallery. L’année suivante, à Athènes, dans le cadre d’une série d’expositions qui présentent les fondateurs de la modernité en Grèce, Nikos Petsalis dans sa galerie Trito Mati expose pour la première fois depuis les années 1950 les aquarelles et les dessins de Gaïtis, de 1947 à 1954. La série Les Paysages humains, grandes toiles où dominent foules et idoles, est présentée à la galerie Polyplano avec laquelle il prend part à la FIAC à Paris avec Gavriélla Símossi et la céramiste Vernardaki. Parmi ses participations figurent également celles réalisées dans le cadre du Musée International Intérimaire Salvador Allende.  

### Dernières années
Durant les dernières années, Gaïtis organise de grandes expositions personnelles, au nombre desquelles figurent, en 1978, les expositions aux musées d’art moderne de Belgrade et de Skopje en Yougoslavie. À Athènes, il participe, comme l’année précédente au festival annuel organisé par le journal de gauche Avgi, porte-parole du Parti communiste de l’intérieur. Parmi ses participations, figure Images de l’art hellénique, exposition organisée par le critique Emmanuel Mavromatis au Zappeion. Il retrouve son ami Jean-Marie Drot et tourne en 1979 un film qui lui est entièrement consacré : Les bonshommes de Gaïtis le Grec, dans la série Peintres enchanteurs de France et d’ailleurs. Parallèlement, deux expositions importantes ont lieu, l’une au centre culturel de Villeparisis ; l’autre à l’Ecole régionale des Beaux-Arts de Clermont-Ferrand. 
En 1980, à l’occasion de la présentation de la série Les Antiquités, à la galerie Polyplano d’Athènes, Nikos Papadakis édite une monographie intitulée Yannis Gaïtis, un créateur révolutionnaire. Il s’agit là du premier ouvrage qui retrace sa trajectoire d’art. Les bonshommes prennent forme humaine lors d’un happening qu’il organise en 1981 avec l’artiste Stathis Chrissicopoulos pour le Carnaval de Patras. Un cortège de cent personnes habillées de costumes rayés et coiffées de chapeaux melons défilent dans les rues, suivies d’un char dont les colonnes sont des bonshommes. Cette manifestation se répète à Thessalonique lors de l’exposition que la galerie Cochlias lui consacre. À l’occasion d’une manifestation sur la violence, il installe, avec le metteur en scène Volanakis, 140 bonshommes géants au Théâtre des Rochers à Athènes..
Yannis Tseklenis, couturier novateur, initiateur du prêt-à-porter en Grèce, s’inspire de dessins de Gaïtis pour sa collection d’été 1982 « Tseklenis from Gaïtis ». Cette collection, composée pour l’essentiel de robes, de foulards et de maillots de bain est présentée à Athènes, dans le grand magasin Minion et aux États-Unis, dans les grands magasins Neiman-Marcus de Dallas et B. Altman de New York. À Paris, il présente à la galerie Iris Clert Mettez un Gaïtis dans votre lit, une série de couvertures comportant les têtes des bonshommes.
À Paris encore, à la galerie Marion Meyer, il participe à l’hommage rendu au galeriste parisien Marcel Zerbib. Cette exposition réunit vingt-sept artistes parmi lesquels Bellmer, Bertini, Brauner, César, Ernst, Matta, Man Ray, Takis et Wols. En 1982, l’Institut Français d’Athènes, dirigé par Jean-Marie Drot accueille Les bonshommes de Gaïtis. À Bruxelles, pour Europalia 82, où la Grèce est à l’honneur, il expose au Palais des Congrès aux côtés de Christos Caras, John Christoforou, Alecos Fassianos et Alkis Pierrakos. En parallèle de l’exposition, Gaïtis organise un défilé dans les rues de la ville, composé d’un cercueil et d’hommes vêtus du costume des  bonshommes. À l’occasion de «Expo Arte 82» à Bari en Italie, il fait la connaissance du critique d’art Giuliano Serafini avec qui il entame une relation amicale et professionnelle. En 1983, une rétrospective lui est consacrée dans le grand magasin Minion à Athènes: Gaïtis chez Minion. «[…]. Cela m’intéresserait de faire mon exposition rétrospective pour célébrer mes quarante ans dans la peinture chez Minion par exemple. Là où me verra l’homme de la rue, le grand public. C’est-à-dire ceux à qui je m’adresse et pour qui j’ai toujours peint.» La galerie Exoni à Glyfáda ouvre ses portes avec Les objets de Yannis Gaïtis. Des étendards, du mobilier composé de chaises, tables, canapés, paravent, sont présentés à côté de miroirs, de cintres et autres objets, tous inspirés du bonhomme. La dernière série de ses œuvres qui ont pour thèmes des fenêtres, des arbres et des oiseaux est également présentée. 
Il expose à Bologne à la galerie Asinelli et à Florence à la galerie Aglaïa. Les catalogues sont préfacés par Giuliano Serafini. Il participe en France, au Centre Georges Pompidou à l’exposition Chili, lorsque l’espoir s’exprime. 
En novembre 1983, Yannis Gaïtis, malade, part pour New York accompagné de sa fille Loretta et d’Annie Costopoulou. Avant leur départ, Gabriella vient à Athènes auprès de lui puis regagne sa solitude parisienne, où elle réalise des collages à valeur d’ex-voto pour éloigner le mal de Yannis. Une exposition rétrospective de son œuvre est en préparation à la Pinacothèque Nationale d’Athènes. Depuis New York, il dessine les constructions monumentales destinées à l’exposition. Pour exorciser sa maladie, il réalise une série d’autoportraits au feutre : il se dessine dans un jet unique, rapide et précis. 
Dans un élan nostalgique, il se redessine jeune: c’est l’unique portrait qui ne nous regarde pas. Yannis sent que la fin est proche et rassemble ses dernières forces, avant que la cigarette dont il ne se départissait pas, ait finalement raison de lui. De retour de New York, il assiste, à la galerie Exoni, à la signature de son livre Dans les fonds de la mer Égée, une collaboration avec l’écrivain Dimitris Dilinos et tourne, fatigué par la maladie, un film consacré à son œuvre avec Georges Sgourakis, producteur de la série Monogramma pour la chaîne de télévision Ert-2.
À la Pinacothèque Nationale d’Athènes, se tient la rétrospective de son œuvre. Gaïtis visite l’exposition – que sa fille Loretta, architecte, aidée de Gavrilos Michalis, met en place avec respect et amour – avant l’inauguration qui a lieu le 16 juillet et à laquelle il ne pourra assister. Athènes qui, dès les années 1970 a reconnu son talent, découvre toute l’ampleur de son œuvre, Gaïtis peut maintenant se retirer, apaisé. Il meurt le dimanche 22 juillet 1984. Mélina Mercouri, ministre de la culture, organise des obsèques nationales. En hommage à Yannis Gaïtis, le film de Georges Sgourakis, sera projeté à la télévision grecque au mois de novembre 1984.

## Œuvres
Après un examen historique, on peut considérer Yannis Gaïtis (1923-1984)  comme étant l’artiste-paradigme du renouvellement artistique hellénique d’après-guerre. Il l’est de par sa génération, les circonstances socio-culturelles, sa versatilité de langage ; sans oublier l’“exil” parisien qui, pendant les années 1950, en a fait un protagoniste de la diaspora de ses co-nationaux dans la capitale française. Et c’est justement à Paris que Gaïtis élabore ce sentiment du nostos (“retour” en grec ancien), qui veut dire s’acquitter de sa dette avec ses propres racines.
Dans son code génétique, il y a bien sûr l’atavisme insulaire – son père est originaire de Tinos – mais son éducation sentimentale est tout athénienne. Famille nombreuse de la petite bourgeoisie, tempérament énergique et rebelle, une grande indulgence autour de lui. Aptitude précoce au dessin, il se retrouvera tout naturellement à l’Ecole des Beaux-Arts. La bénédiction familiale est assurée, bien qu’autour de l’idylle de la vocation il y ait la tragédie de la Grèce occupée, l’engagement dans la résistance, auquel fera suite, jusqu’en 1949, la guerre civile qui saigne le pays à blanc.
Dans cette école règne Constantinos Parthenis, éminente figure de l’art néo-hellénique qui, après la trilogie de la génération précédente composée par Ghysis, Volanakis et Lytras, à son tour débitrice de l’académisme de l’Ecole de Münich, répand en Grèce le germe posthume de la modernité : post-impressionnisme et cubisme surtout. Pour  Gaïtis, Paris est déjà une tentation…
Texte de Giuliano Serafini

### Peinture, sculptures et constructions

#### Débuts, post-impressionnisme
C’est donc sous l’égide de Parthenis que, à partir de 1942, Gaïtis entendra indirectement parler des avant-gardes européennes, lorsque dans sa patrie persistent encore les modèles de ce qu’on appelle la Génération des années 1930 (Kondoglou, Engonopoulos, Pikionis, Papaloukas, Moralis, Tsarouchis), champions d’une innovation qui n’entend pas faire abstraction de cet orgueil ethnique où le mythe de la  “grécité” s’était profondément identifié.   
Parthenis, avons-nous dit, mais on compte également des intellectuelles comme Neoclis Koutouzis et plus tard Anghelos Procopiou, qui à Paris avaient eu l’occasion d’approcher les grandes avant-gardes et deviennent les gourous les plus influents de Gaïtis, fréquentant la maison de la rue Mavromateon. Une maison qui deviendra un centre de rassemblement de l’intelligentsia d’Athènes la plus affranchie et désireuse de changement.     
Si l’on pense que ce n’est qu’en 1949, grâce à une donation publique faite par la France à la Grèce, que Gaïtis pourra voir en vrai les premiers Picasso, Matisse, Braque, Dufy, Bonnard, Laurens et Masson, il est clair que les suggestions de l’artiste en herbe se basent sur le bouche à oreille de ces maîtres trouvés en dehors des lieux institutionnels de l’art. Dès lors Gaïtis sent que la véritable école réside dans l’échange humain et complice, et que le risque fait partie du jeu, inévitablement. Les trois expositions qui se sont tenues en 1945, 1946 et 1947 au cercle littéraire Parnassos, le confirmeront. Le scandale provoqué par un langage pictural quasiment inédit pour le public athénien, marque le début d’un parcours d’art qui est aussi un défi, une déclaration de guerre à l’état des choses de l’art dans son pays. 

Les “pères” sont nombreux et tous reconnaissables, mais la main “ose” sans s’abandonner à aucun hédonisme formel. Dans cette peinture des débuts, il y a une virulence indécise entre la candeur et la brutalité. Bien sûr, l’artiste s’exerce sur Cézanne et Van Gogh, (cat, 1, 9, 18, 24), dans une confrontation plus velléitaire qu’émulsive, tandis que la couleur s’allume dans un à-plat de matière chromatique pure où nous retrouvons la violente palette fauve de Derain et Vlaminck (cat. 9,13) .

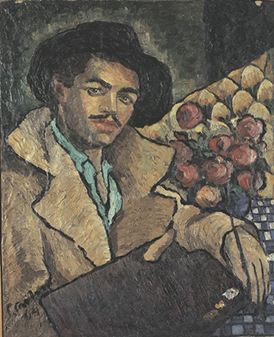
1
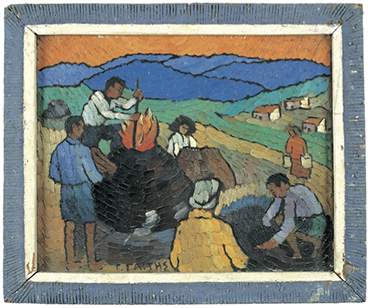
9
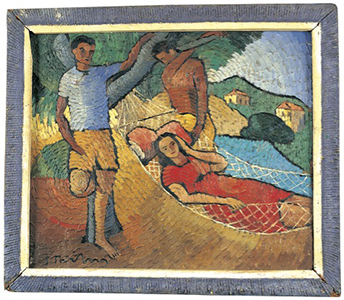
13
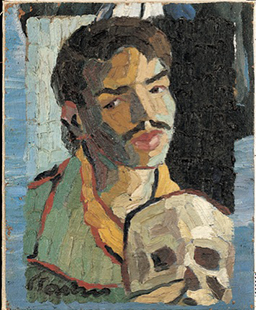
18
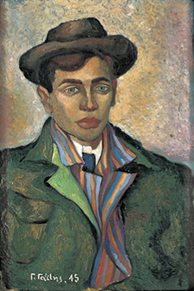
24

C’est la figure humaine qui domine presque de manière exclusive. Et lorsque c’est l’artiste qui se met face au miroir, la confession (cat. 18,22,28,43) a un goût de sensualité effrontée et d’auto-ironie. Gaïtis nous cligne de l’œil, commence à chercher des consensus. Mais il ne s’agit pas de narcissisme. En démentant Oscar Wilde, il sait que l’art ne pourra jamais se passer de la vie.

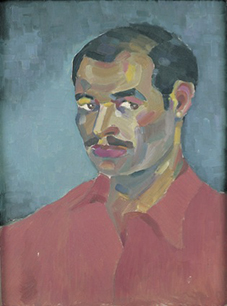
22
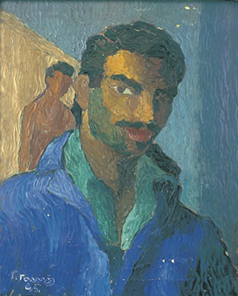
28
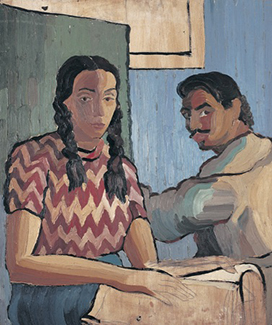
43

La forte simplification plastique et  la coupure de la figure vue en demi-buste sont le leitmotiv de ces premiers travaux. Si l’on remarque encore un naturalisme général dans sa manière de rendre la figure et les physionomies (cat.32, 36,42), il est surprenant de voir que pendant ces trois mêmes années s’annoncent en succession rapide, et parfois en s’alternant sans solution de continuité, des tournures nouvelles et plus ambitieuses. C’est un engorgement de symptômes et de tentations que Gaïtis semble dominer avec peine.  “L’art n’est jamais innocent”, a écrit Eleni Vakalò.
Texte de Giuliano Serafini

#### Influences cubo-surréalistes, sculpture
C’est ainsi que s’annonce le Gaitis “extrême”, si l’on veut reprendre la dénomination donnée, en 1949, au groupe des “Akreï” (“extrêmes”, justement) fondé avec Condopoulos, récemment de retour de Paris, Aperghis, Maltezos (en), Lameras, Antypa,  Chytiris et Gavriélla Símossi, qui en 1954 deviendra son épouse.
Il était presque évident que son adhésion à la “modernité”, la “vraie”, l’européenne, passe sur le corps des deux courants qui avaient le plus révolutionné les certitudes esthétiques du XXe siècle.

Pour Gaïtis, c’est certainement l’heure de Dionysos. Il se rend compte que, comme l’a écrit Kandinskij, “l’art commence là où la nature se termine”. Et qui, plus que les cubistes et les surréalistes était allé “contre nature” dans l’imagination et l’accomplissement de l’œuvre ? Le réveil de la mariée (1946) (cat.53) et Portrait de Marianna Koutouzis (cat.84) sont parmi les essais plus réussis de Gaïtis néo-cubiste. Et si la décomposition prismatique de l’image se résout encore en une synthèse équilibrée, “classique”, l’anti-naturalisme déstructurant du cubisme revient de manière explicite jusque dans le registre chromatique qui s’éteint dans la gamme des gris et des terres (cat.72, 75, 77, 87). Gaïtis procède en tous cas, comme l’a écrit Jacques Laval, en “évolution instinctive” , il “corrige”  un style historique qui se fonde par contre sur l’élaboration méditée des plans picturaux et des volumes en un troisième et quatrième espace.

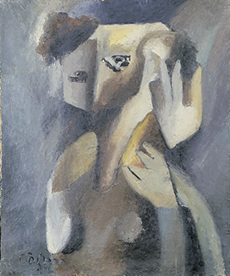
72
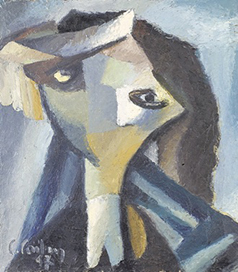
75
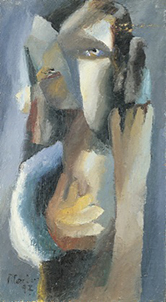
77
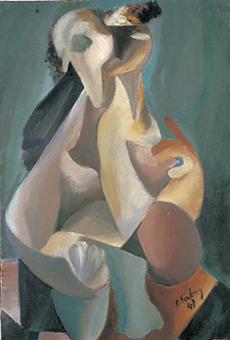
87

On le doit à ce paroxysme expérimental si, vers la fin des années 1940, l’artiste empiète sur un no man’s land où la forme va du géométrisant à l’ellyptique et au curviligne. Regardons Fuseau (cat.89) et Moments d’angoisse  (cat. 92) mais aussi toute une riche production de la même époque (cat.107, 109, 112, 114, 128, 134) où la déformation de la figure humaine évolue en un tourbillon délirant de tentacules et de prothèses monstrueuses, avec Dalì, Ernst et Masson faisant fonction de dieux protecteurs, bien qu’avec une certaine virtuosité inventive, le grotesque sait se fondre en un chiffre ludique et même parodistique.  

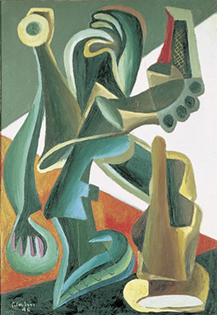
107
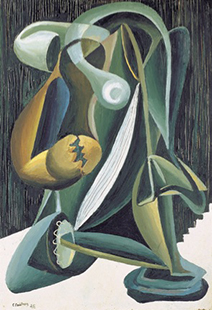
109
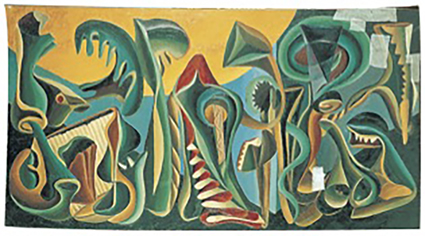
112
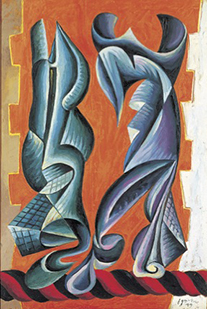
114
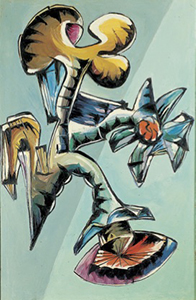
128
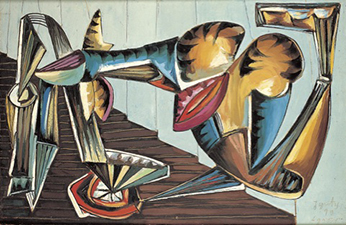
134

Il faut alors rappeler que, comme l’a déjà annoncé Cézanne, la dimension du cubisme se base sur la simultanéité du regard, engageant in primis la perception de la rétine, tandis que celle du surréalisme exige l’implication de l’inconscient et de l’évasion fantastique.
Comment dire que la contamination convient à Gaitis. Indifférent à l’inconciabilité de poétique des deux mouvements, il devine et résout leur synthèse, un cas tout à fait anormal dans la “logique” de la conscience esthétique du temps (avant lui seul Picasso avait essayé). 

Il en est de même pour la sculpture, épisode intense et bref qui autour de 1948 voit Gaïtis aux prises avec des matériaux pauvres, comme le plâtre – un rappel sans doute ancestral à ses origines cycladiennes – et le fil de fer. Il s’agit d’œuvres de petites et de moyennes dimensions (cat.150, 158, 168, 170, 174, 175 , 181), qui confirment encore un paradoxe : c’est-à-dire que pour Gaïtis des disciplines différentes peuvent devenir interchangeables : là où la sculpture devient peinture “traduite” dans la troisième dimension, comme la peinture s’approprie de la consistance volumétrique et “tactile” de la sculpture.

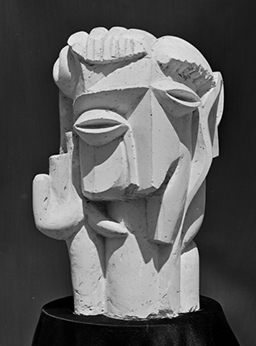
150
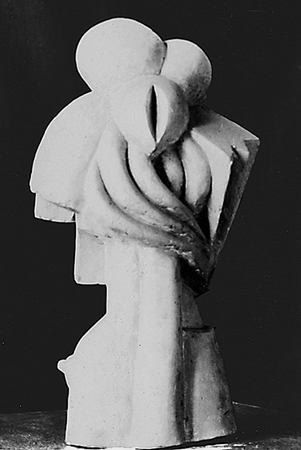
158
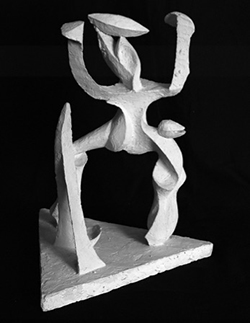
168
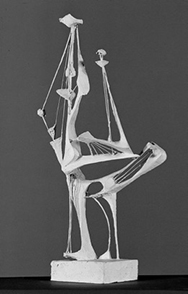
170
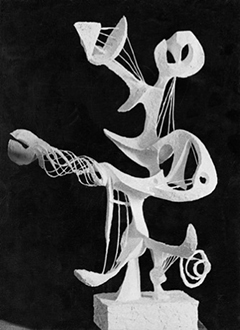
174
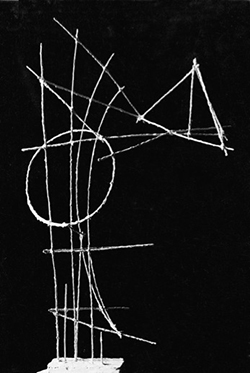
175
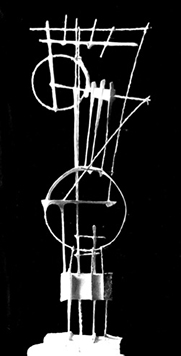
181

Nous sommes au début des années 1950, pour la peinture il faut signaler le splendide Portrait de Gavriélla Símossi (cat.232) qui conjugue la métaphysique de De Chirico et le verbe cubiste. Un verbe qui, même s’il est converti à la géométrie plus rigoureuse et constructive, est confirmé dans une série de travaux qui précèdent immédiatement l’exode parisien (cat.235, 239, 241), exposés en 1954 à la galerie Kentrikon avec la sculpture, lors de l’exposition des “adieux”.
Texte de Giuliano Serafini

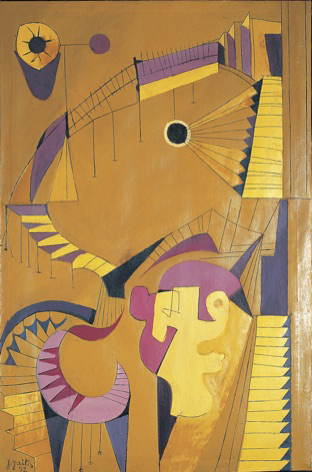
235
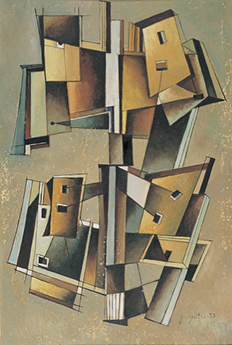
239
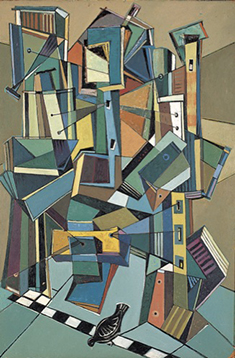
241

#### Informel
Si cubisme et surréalisme ont constitué pour Gaïtis le passage nécessaire pour liquider l’impasse de la figuration, le transfert à Paris de 1954 marque le point de démarcation décisif de son parcours d’artiste.  
C’est maintenant, et personnellement, qu’il peut vérifier cette modernité pourchassée comme un objectif mobile. Ce qui veut dire se plonger dans une dimension “autre”, tout comme “autre” avait été la définition donnée par le critique parisien Michel Tapié à l’art de la dernière Ecole de Paris”. ”Autres” sûrement devaient sembler aux yeux de l’inconnu grec de trente ans les Wols, Fautrier, Dubuffet, Hartung, Soulages, Mathieu, De Staël qu’il allait espionner dans les galeries du Boulevard Saint-Germain et de Montparnasse et que la nuit il copiait, les défaisant le matin suivant : pour s’exercer, comprendre et surtout “apprendre”, selon ses propres mots.
Dans l’exaltation du moment il sait qu’il doit récupérer un retard important et que depuis Paris sa renommée de révolutionnaire dans sa patrie devient un souvenir pathétique. La très vaste production non datée s’explique ainsi, mais elle se réfère probablement à toute la deuxième moitié des années Cinquante, où Gaïtis traverse avec acharnement même affiché toutes les hypothèses du langage aniconique. 

Pendant cette première saison parisienne domine la volupté de vouloir faire, dans le mépris le plus absolu de la “belle” peinture, celle qui séduit l’œil et le marché. Le rendu pictural est sommaire, le style discontinu. On va des bandes à tasseaux structurées fermant l’espace de la toile horizontalement et verticalement (cat.262, 266) au graphisme dense et électrique en noir et blanc avec le signe qui devient un pur automatisme psychique, (cat.301,307, 329, 335, 347); pour passer à la leçon jamais écoutée de Heidegger et de Husserl, prophètes de l’existentialisme et de la phénoménologie : et nous sommes à Riche Terre, à la matière-mère (cat. 406,408, 445, 481 508). 

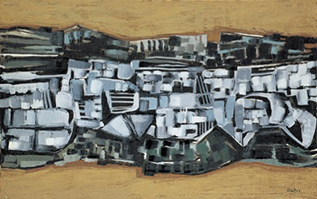
262
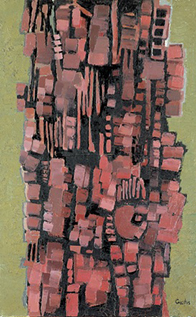
266
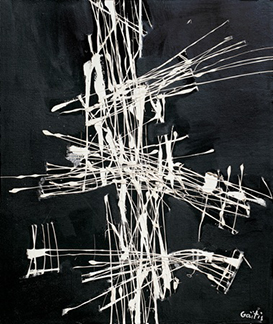
301
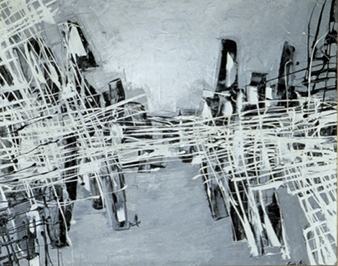
307
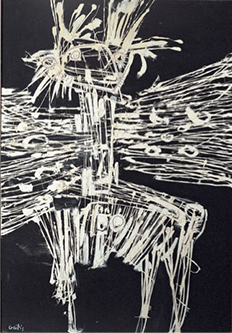
329
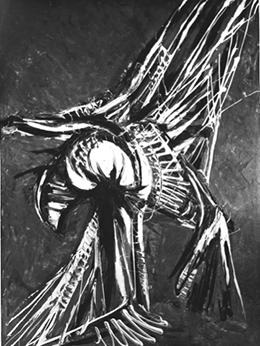
335
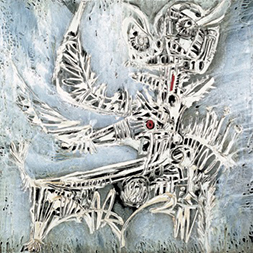
347
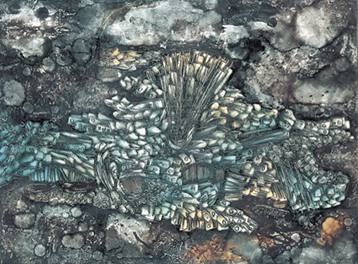
406
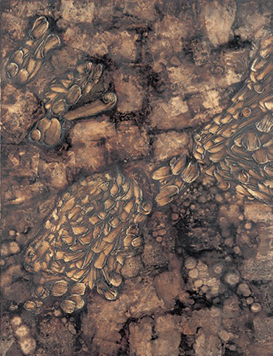
408
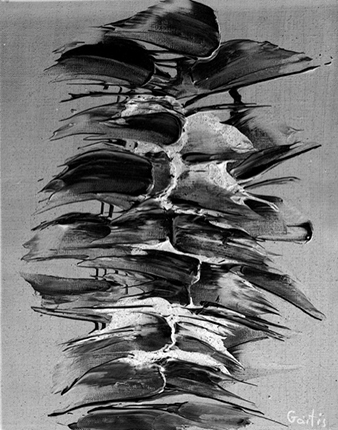
445
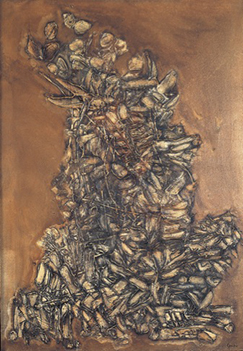
481
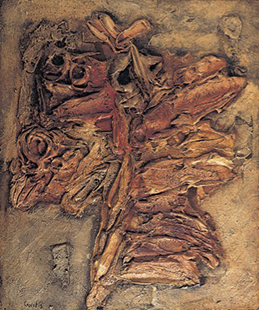
508

Mais bien vite revient l’euphorie gestuelle devenue désormais expressionnisme abstrait, mémoire d’une émotion qui est passée (cat.469, 526, 554, 569, 579, 591, 602). Et si les dettes culturelles peuvent se discerner avec une certaine fiabilité - Vieira da Silva. Mathieu, Fautrier. Wols et Hartung - Gaïtis est en train de s’apercevoir que l’objectif – l’œuvre parfaitement accomplie -  s’éloigne de plus en plus. Ce qui compte finalement, comme le suggère le poète son compatriote Kavafis en Ithaque, c’est le parcours, qui doit être long et sans attentes héroïques. En définitive, c’est le sentiment de l’inachèvement dans cette phase de travail de Gaïtis. En attendant, les co-nationaux continuent d’affluer à Paris :  Takis, Thodoros, Pavlos Danylopoulos, Tetsis,  Fassianos e Makris,  suivis peu de temps après par Nikos Kessanlis et Tsoclis. 
Texte de Giuliano Serafini

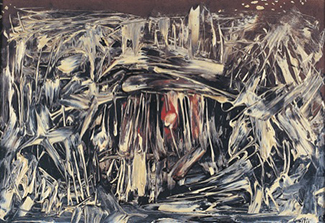
469
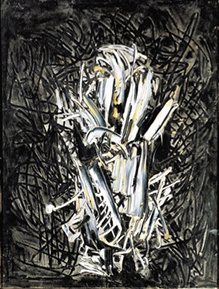
526
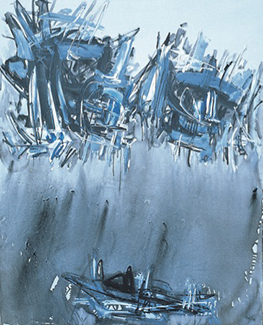
554
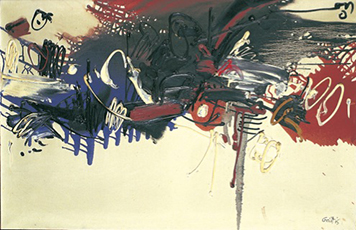
569
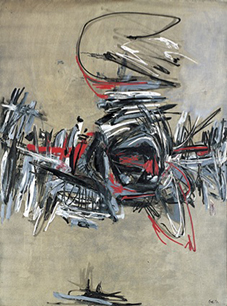
579
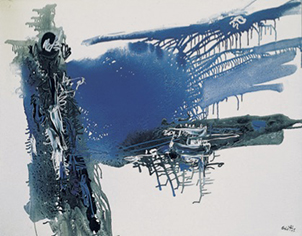
591
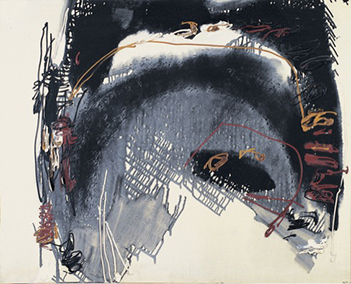
602

#### Biomorphisme
L’indifférence à insister sur un moment créatif déterminé – stratégie forcée pour tout artiste qui voudrait se rendre presque reconnaissable  - continue à pénaliser la carrière de Gaïtis.
C’est le début des années 1960 lorsque l’artiste admet entrevoir sur les couches de la matière picturale un grouillement d’excroissances qui semblent vouloir émerger ; de même dans la congestion des graffitis abstraits il devine une agitation de la vie à l’état évolutif le plus élémentaire. Mais il ne s’agit pas de suggestions, il y a une nécessité au sein de ces symptômes. On dirait que, selon un processus nettement métonymique, Gaïtis décide que la renaissance de l’image doit se manifester comme naissance de vie.

Hésitant encore entre le signe et le morphème, entre le geste et l’icône, une figurine embryonnaire  se présente à son horizon pictural. Elle le fait avec pudeur et méfiance, décidée en tout cas à survivre et à se multiplier. Ce que l’artiste est en train de mettre en scène est une sorte d’entomologie du profond (cat.615, 617, 621, 631, 634, 642). 

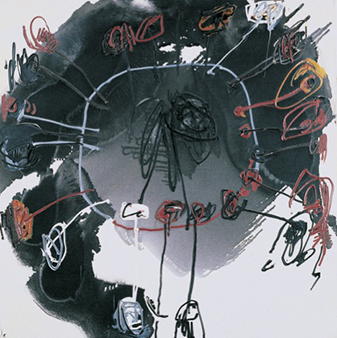
615
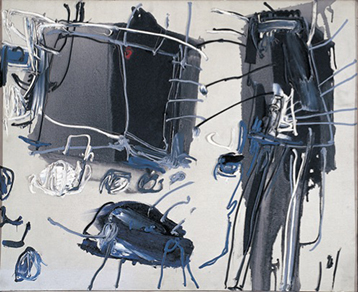
617
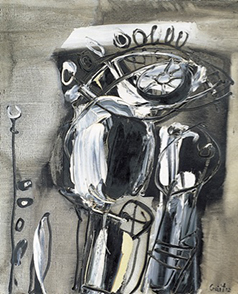
621
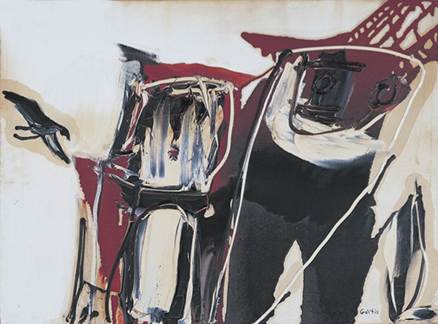
631
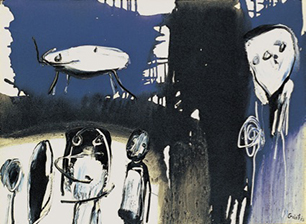
634
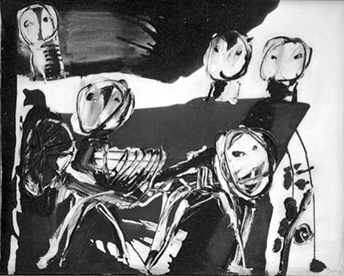
642

À partir de son état de larve, l’image progresse petit à petit  jusqu’à ce qu’elle prenne des caractères zoomorphisques, (cat-.645, 649, 651, 655) : c’est un petit être entre l’insecte et l’oiseau qui s’hybride avec des formes de plus en plus évoluées, au fur  qu’elle augmente en nombre. 

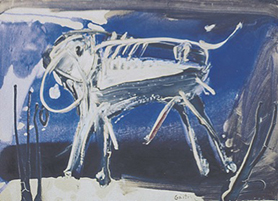
645
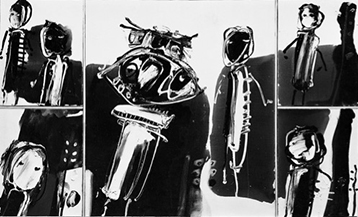
649
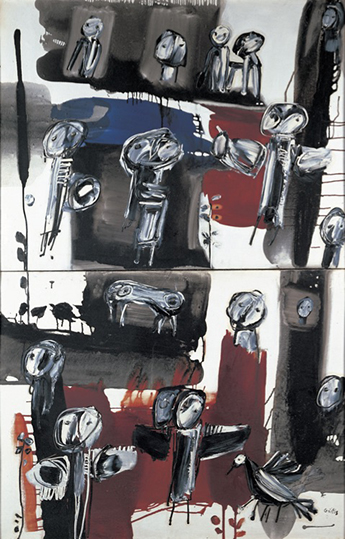
651
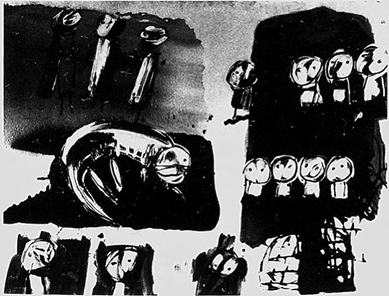
655

On parvient ainsi à une foule vaguement anthropomorphe (cat.709, 715, 723, 739,741, 747,751,761, 813). qui remplit une sorte de petits théâtres où elle est à la fois protagoniste et spectatrice. Encadrée comme dans les prédelles des icônes byzantines, elle exhibe son habitat : et il apparaît des chevaux, des chèvres, des chats, des bicyclettes, de petits bateaux, de moyens de transport rudimentaires. L’allégorie du début se manifeste comme un divertissement pyrotechnique, un épisode de non engagement au sein d’un parcours créatif complexe et tourmenté.

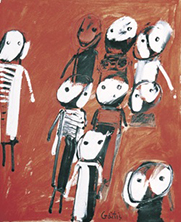
709
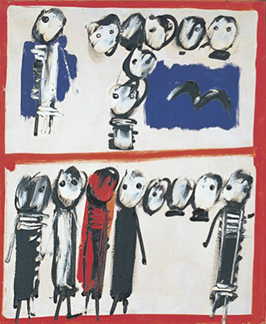
715
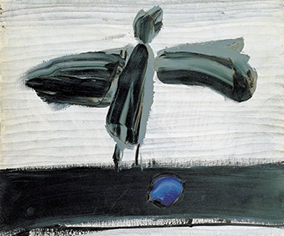
723
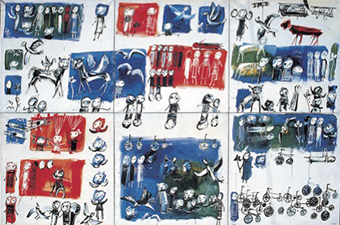
741
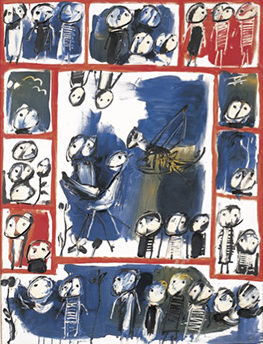
747
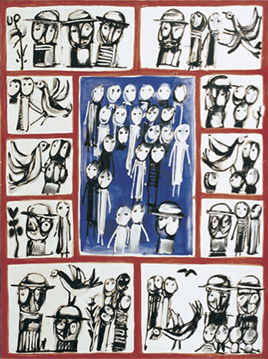
751
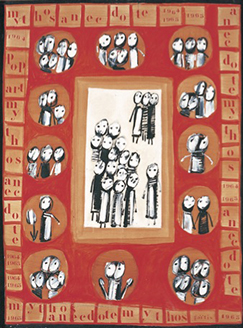
761
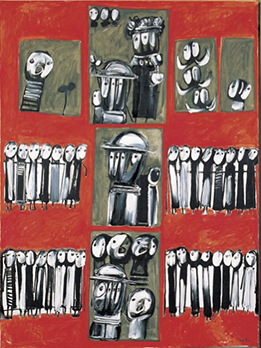
813

Mais le micro-cosmos féerique est de courte durée. Au milieu de cette multitude insignifiante se fraie un chemin une figure à l’identité plus marquée, représentée à plus grande échelle, comme si elle voulait suggérer un rôle privilégié, centralisateur, voire autoritaire. Dans ce cas aussi il s’agit d’une physionomie en devenir : tout juste un masque informe avec des yeux énormes, qui se distingue de la masse car il porte un chapeau (cat.842), attestant la classe sociale, quasiment une promotion de rang que l’artiste lui a accordée…     
Texte de Giuliano Serafini

#### Anthropakia
C’est ainsi que s’annonce l’ancêtre de l’anthropaki (“bonhomme”). Et au moment où son aspect va se précisant dans la physionomie et le comportement (cat.849, 851, 877, 889, 911, 920, 925, 926, 931, 944, 961, 962, 966), révélant des appétits explicitement ludiques et érotiques, le message de Gaïtis devient de plus en plus déchiffrable et prend le ton de la parabole.  A travers un langage pseudo-naïf, l’artiste est en train de représenter la métaphore de sa contemporanéité avec ses aberrations, ses aliénations et surtout sa solitude. Ce sont les années de McLuhan et de Marcuse. Aux États-Unis, le pop art stigmatise hypocritement la société de consommation, la massification culturelle, l’uniformité des habitudes métropolitaines. En tant qu’Européen, et surtout en tant que Grec qui retourne au bercail, Gaïtis répond à ce tournant historique avec un esprit de funambule, de rêveur, d’authentique narrateur par images. Et surtout il le fait en donnant une réponse à sens unique. 

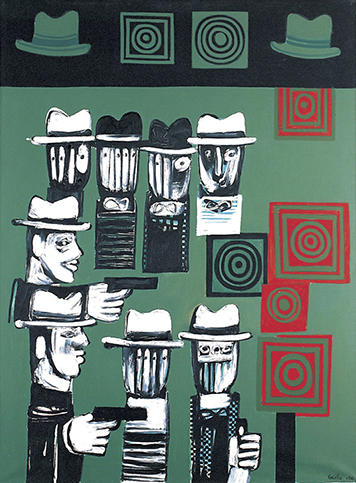
849
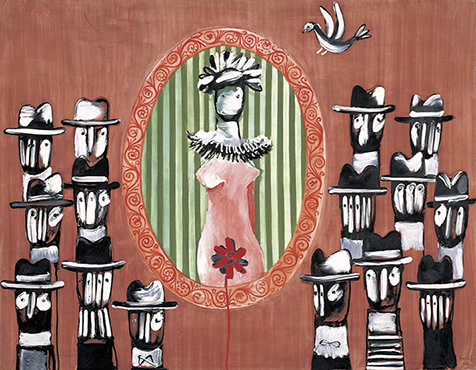
851
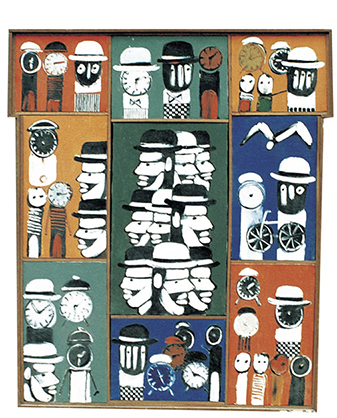
877
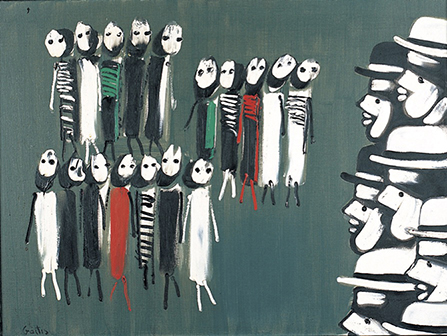
889
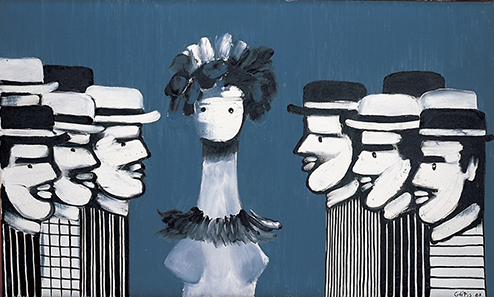
911
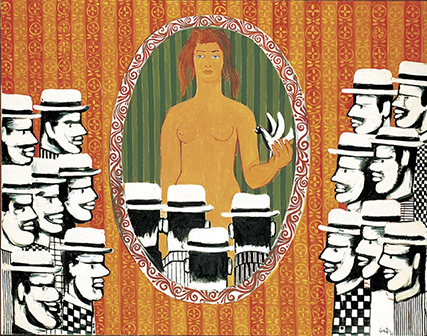
920
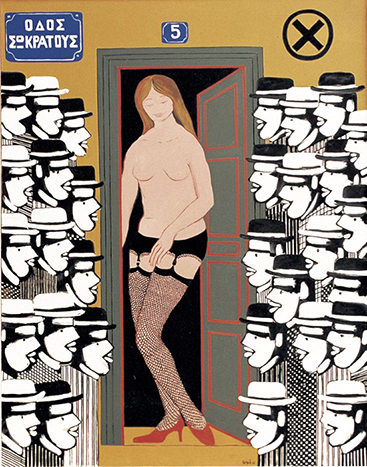
925
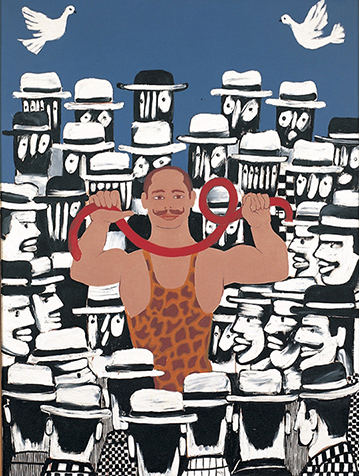
926
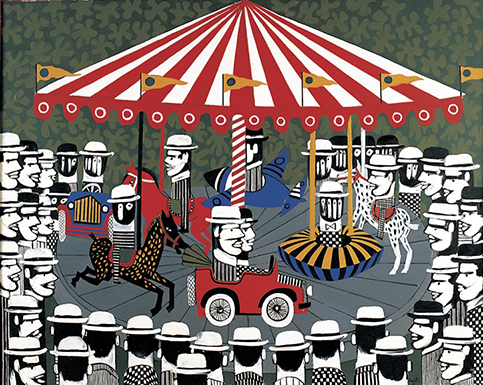
931
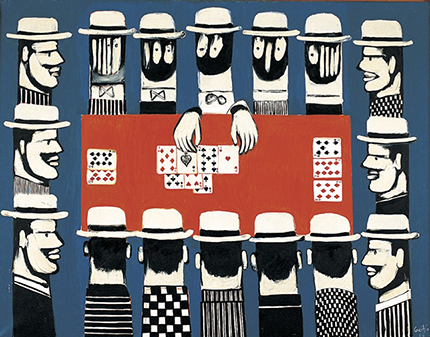
944
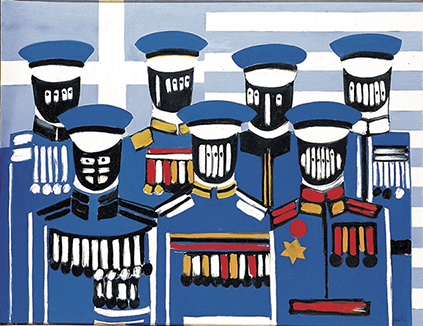
961
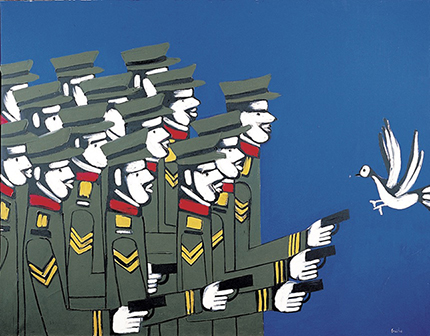
962
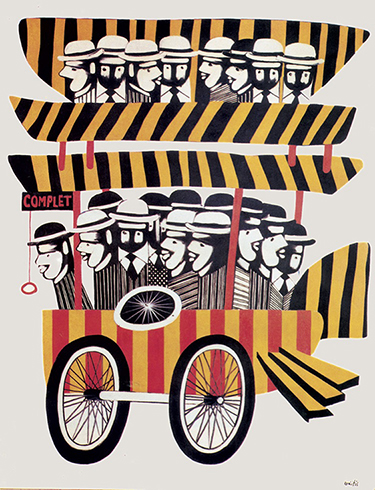
966

Le fait est qu’il a enfin trouvé “son” icône, celle qu’il n’abandonnera plus et qui, avant d’être un cliché, est le signe d’un alphabet idéographique à élaborer sans limites, comme une véritable écriture. L’anthropaki peut donc élargir son champ d’action dans un répertoire illimité d’exploits, de provocations, de coups de théâtre et de rébus visuels. Sans oublier l’actualité qui est devenue de l’histoire, celle dont, de 1967 à 1974 la Grèce verra au pouvoir la Dictature des colonels.

Obsession sous forme de stéréotype, - nous sommes à présent dans les années 1970 -  l’anthropaki plaisante avec austérité et s’acharne avec légèreté. Son image est plate et héraldique, le signe absolument graphique, la couleur typographique. Le monde de Gaïtis devient un monde à deux dimensions (cat.991, 994, 997, 1001, 1006, 1011, 1013, 1019, 1026), pour que le portrait de l’humanité qui l’habite s’avère le moins humain possible, pour qu’il ne reste rien de la consistance spirituelle, morale, sociale.

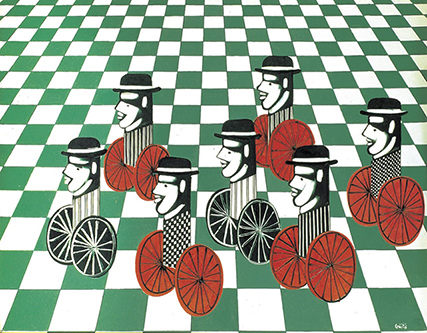
991
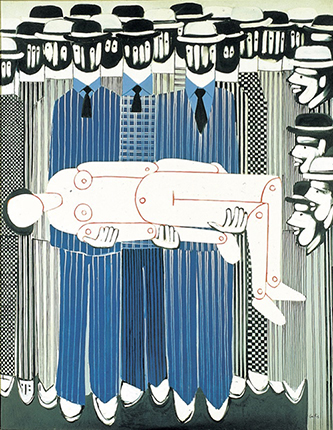
994
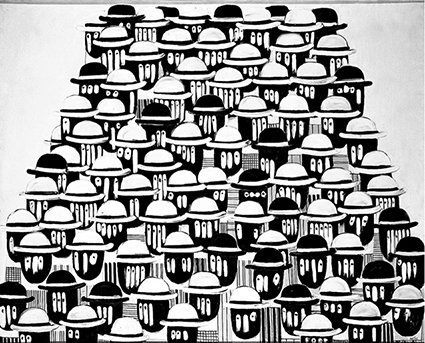
1001
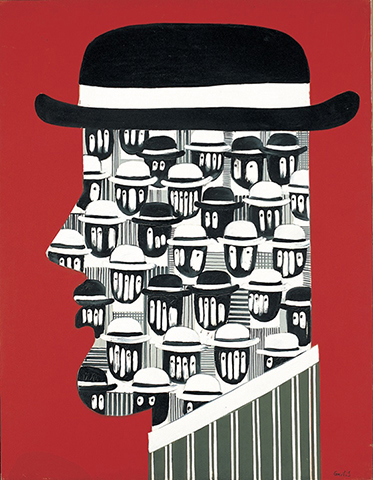
1006
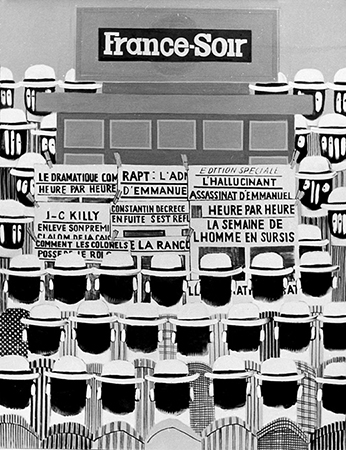
1011
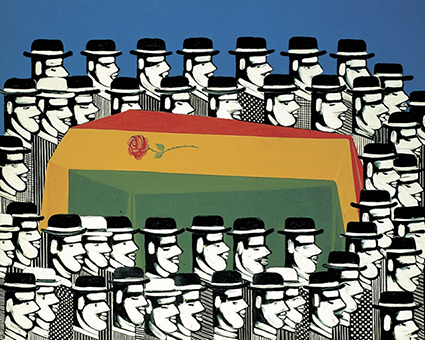
1013
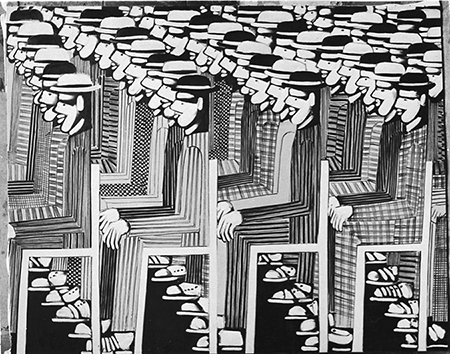
1019
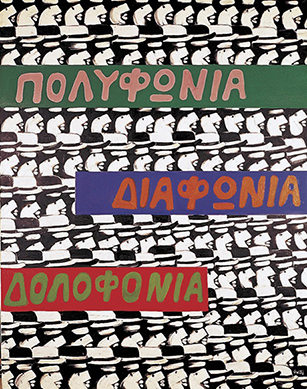
1026

Car il en est ainsi, et ainsi en est-il devenu. Le succès de la carrière de Gaïtis, désormais national et international, devient en quelque sorte le “prix” de cette révélation amère.   Silhouette rigide de mannequin, costume anthracite à fines rayures blanches et chapeau melon – son “uniforme” – dans sa stylisation toujours plus abstraite et incisive l’anthropaki devient ainsi le symbole triomphant d’une perte. Gaïtis travaille sur cette absence, en quelque sorte pour l’exorciser. C’est pour une sorte d’horror vacui qu’il peint des barrières, des haies, des totems, des armées d’anthropakia devenus des éléments structurels et architecturaux qui “construisent” l’image finale (cat.1129, 1132,1136, 1142, 1146, 1202, 1413, 1424, 1426, 1444,1452, 1484,).

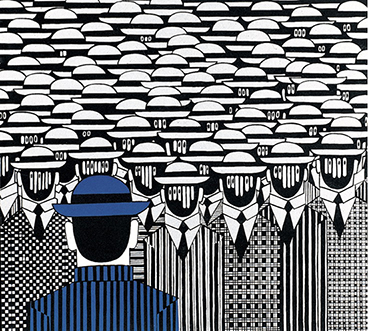
1129
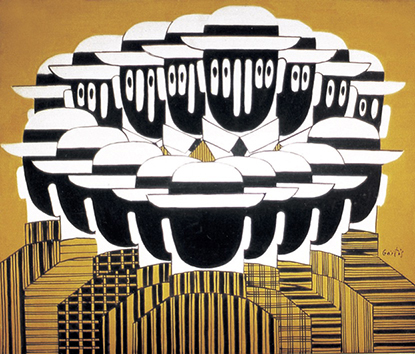
1132
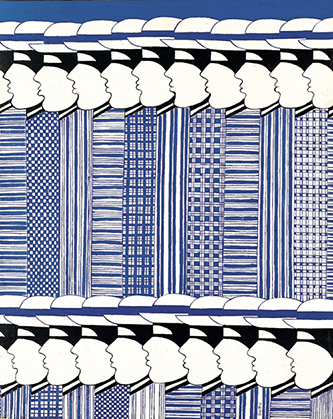
1136
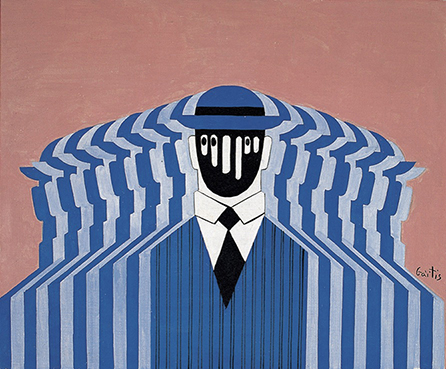
1142
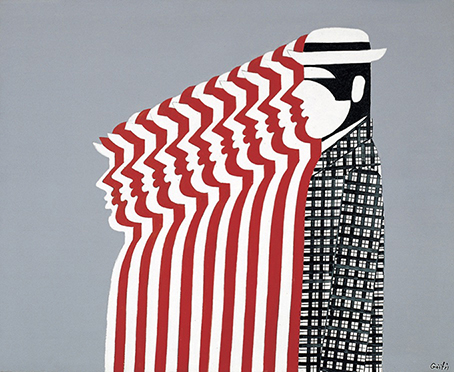
1146
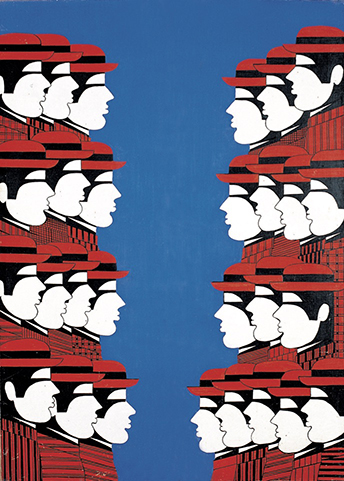
1202
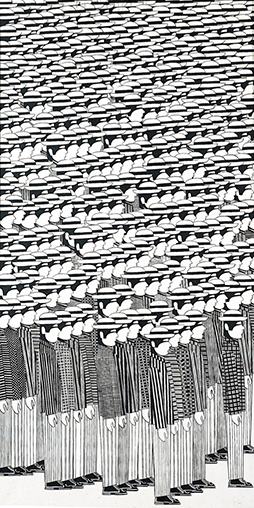
1413
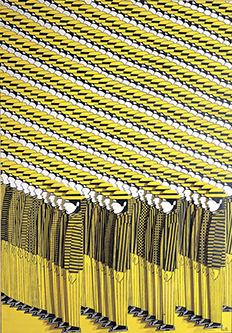
1424
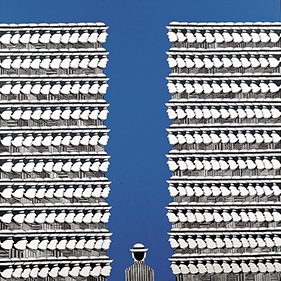
1444
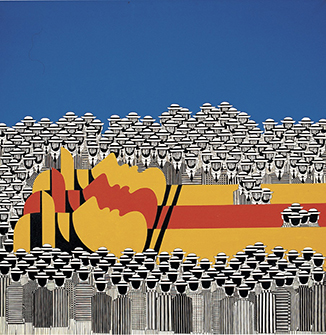
1452
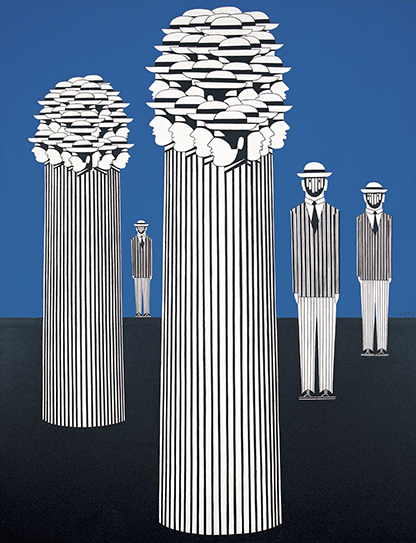
1484

Avec une ironie froide il parvient à contaminer les lieux sacrés du mythe (cat. 1494, 1504, 1527), à condition de ne pas succomber au malaise d’une civilisation qui ne peut plus nous promettre ni espoir ni avenir.

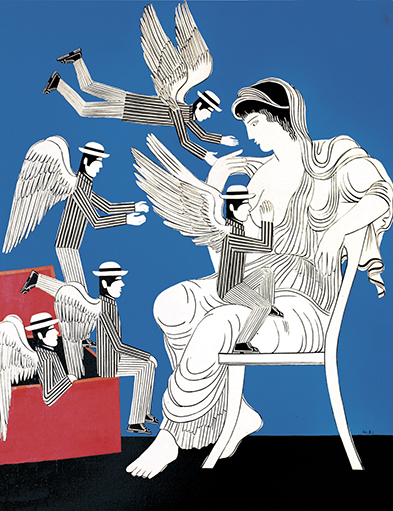
1494
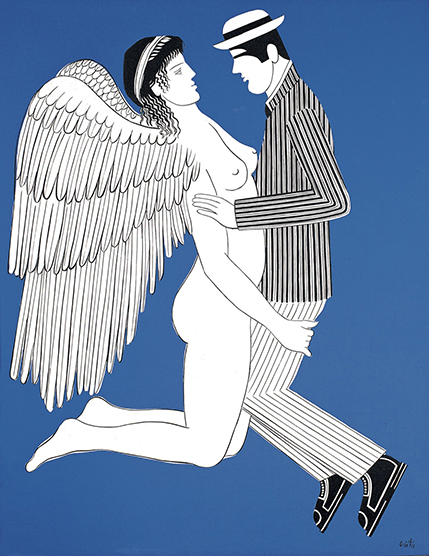
1504
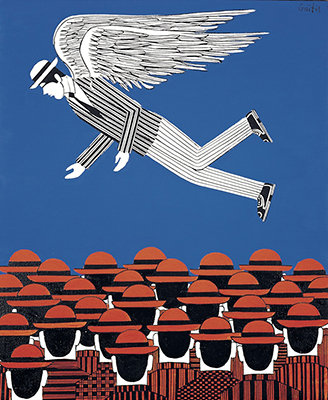
1527

Il s’agit au fond d’une apocalypse joyeuse, où, par procuration de ses anthropakia, Gaïtis nous dit que seul l’art a un pouvoir consolatoire et salvateur. Comme Nietzsche l’a écrit, “Nous n’aurons que l’art pour ne pas mourir de vérité”.Et même lorsque, s’enfuyant de la toile devenue trop étroite pour lui, l’anthropaki devient une sculpture faite de profils peints sur bois et occupe de complexes installations-happening aux dimensions de plus en plus monumentales et de plus en plus technologiques, envahissant les rues, les places, les théâtres, les grands magasins pour se confronter avec la vraie humanité, avec le public, avec la vie, sa nouvelle condition d’ “objet” ne produit aucune contagion conceptuelle, ni d’avancement sémantique : l’anthropaki reste un robot à deux dimensions multiplié à l’infini, il n’existera que comme pure quantité numérique.
Si l’on est anthropakia, telle est la confession extrême de Gaïtis, on reste prisonniers de l’artifice de la création, condamnés à servir de sentinelle à un humanisme jamais atteint (cat. 1038, 1076, 1085, 1105, 1118, 1240, 1241, 1371, 1373, 1395, .1618, 1689,1693,).
Texte de Giuliano Serafini

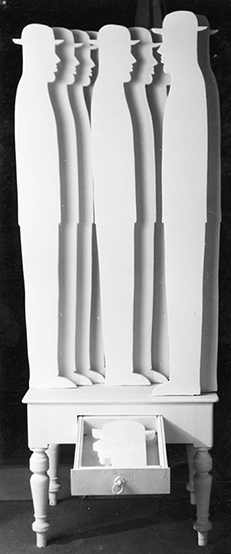
1038
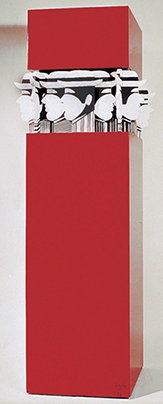
1076
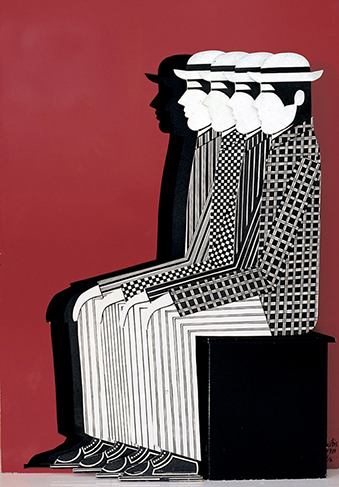
1085
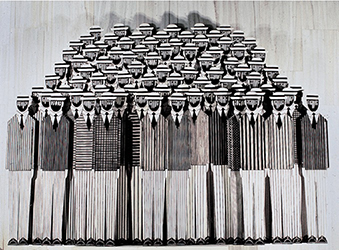
1105
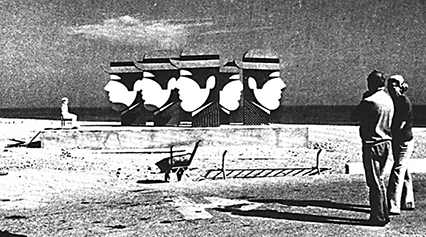
1118
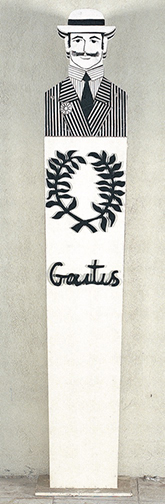
1240
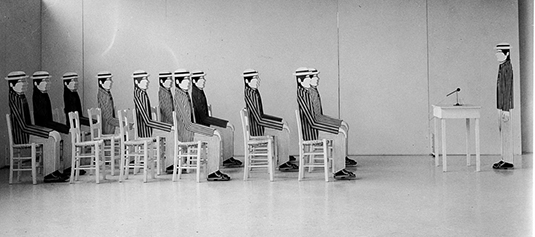
1241
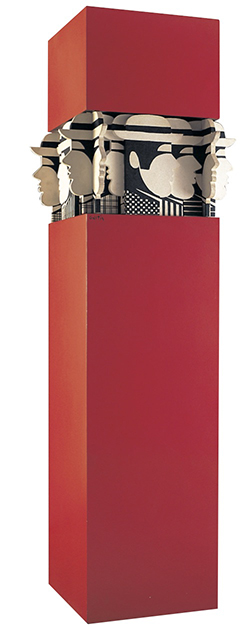
1371
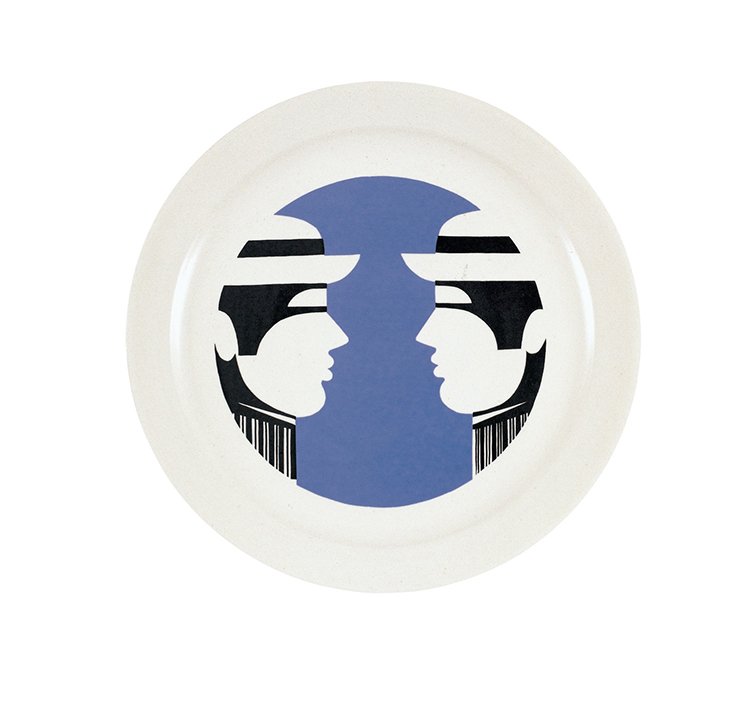
1373
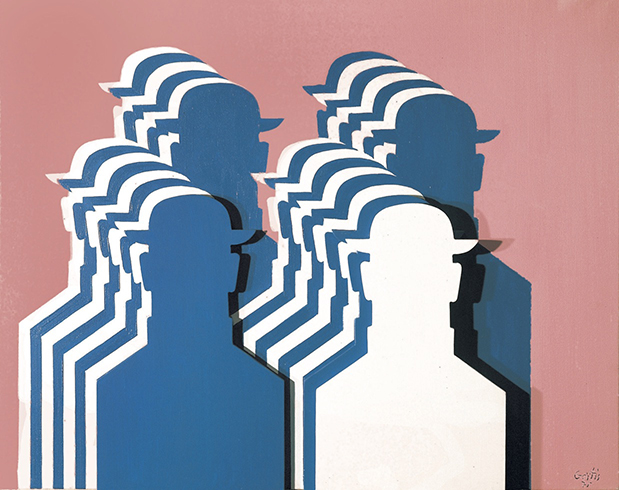
1395
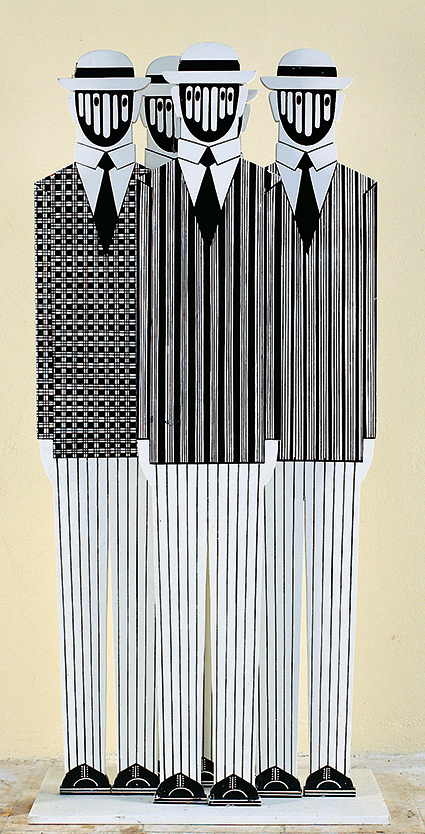
1618
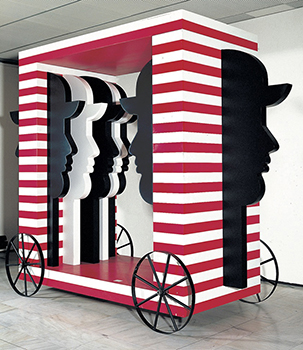
1689
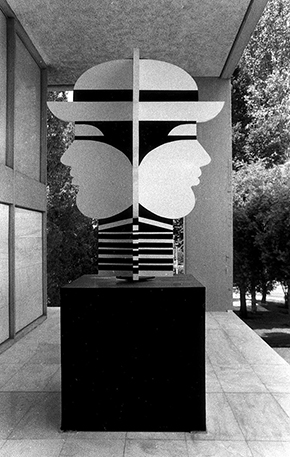
1693

### Décors et costumes
Depuis toujours passionné de théâtre, Gaïtis dessine en 1950 des scènes et des costumes pour Le mariage de Figaro de Beaumarchais aménagé à l’Institut Français d’Athènes. Douze ans plus tard il reprendra cette expérience en réalisant pour le théâtre Verghi, un des “sanctuaires” de l’avant-garde grecque, des scènes et des costumes du Balcon de Jean Genet, une pièce en odeur d’obscénité et de blasphème, comme toute l’œuvre du plus “maudit” des écrivains de cette époque. Le sujet est une allégorie tragique, surréelle de la condition humaine à laquelle l’auteur enlève sadiquement toute possibilité de rédemption. L’action se déroule dans une maison de plaisir où les clients décident d’entrer dans des rôles institutionnels pour oublier la révolution qui est en train d’éclater au dehors et qui bientôt les balaiera tous. Il y a le Général, l’Evêque et le Juge. Mais il y a aussi le Chef de la Police qui dans un délire de puissance s’attribue le rôle du tyran absolu. Gaïtis joue la carte du grotesque et du caricatural en exaspérant dans les costumes tous les oripeaux et la rhétorique du pouvoir – médailles, galons, panaches et toges – jusqu’à transformer les personnages de Genet en fantoches pathétiques et sordides. Et pour une histoire où tout peut arriver d’un moment à l’autre et où le risque imminent se transforme en tension claustrophobique, la scène devient la projection des fantasmes de ses protagonistes. Ce sont des décors à la perpendiculaire précaire et à la stabilité suspecte, des structures élémentaires superposées et disjointes dans des perspectives sans fond et qui pourraient rappeler des stylèmes de la scénographie expressionniste allemande.  
Texte de Giuliano Serafini

### Architectures
Pas professionnelle dans le sens strict, l’activité de Gaïtis “architecte” doit être considérée comme un autre chapitre de sa versatilité d’artiste. On compte deux projets qui l’ont impliqué dans ce secteur, et ce n’est pas par hasard si cela s’est déroulé dans les lieux de l’appartenance atavique : les Cyclades, notamment dans l’île d’Ios, au nord de Santorin. La première maison, commencée en 1964, est celle de Jean-Marie Drot, écrivain et cinéaste français et grand passionné de l’œuvre de Gaitis. La deuxième, la sienne, qui suivra en 1972, lui fait face dans la baie d’Aghios Yannis, une des toiles de fond de paysages les plus extraordinaires de l’île. Avant même d’être une habitation entendue comme lieu individuel à vivre conformément aux besoins du propriétaires, Gaïtis a voulu rendre hommage dans le sens plastique et conceptuel, à la morphologie géniale et spontanée du village égéen, faite de regroupements de construction sans solution de continuité, où l’extérieur et l’intérieur ne sont plus des secteurs conçus comme des unités autonomes et fonctionnellement séparées. Bref, l’artiste n’a pas cherché, mais “trouvé” in situ  l’idée constructive, et sans jamais s’abandonner au folklore, justement grâce à sa connaissance “génétique” de l’habitat égéen. Il en dérive que les deux habitations se présentent en elles-mêmes comme des micro-villages, aux modules structurels essentiellement cubiques (Gaïtis soutenait que le cubisme avaient été inventé par les maçons de Cyclades), avec la splendeur éblouissante d badigeonnage blanc à la chaux, le plan irrégulier suivant la dénivellation du terrain rocheux, les arcades s’ouvrant sur l’horizon marin, les escaliers qui deviennent des sentiers de jonction des diverses zones résidentielles. Et sur le tout, le thème conducteur graphique des carreaux en mica profilé de blanc du carrelage. Si pour la maison de Drot, Gaïtis a trouvé des solutions à l’effet scénographique spectaculaire – avec le pigeonnier qui la fait ressembler à un château méditerranéen et les sculptures en ciment blanc de Gavriélla Símossi – pour la sienne il a identifié dans la complexe et sévère conformation à grandes marches son concept de construction fondamental.  
Texte de Giuliano Serafini

### Mobilier et objet
L’invention de l’anthropaki, qui remonte à la fin des années 1960 et constituera le thème absolu d’inspiration de son travail, a permis à Gaïtis des variantes heureuses et des expérimentations parallèles étendues à ce qu’on appelle les arts mineurs. On est alors obligés de se rattacher à la sculpture de la dernière période, aux installations et aux constructions en bois, aux anthropakia ailés en équilibre sur des monocycles, ou devenus des totems pivotants au profil double et quadruple ;  également aux chorégraphies bondées et symétriques de guerriers, aux chars de guerre inoffensifs, aux balançoires et aux sarcophages ; bref, à l’œuvre unique, celle qui est destinée à la galerie et au musée. En passant par cette dimension “élevée” consacrée par l’histoire de l’art (mais aussi par des habitudes académiques discriminantes), à celle de la vie, du quotidien, Gaïtis ne fait qu’accomplir une œuvre de dédramatisation : c’est-à-dire qu’il passe de l’art ”majeur”, à l’art en version utilitaire, qui ensuite devient l’objet industriel à reproduire en série et à mettre à la portée de tous. Si, au niveau idéologique, l’air du temps est celui du pop art qui entend banaliser l’œuvre d’art en prenant comme sujet des produits à consommer ou en tout cas d’usage commun, Gaïtis ne “représente” pas mais réalise matériellement l’objet, le rend utile et praticable. Ce sont des meubles et des éléments d’ameublement – des tables, des chaises, des divans, des paravents, des lits, des coiffeuses -  où le dessin, les matériaux et les couleurs ramènent invariablement à la formule “classique” de l’anthropaki. C’est comme si on disait que chez le disigner Gaïtis le processus de prolifération de l’anthropaki se re-signifie dans la prolifération du multiple et de la production sérielle.  Sa silhouette immuable cherche en quelque sorte de la confidence, la confrontation humaine, rentre à part entière dans notre habitat privé et social. Ce rapport se fait encore plus confidentiel et intime lorsque l’anthropaki devient l’objet de service minimum et même de jouet : tirelires, serre-livres, cintres, couvertures, fausse boite de conserve, puzzles. Il ne manquera même pas la mode lorsqu’en 1982, en collaboration avec le styliste Yannis Tseklenis, Gaïtis réalise une collection s’inspirant de ses propres patterns graphiques.
Texte de Giuliano Serafini

## Musée et expositions

### Expositions personnelles
- 1944 «Yannis Gaïtis», atelier de Yannis Gaïtis, Athènes, Grèce[2].
- 1945 «Yannis Gaïtis», salle Parnassos, Athènes, Grèce, juin[1],[3].
- 1946 «Yannis Gaïtis», salle Parnassos,  Athènes, Grèce, 17 mai - 7 juin[1],[3].
- 1947 «JeanGaïtis», salle Parnassos (retrospective) Athènes, Grèce, mars[1],[3].
- 1954 «Yannis Gaïtis», salle de l’hôtel Kentrikon, Athènes, Grèce, 3 - 28 février[1],[3].
- 1957 «Yannis Gaïtis», galerie Diderot, Paris, France, 13 - 28 décembre[1],[3].
- 1958 «Gaïtis», galerie André Droulez, Reims, France, 18 - 31 janvier[1],[3].
- 1959 «Yannis Gaïtis», galerie Zygos, Athènes, Grèce, 19 - 29 septembre[1],[3].
- 1960 «Gaïtis peintures», galerie Le Portulan, Le Havre, France, 2 - 22 avril[1],[3].
- 1961 «Gaïtis», galerie Néès Morphès, Athènes, Grèce, 13 - 26 septembre[1],[3]
- 1961 «Gaïtis», galerie Diderot, Paris, France[1],[3].
- 1962 «Gaïtis», galerie Saint-Germain, Paris, France, 23 mai - 16 juin[1],[3].
- 1964 «Gaïtis», galerie A, Paris, France, 7-23 avril[1],[3],[4].
- 1964 «Gaïtis», galerie Merlin, Athènes, Grèce, 30 octobre - 20 novembre[1],[3].
- 1965 «Gaïtis», galerie Schneider, Rome, Italie, 23 février - 13 mars[1],[3],[5].
- 1965 «Gaïtis», galerie Relêvo, Rio de Janeiro, Brésil, 22 juillet - 9 août[1],[3].
- 1966 «Gaïtis», galerie A, Paris, France, 11 mai - 5 juin[1],[3],[6].
- 1966 «Le microcosme de Yannis Gaïtis», galerie Hilton, Athènes, Grèce, 15 - 19 septembre[1],[3].
- 1967 «Gaïtis» galerie Merlin, Athènes, Grèce, mars[1],[3].
- 1967 «Gaïtis», galerie T, Haarlem, Pays - Bas, 27 mai - 25 juin[1],[3],[7].
- 1967 «Gaïtis», galerie Relêvo, Rio de Janeiro, Brésil, octobre[1],[8].
- 1968 «Gaïtis», galerie Schneider, Rome, Italie, 10 avril - 4 mai[1],[8].
- 1968 «Gaïtis», galerie Il Traghetto, Venise, Italie, 1er - 10 juillet[1],[8].
- 1968 «Yannis Gaïtis», club Médéon, Athènes, Grèce, 17 - 18 octobre[1],[8].
- 1969 «Gaïtis», galerie Il Salotto, Côme, Italie, 5 - 18 mars[1],[8].
- 1969 «Gaïtis», galerie Il Giorno, Milan, Italie, 1er - 12 avril[1],[8].
- 1969 «Gaïtis», Néa galerie, Athènes, Grèce, 18 avril - 5 mai[1],[8],[9].
- 1969 «Yannis Gaïtis», Institut Goethe, Athènes, Grèce, 4 - 18 novembre[1],[8].
- 1970 «Gaïtis», galerie Schneider, Rome, Italie, 23 avril - 16 mai[1],[8].
- 1970 «Gaïtis», Cyprus Hilton, Nicosie, Chypre, 1er - 15 septembre[1],[8].
- 1971 «Les personnages de Gaïtis, peintures et reliefs», galerie Arts-Contacts, Paris, France, 5 octobre - 13 novembre[1],[8],[10].
- 1972 «Machines volantes de Gaïtis», galerie Desmos, Athènes, Grèce, 9 - 29 février[1],[8],[11].
- 1972 «Yannis Gaïtis», galerie Cochlias, Thessalonique, Grèce, 21 septembre - 8 novembre[1],[8].
- 1973 «Olympiakos-Panathinaïkos», galerie Desmos, Athènes, Grèce, 10-14 janvier[1],[8].
- 1974 «L’Enterrement de la peinture», galerie Desmos, Athènes, Grèce, 5 - 22 février[1],[8].
- 1974 «Exposition et Spectateurs», galerie Desmos, Athènes, Grèce, 5 - 22 février[1],[8].
- 1974 «La Conférence», galerie Desmos, Athènes, Grèce, 28 février[1],[8].
- 1974 «Gaïtis», Circle Gallery, Chicago, USA, 3 - 26 octobre[1],[8].
- 1974 «Gaïtis», Circle Gallery, San Diego, USA, 8 - 29 octobre[1],[8].
- 1974 «Gaïtis», Circle Gallery, Los Angeles, USA, octobre[1],[8].
- 1974 «Gaïtis», Circle Gallery, San Francisco, USA, octobre[1],[8].
- 1975 «Yannis Gaïtis», galerie Rythmos, Larissa, Grèce, janvier[1],[12].
- 1975 «Gaïtis», salle d’exposition Aristovoulou G. Petzetaki, Athènes, Grèce, 20 février - 5 mars[1],[8].
- 1975 «Gaïtis», mairie de Nikéa, Nikéa, Grèce, 2 - 19 juillet[1],[12].
- 1975 «Yannis Gaïtis», collège d’Athènes (rétrospective) Athènes, Grèce, 21 octobre - 2 novembre[1],[12].
- 1975 «Gaïtis», galerie Cochlias, Thessalonique, Grèce, octobre[1],[12].
- 1975 «Les jouets de Yannis Gaïtis», galerie Polyplano, Athènes, Grèce, décembre[1],[12].
- 1976 «Yannis Gaïtis», galerie Schneider, Rome, Italie, 9 novembre - 7 décembre[1],[12].
- 1976 «Gaïtis»,Circle Gallery, New York, USA, novembre[1],[12].
- 1977 «Yannis Gaïtis. Paysages humains», galerie Polyplano, Athènes, Grèce, 24 janvier - 12 février[1],[12],[13].
- 1977 «Yannis Gaïtis», galerie K. Stavrakakis, Héraklion, Grèce, 5 - 20 mai[1],[12].
- 1977 «Yannis Gaïtis. Dessins et aquarelles 1947-1954», galerie To Trito Mati (rétrospective) Athènes, Grèce, 9 mai - 30 juin[1],[12].
- 1977 «Yannis Gaïtis», galerie Bargera, Cologne, Allemagne, juin - juillet[1],[12].
- 1978 «Gaïtis», musée d’art moderne, Skopje, Yougoslavie, 10 - 25 janvier[1],[12].
- 1978 «Yannis Gaïtis», musée d’art moderne, Belgrade, Yougoslavie, 3 - 19 mars[1],[12].
- 1978 «Yannis Gaïtis», galerie Cyffers, Zeebruge, Belgique, juillet-août[1],[12].
- 1978 «Yannis Gaïtis», école Ziridis, Maroussi, Grèce, 4 - 18 décembre[1],[12].
- 1979 «Gaïtis», centre culturel municipal Jacques Prévert, Villeparisis, France, 17 février - 22 avril[1],[12],[14].
- 1979 «Gaïtis», école régionale des beaux-arts, Clermont-Ferrand, France, 11 mai - 2 juin[1],[12],[15].
- 1979 «Gaïtis», studio Bach, Genève, Suisse, juin[1],[12].
- 1979 « Yannis Gaïtis », musée Hakone, Japon, juillet[1].
- 1979 «Yannis Gaïtis», Salle Churchill, Limassol, Chypre, 24 septembre - 24 octobre[1],[12].
- 1979 «Yannis Gaïtis», Salle Churchill, Nicosie, Chypre, 29 octobre - 29 novembre[1],[16].
- 1980 «Les Antiquités de Yannis Gaïtis», galerie Polyplano, Athènes, Grèce, 11 - 29 février[1],[16].
- 1980 «Gaïtis», galerie Polytopo, Limassol, Chypre, 6 - 18 novembre[1],[16].
- 1980 «Couvertures dessinées par Yannis Gaïtis», Industrie textile Ariston A. E., hôtel Grande-Bretagne, Athènes, Grèce, 27 novembre[1],[16].
- 1980 «Les Antiquités de Yannis Gaïtis», galerie Techni, Patras, Grèce, 5 - 22 décembre[1],[16].
- 1980 «Yannis Gaïtis», association culturelle, Pyrgos, Grèce, 29 décembre 1980 - 6 janvier 1981[1],[16].
- 1981 «Gaïtis», galerie Cochlias, Thessalonique, Grèce, 6 - 20 avril[1],[16],[17].
- 1981 «Gaïtis», galerie Épochi, Ioannina, Grèce, 30 avril - 30 mai[1],[16].
- 1981 «Mettez un Gaïtis dans votre lit», galerie Iris Clert, Neuilly-sur-Seine, France, 18 - 31 mai[1],[16].
- 1981 «Yannis Gaïtis», Techni, association artistique de Macédoine, Kilkis, Grèce, 24 mai - 7 juin[1],[16].
- 1981 «Yannis Gaïtis», galerie Epsilon Mi, Volos, Grèce, 19 novembre - 6 décembre[1],[16].
- 1981 «Les miroirs de Yannis Gaïtis», galerie Oraïsma, Palaio Psychico, Grèce, 27 novembre 1981 - 20 janvier 1982[1],[16].
- 1981 «Yannis Gaïtis», galerie To Ergastiri, Athènes, Grèce, 8 - 20 décembre[1],[16].
- 1982 «Yannis Gaïtis», théâtre municipal, Lamia, Grèce, 7-15 janvier[1],[16].
- 1982 «Yannis Gaïtis», galerie L’Osanna, Nardo, Italie, 3 - 22 avril[1],[16].
- 1982 «Tseklenis from Gaïtis», Athenaeum Intercontinental,  Athènes, Grèce, 2 juin[1],[16].
- 1982 «Yannis Gaïtis», galerie Altstadt, Vienne, Autriche, 3 - 26 septembre[1],[16].
- 1982 «Les bonshommes de Yannis Gaïtis», Institut français, Athènes, Grèce, 7 - 27 octobre[1],[16].
- 1982 «Tseklenis from Gaïtis», Grand Magasin Altman, New York, USA, octobre[1],[16].
- 1982 «Tseklenis from Gaïtis», Grand Magasin Neiman-Marcus, Dallas, USA, octobre[1],[16].
- 1982 «Gaïtis», galerie Genoveva Haus, Podersdorf Am See, Allemagne[1],[18].
- 1983 «Gaïtis chez Minion», Grand Magasin Minion, Athènes, Grèce, 28 mars - 9 avril[1],[18].
- 1983 «Yannis Gaïtis», galerie Asinelli, Bologne, Italie, 28 avril - 12 mai[1],[18].
- 1983 «Yannis Gaïtis», galerie Aglaïa, Florence, Italie, avril[1],[18],[19].
- 1983 «Yannis Gaïtis», galerie Exoni, Glyfáda, Grèce, novembre[1],[18].
- 1984 «Dans les profondeurs de la mer Égée», galerie Exoni, Glyfáda, Grèce, 16 - 30 avril[1],[18].
- 1984 «Yannis Gaïtis», Pinacothèque nationale et musée Alexandre Soutzos (rétrospective) Athènes, Grèce, 16 juillet - 30 septembre[1],[18].
- 1985 «Yannis Gaïtis», Walton Street Gallery ( commémorative) Chicago, USA, 24 mai - 10 juin[1],[18].
- 1985 «Yannis Gaïtis», Fondation Goulandris, Musée d'art contemporain Andros, Grèce, août[1],[18].
- 1986 «Yannis Gaïtis. Works of a life time», Diaspro Art Center, Nicosie, Chypre, 23 septembre - 25 octobre[1],[18].
- 1986 «Yannis Gaïtis», galerie To Trito Mati, Athènes, Grèce, 13 - 29 novembre[1],[18].
- 1986 «Yannis Gaïtis. Un créateur révolutionnaire», galerie Polyplano, (en collaboration avec la galerie Paul Facchetti de Paris), Athènes, Grèce[1],[18].
- 1990 «Gaïtis. Peintures 1960-1967», galerie AD, Athènes, Grèce, 15 janvier - 24 février[1],[18].
- 1990 «Yannis Gaïtis, 1948-1950», Institut français d’Athènes, Athènes, Grèce, 12 novembre - 4 décembre[1],[18],[20].
- 1992 «Yannis Gaïtis», galerie Astrolavos, Le Pyrée, Grèce, 16 décembre 1992 - 9 janvier 1993[1],[18].
- 1994 «Hommage à Yannis Gaïtiss», centre culturel Vafopoulio, 29e Dimitria, Thessalonique, Grèce, 19 octobre - 20 novembre[1],[18],[21].
- 1995 «Yannis Gaïtis», galerie Samy Kinge, Paris, France, 18 - 29 octobre[1],[18].
- 1996 «Yannis Gaïtis», galerie Epikentro, Athènes, Grèce, 3 - 30 avril[1],[18].
- 1996 «Yannis Gaïtis 1945-1967», pinacothèque municipale, Athènes, Grèce, 24 avril - 10 juin[1],[18],[22].
- 1996 «Yannis Gaïtis dans la collection Costas Ioannidis» centre d’art Ermoupolis, Syros, Grèce[1],[23].
- 1998 «Yannis Gaïtis», galerie Lola Nicolaou,(en collaboration avec la galerie Epikentro d’Athènes), Thessalonique, Grèce, 19 janvier - 7 février[1],[23].
- 1999 «Yannis Gaïtis», centre culturel, Leucade, Grèce, 2 - 22 août[1],[23].
- 2004 «Yannis Gaïtis», galerie Astrolavos, Athènes, Grèce[23]
- 2006 «Yannis Gaïtis : retrospective», musée Benaki, Athènes, Grèce[23]
- 2007 «Yannis Gaïtis : un visionnaire subversif», galerie d'art municipale, Chania, Grèce [23],[24]
- 2007 «Yannis Gaïtis», galerie Ermos, Thessalonique, Grèce [23]
- 2008 «Yannis Gaïtis : Tout et unique», musée Macédonien d'art contemporain, Thessalonique, Grèce[23]
- 2009 «Yannis Gaïtis», galerie Kalleyan, Athènes, Grèce[23]
- 2015 «Yannis Gaïtis : Un dandy incompatible», Radisson Blu Park Hotel, Athènes, Grèce[23]
- 2017 «Yannis Gaïtis : Pour les petits et grands enfants», centre culturel d'Athènes, Athènes, Grèce[23]

### Expositions collectives
- 1945 «Exposition de peintures d’art contemporain», Salle Parnassos, Athènes, Grèce, 19 octobre - 10 novembre[1],[25].
- 1945 «Exposition de peinture, de sculpture, de gravure», Union franco-hellénique des jeunes, Athènes, Grèce[1],[25].
- 1948 «Exposition panhellénique d’art», Zappeion Mégaron, Athènes, Grèce, 1er novembre - 15 décembre[1],[25].
- 1952 «Exposition panhellénique», Zappeion Mégaron, Athènes, Grèce, avril - mai[1],[25].
- 1953 «II Bienal do Museu de arte moderna de São Paulo», parc Ibirapuera, São Paulo, Brésil, décembre 1953 - février 1954[1],[25].
- 1955 «Artistes étrangers en France», musée du Petit Palais, Paris, France, juin[1],[25].
- 1955 «Salon d’Automne», musée du Grand Palais, Paris, France[1],[25].
- 1956 «Première exposition internationale de l’art plastique contemporain», Musée des beaux-arts de la ville de Paris, Paris, France, 14 janvier - 29 janvier[1],[25].
- 1956 «Grand prix de peinture E. Othon Friesz 1956», École nationale supérieure des beaux-arts, Paris, France, 3 - 18 février[1],[25].
- 1956 «5e Salon des artistes associés», Musée d’art moderne de la ville de Paris, Paris, France, 11 - 26 février[1],[25].
- 1956 «Artistes grecs de Paris», galerie l’Écuyer, Bruxelles, Belgique, 17 mai - 5 juin[1],[25].
- 1956 «11e Salon des Réalités nouvelles. Nouvelles Réalités», Musée des beaux-arts de la ville de Paris, Paris, France, 29 juin - 5 août[1],[25].
- 1957 «Micro Salon d’avril», galerie Iris Clert, Paris, France, 12 avril - 8 mai[1],[25].
- 1957 «Micro Salon», galerie La Tartaruga, (en collaboration avec la galerie Iris Clert de Paris), Rome, Italie, décembre[1],[25].
- 1958 «Artistes grecs de Paris», galerie Nord-Maison internationale, Paris, France, 20 - 30 janvier[1],[25].
- 1958 Studio Paul Facchetti, Paris, France, avril[1],[25].
- 1958 «Peinture actuelle», Cellier de Clairvaux, Dijon, France,1er juillet - 15 août[1],[25].
- 1958 «Exposition d’art moderne», galerie Kouros, Athènes, Grèce, 2 - 15 juillet[1],[25].
- 1958 «13e Salon des Réalités nouvelles. Nouvelles Réalités», Musée des beaux-arts de la ville de Paris, Paris, France, 7 juillet - 3 août[1],[25].
- 1958 «Micro Salon 58», galerie Iris Clert, Paris, France, juillet-septembre[1],[25].
- 1958 «Neues aus der neuen malerei», Städtisches Museum, Leverkusen, Allemagne, 14 octobre - 9 novembre[1],[26].
- 1959 126 «Christoforou-Y. Gaïtis», galerie Il Grifo, Turin, Italie,10 - 24 janvier[1],[26].
- 1959 127 «Micro Salon», galerie Europe, (en collaboration avec la galerie Iris Clert de Paris),Bruxelles, Belgique, 13 mars - 6 avril[1],[26].
- 1959 «Gaïtis-Nikos», galerie Numero, Florence, Italie, 21 novembre - 4 décembre[1],[26].
- 1959 «Piccolo formato», galerie Numero, Florence, Italie, 12 décembre 1959 - 15 janvier 1960[1],[26].
- 1959 «Exposition de peinture, sculpture et arts décoratifs», galerie Néès Morphès, Athènes, Grèce,15 décembre 1959 - 6 janvier 1960[1],[26].
- 1959 «Caniaris, Condos, Gaïtis, Nikos, Tsoclis», (groupe Sigma), galerie San Carlo, Naples, Italie, décembre[1],[26].
- 1959 «Dix ans d’activités», galerie Paul Facchetti, Paris, France[1],[26].
- 1960 «Caniaris, Condos, Gaïtis, Nikos, Tsoclis», (groupe Sigma), galerie Il Cancello, Bologne, Italie, 5 - 18 mars[1],[26].
- 1960 « Salon de comparaisons», Musée d’art moderne de la ville de Paris, Paris, France, 12 mars - 3 avril[1],[26].
- 1960 «Douze artistes grecs», Redfern Gallery, Londres, Grande-Bretagne, 22 mars - 22 avril[1],[26].
- 1960 «15e Salon des Réalités nouvelles», Musée d’art moderne de la ville de Paris, Paris, France, 17 avril - 1er mai[1],[26].
- 1960 «Mostra internazionale di arte astratta», Palais Pretorio, Prato, Italie, 11 - 30 juin[1],[26].
- 1960 «Presenze», galerie Numero, Florence, Italie, 16 - 31 juillet[1],[26].
- 1960 «Eleven Greek Painters», galerie Néès Morphès, Athènes, Grèce[1],[26].
- 1961 «Caniaris, Coulentianos, Gaïtis, Molfessis, Nikos, Philolaos, Prassinos, Touyas», galerie Saint-Germain, Paris, France, 22 mars - 15 avril[1],[26].
- 1961 «16e Salon des Réalités nouvelles», Musée d’art moderne de la ville de Paris, Paris, France, 11 - 30 avril[1],[26].
- 1961 «Peinture, sculpture, céramique», galerie Néès Morphès, (salle Lagoudera) Hydra, Grèce, 17 juin - 15 septembre[1],[27].
- 1961 «Arte d’oggi», galerie Nationale, (en collaboration avec la galerie Numero de Florence), Pistoia, Italie, septembre[1],[27].
- 1962 143 «Peintres et sculpteurs grecs de Paris», Musée d’art moderne de la ville de Paris, Paris, France, 10 janvier - 4 février[1],[27],[28].
- 1962 «L’Œil de bœuf», galerie Ardail Castro, Paris, France, mai[1],[27].
- 1962 «Exposition de groupe», galerie Néès Morphès, Athènes, Grèce, 1er août - 10 septembre[1],[27].
- 1962 «Caras, Christoforou, Gaïtis, Maltezos, Molfessis, Pierrakos, Touyas», Techni, association artistique de Macédoine, Thessalonique, Grèce, 8 - 28 septembre[1],[27],[29].
- 1962 «Sculpture de peintres», galerie Claude Bernard, Paris, France, novembre[1],[27].
- 1962 «17e Salon des Réalités nouvelles», Grand Palais, Paris, France[1],[27].
- 1963 «L’Œil de bœuf», galerie 7, Paris, France,1er - 30 mars[1],[27].
- 1963 «Groupe I», galerie Saint-Germain, Paris, France, 25 avril - 11 mai[1],[27].
- 1963 «Jeunes artistes grecs», École nationale supérieure des beaux-arts, Athènes, Grèce, 25 juillet - 8 août[1],[27].
- 1963 «Vafiadis, Gaïtis, Maltezos, Molfessis, Simossi, Touyas», (groupe Kendra), galerie Néès Morphès, Athènes, Grèce, septembre[1],[27].
- 1963 «VII Biennale de São Paulo», galerie Œil de bœuf, parc Ibirapuera, São Paulo, Brésil, septembre - décembre[1].
- 1963 «Artistes grecs contemporains», exposition itinérante organisée par la galerie Néès Morphès à Jérusalem, Haïfa et Tel-Aviv, Israël[1].
- 1964 «Groupe Kendra», galerie A, Paris, France, 19 février - 10 mars[1],[27].
- 1964 «Action et réflexion», galerie A, Paris, France, 24 avril - 16 mai[1],[27].
- 1964 «Mythologies quotidiennes», Musée d’art moderne de la ville de Paris, Paris, France, juillet - octobre[1],[30].
- 1964 «Nova figuração da escola de Paris», galerie Relêvo, Rio de Janeiro, Brésil, 6 - 28 août[1],[30].
- 1964 «Groupe Kendra», galerie Néès Morphès, Athènes, Grèce, décembre[1],[27].
- 1965 «Manifestation d’art», galerie Ariel, Paris, France, février[1],[30].
- 1965 «Dessins de peintres et sculpteurs», galerie A, Paris, France, 14 juin - 10 juillet[1],[30].
- 1965 «Exposiçã commemorativa do IV centenario», (Opinião 65), Musée d’art moderne, Rio de Janeiro, Brésil, 12 août - 12 septembre[1],[30].
- 1965 «La Figuration narrative dans l’art contemporain», galerie Creuze et galerie Europe, Paris, France, 1er - 29 octobre[1],[30].
- 1965 «Pintura Redonda», l’Œil de bœuf, salle Athénée du Prado, Madrid, Espagne[1],[30].
- 1966 «Petite cosmogonie pour un homme seul», galerie A, Paris, France, 12 janvier - 8 février[1],[30].
- 1966 «Gaïtis, Théodoros, Coulendianos, Molfessis, Perdikidis, Pierrakos, Sklavos, Christoforou», galerie Astor, Athènes, Grèce, février[1].
- 1966 «Super mercado 66», galerie Relêvo, Rio de Janeiro, Brésil, 12 - 24 avril[1],[30].
- 1966 «La Figuration narrative», galerie Václava Spály, Prague, Tchécoslovaquie, juin[1],[30].
- 1966 «Opinião 66», Musée d’art moderne, Rio de Janeiro, Brésil, 25 août - 11 septembre[1],[30].
- 1966 «Première exposition ABC décor», Magasin du Bon Marché, Paris, France[1],[30].
- 1967 «Exposition internationale de la Figuration narrative», galerie Zu Predigern, Zurich, Suisse, 12 janvier - 4 février[1],[31].
- 1967 «Art hellénique contemporain», Musée Rath, Genève, Suisse, 25 janvier - 5 mars[1],[31],[32].
- 1967 «Le groupe ORA», galerie Jacqueline Ranson, Paris, France, 15 mars - 5 avril[1],[30],[33] avec entre autres Edgard Naccache, Michel Macréau, Key Hiraga et Peter Foldès[34].
- 1967 «5e manifestation de l’Œil de bœuf», galerie T, Haarlem, Pays-Bas, 8 avril - 8 mai[1],[31].
- 1967 «Bande dessinée et Figuration narrative», Musée des arts décoratifs, Paris, France, avril[1],[31].
- 1967 «IX Biennal de São Paulo», parc Ibirapuera, São Paulo, Brésil, septembre 1967 - janvier 1968[1],[30].
- 1967 «Pittsburgh International Exhibition of Contemporary Painting and Sculpture», Museum of Art, Carnegie Institute, Pittsburgh, USA, 27 octobre 1967 - 7 janvier[1],[31].
- 1968 «Le jouet», galerie Saint-Luc, Paris, France, 6 décembre 1967 - 6 janvier 1968[1],[31].
- 1968 «Salon Regain», Palais municipal des expositions, Lyon, France[1],[31].
- 1968 «Il gruppo ORA di Parigi», galerie Il Giorno, Milan, Italie, 18 mars - 1er avril[1],[31].
- 1968 «Recherches plastiques 1968», salle d’art du centre d’applications technologiques, Athènes, Grèce, 1er novembre - 1er décembre[1],[31],[35].
- 1968 «3 peintres», galerie T, Haarlem, Pays-Bas[1],[31].
- 1969 (Exposition collective), Néa galerie, Athènes, Grèce, janvier[1],[31].
- 1969 «Peinture grecque contemporaine», galerie Ora, Athènes, Grèce, juillet - août[1],[31].
- 1970 «26e Salon de mai», centre culturel, Saint-Germain-en-Laye, France, 7 mai - 18 juin[1],[31].
- 1970 «L’art dans la ville», Fontainebleau, France, 6 - 28 juin[1],[31].
- 1970 «Accrochage», galerie Jalmar, Amsterdam, Pays-Bas, 22 août - 27 septembre[1],[31].
- 1970 «Art show 2», Centre pratique audiovisuel de l’Ouest parisien, Boulogne-Billancourt, France, 19 - 20 décembre[1],[31].
- 1970 (Exposition collective), PR galerie, Athènes, Grèce, été 1970[1],[31].
- 1971 «Salon de comparaisons 71», pavillon Baltard, Paris, France, 19 février - 21 mars[1],[31].
- 1971 «Grands et Jeunes d’aujourd’hui», pavillon Baltard, Paris, France, 26 mars - 26 avril[1],[36].
- 1971 «120 peintures et sculptures», galerie Arts-Contacts, Paris, France, 13 mai - 31 juillet[1],[31].
- 1971 «Salon d’Automne», Palais municipal, Lyon, France, 1er octobre - 7 novembre[1],[36].
- 1971 (Exposition collective), Prisunic, Boulogne, France, octobre[1],[36].
- 1971 Musée des Sables, Port-Barcarès, France, (ouverture du musée en plein air)[1],[36].
- 1972 «Grands et Jeunes d’aujourd’hui», Grand Palais, Paris, France, 18 février - 27 mars[1],[36].
- 1972 «Réalités nouvelles», Parc floral de Paris, Paris, France, 27 avril - 11 juin[1],[36].
- 1972 «Esposizione internationale d’arte grafica d’oggi», Biennale de Venise, Musée d’art moderne Ca’Pesaro, Venise, Italie, 11 juin - 1er octobre[1],[36].
- 1972 «Sérigraphies originales», éditions galerie Viva et la galerie 78, centre commercial, Parly 2, France, 17 - 25 novembre[1],[36].
- 1972 «5 jaar», galerie T, Haarlem, Pays-Bas[1],[36].
- 1972 «Les chroniques de l’Œil de bœuf», galerie l’Œil de bœuf, Paris, France[1],[36].
- 1973 «Grands et Jeunes d’aujourd’hui», Grand Palais, Paris, France, 17 mai - 12 juin[1],[36].
- 1973 «Grafica d’oggi», 36e Biennale de Venise, (galerie L’Osanna), Venise, Italie, 3 - 21 juin[1],[36].
- 1973 (Exposition collective), galerie Art du Monde, Paris, France, 5 - 28 juillet[1],[36].
- 1973 «3e Salon des beaux-arts», centre culturel, Creil, France, 20 octobre - 11 novembre[1],[37].
- 1973 «Art contemporain grec», galerie Desmos, Athènes, Grèce, été 1973[1].
- 1973 «L’estampe contemporaine à la Bibliothèque nationale», Bibliothèque nationale, Paris, France[1].
- 1973 «Salon de la jeune sculpture», Unesco, Paris, France[1].
- 1974 «Hommage à Chypre», galerie Desmos, Athènes, Grèce, 16 - 26 septembre[1],[37].
- 1974 «Contrepoints», galerie Craven, Paris, France, 15 octobre - 31 décembre[1],[37].
- 1975 (Exposition collective), galerie Desmos, Athènes, Grèce, 8 - 27 janvier[1],[37].
- 1975 «Peintres grecs du 20e siècle. La nouvelle génération 1920-1930», Techni, association artistique de Macédoine, Thessalonique, Grèce, 28 février - 6 avril[1],[37].
- 1975 «Exposition panhellénique d’art», Zappeion Mégaron, Athènes, Grèce, 7 avril - 20 mai[1],[37].
- 1975 «Femmes au Présent», Musée des beaux-arts, Le Havre, France, 5 juillet - 31 août[1],[37].
- 1975 «Proposition pour jouer», galerie Desmos, Athènes, Grèce, juin-septembre[1],[37].
- 1975 «International exhibition of graphic arts», galerie School for the Blind, Chypre, 14 - 30 août[1],[37].
- 1975 «Femmes au Présent», centre culturel de la Maison des arts et loisirs, Sochaux, France, 13 septembre - 12 octobre[1].
- 1975 «Femmes au Présent», centre de loisirs, Vitry-sur-Seine, France[1],[37].
- 1975 «Expositions de peinture dans des établissements industriels», usine Izola, Thèbes, Grèce[1],[37].
- 1976 «Contemporary Greek Art», Musée en plein air, Hakone, Japon, 13 mars - 31 juin[1],[38].
- 1976 «Assiderophilia», Haviland et Parlon, Paris, France, 25 mai - 30 juin[1],[38].
- 1976 «15 artistes de Grèce», galerie Argo, Athènes, Grèce, 10 juin - 15 juillet[1],[38].
- 1976 «Une exposition de sculptures», Centre culturel, Villeparisis, France, 12 - 20 juin[1],[38].
- 1976 «Dessins d’artistes grecs sur textile», galerie Polyplano, Athènes, Grèce, juin[1],[38].
- 1977 «Le bois et l’homme», aéroport de Paris, Orly Ouest et Orly Sud, France, 17 février - 13 mars[1].
- 1977 (Exposition collective), galerie To Trito Mati, Athènes, Grèce, mai[1],[38].
- 1977 «20 artistes grecs. 20 sérigraphies», salle d’exposition de la librairie Strofi, Athènes, Grèce, juin[1],[38].
- 1977 «Musée international de la résistance Salvador Allende», Palais des papes, Avignon, France, juillet[1],[38].
- 1977«Ipirotika 77», mairie de Ioannina, Ioannina, Grèce, 6 - 22 août[1],[38].
- 1977 Musée international Salvador Allende, Maison de la culture, Nanterre, France, 28 septembre - 16 octobre[1],[38].
- 1977 «Festival Avgi 77», parc de Néa Smyrni, Grèce, 5 - 10 octobre[1],[39].
- 1977 «Peinture de l’entre-deux-guerres», Techni, association artistique de Macédoine, Thessalonique, Grèce, 14 - 31 octobre[1],[38],[40].
- 1977 «Exposition d’art néo-hellénique, 12e Dimitria 1977», chambre de commerce et d’industrie, Thessalonique, Grèce, 17 - 30 octobre[1],[38].
- 1977 (Exposition collective), galerie Stavrakakis, hôtel Cretamaris, Héraklion, Grèce, 22 octobre - 27 novembre[1],[38].
- 1977 «FIAC 77, art contemporain», Grand Palais, Paris, France, 22 - 30 octobre[1],[39].
- 1977 «Musée international Salvador Allende», hôtel de ville, Chatenay-Malabry, France, novembre[1],[39].
- 1977«Art by Greek Artists», centre d’art Elvehjem, Madison, Wisconsin, USA, 17 novembre - 22 décembre[1].
- 1978 (Exposition collective), galerie Stavrakakis, salle Aghios Franghiskos, Rethymnon, Grèce, 19 - 28 février[1],[39].
- 1978 «La couleur dans la maison», immeuble Varagui, Athènes, Grèce, 31 mai - 11 juin[1],[39].
- 1978 «Art 9’78», Salon international d’art, Bâle, Suisse, 14 - 19 juin[1],[39].
- 1978 «Festival Avgi 78», Athènes, Grèce, 22 - 24 septembre[1],[39],[41].
- 1978 «Images de l’art grec», Zappeion Mégaron, Athènes, Grèce, 18 - 30 octobre[1],[39],[42].
- 1978 «Grèce, 22 peintres et sculpteurs», Galerie nationale du Grand Palais, Paris, France, 11 novembre 1978 - 29 janvier 1979[1],[39],[43].
- 1978 «Vernardaki, Gaïtis, Karavouzis, Mytaras, Simossi, Fassianos», galerie Poseidonio, (en collaboration avec la galerie Polyplano d’Athènes), La Canée, Grèce, 22 novembre 1978 - 10 janvier 1979[1],[39].
- 1978 «Objets de Grèce», galerie Facchetti, Paris, France, 15 décembre 1978 - 13 janvier 1979[1],[39].
- 1978 «Fêtes 1978», galerie To Trito Mati, Athènes, Grèce, 18 décembre 1978 - 5 janvier 1979[1],[39].
- 1978 «Donated art works from Greece», musée d’art contemporain, Skopje, Yougoslavie[1],[39].
- 1978 «L’estampe aujourd’hui 1973 - 1978», Bibliothèque nationale, Paris, France[1],[44].
- 1979 «Dix peintures sur assiettes», galerie Polyplano, Athènes, Grèce, avril[1],[44].
- 1979 «De la collection du Musée Vorrés», Union gréco - américaine, Athènes, Grèce, 10 - 24 mai[1],[44].
- 1979 «Exposition de 25 artistes», galerie Argo, Athènes, Grèce, 14 - 28 mai[1],[44].
- 1979 «Musée international Salvador Allende», Centre culturel suédois, Paris, France,15 mai - 15 juillet[1],[44].
- 1979 «Sculpture Phaliro 1979», Palaio Phaliro, Grèce, 20 juin - 20 août[1],[44],[45].
- 1979 Galerie Medousa, Athènes, Grèce, 28 septembre - 17 octobre[1],[44].
- 1979 «Greek painter’s exhibition in Cairo», Palais des arts, Le Caire, Égypte, 4 - 17 décembre[1],[44].
- 1979 «Art hellénique contemporain», National Gallery, Dublin, décembre[1].
- 1980 «Exposition de groupe: peintures et gravures», galerie Nefeli, Réthymnon, Grèce, 11 août - 11 septembre[1],[44].
- 1980 «Festival Avgi 80», parc de Néa Smyrni, Grèce, septembre[1],[46].
- 1980 «Musée international Salvador Allende», galerie de l’Ancienne poste et maison pour tous, Calais, France, 4 octobre - 30 novembre[1],[44].
- 1981 (Exposition collective), pinacothèque itinérante de la galerie Stavrakakis, Néapoli, Grèce, 19 - 31 janvier[1],[46].
- 1981 «An exhibition of contemporary greek art», galerie Grimaldis, Baltimore, USA, 26 janvier - 5 février[1],[46].
- 1981 «Petit format», galerie Oraïsma, Palaio Psychico, Grèce, 23 février - 21 mars[1],[46].
- 1981 (Exposition collective), pinacothèque itinérante de la galerie Stavrakakis, Tybaki, Grèce, 1er - 15 mars[1],[46].
- 1981 «Exposicion de pintura contemporanea Griega», Institut culturel espagnol d’Athènes, Athènes, Grèce, 16 - 31 mars[1],[46].
- 1981 «Caras, Crissicopulos, Gaïtis», Expo Arte 81, Foire internationale d’art contemporain galerie Techni de Patras, Bari, Italie, 24 - 29 mars[1],[46].
- 1981 «Art contemporain et tradition», Institut national de recherches, Athènes, Grèce, 6 - 25 mai[1],[46].
- 1981 «Collection d’art de la Banque nationale de Grèce», Pinacothèque nationale, Athènes, Grèce, 23 septembre - 12 octobre[1],[46],[47].
- 1981 «Hommage à Marcel Zerbib», galerie Marion Meyer, Paris, France, 17 novembre - 20 décembre[1],[46].
- 1981 «9e Exposition paneleusinienne de peinture», salle de l’association Pluton, Eleusis, Grèce, 23 novembre - 5 décembre[1],[46].
- 1981 «La physionomie de l’art d’après-guerre en Grèce: l’abstraction», galerie Néès Morphès, Athènes, Grèce, novembre-décembre[1].
- 1981 (Exposition collective), pinacothèque itinérante de la galerie Stavrakakis, Moires, Grèce, 13 - 24 décembre[1].
- 1981 «Exposition d’arts plastiques et appliqués», conservatoire d’Athènes, Grèce, 28 décembre 1981 - 10 février 1982[1].
- 1982 «La physionomie de l’art d’après-guerre en Grèce: l’abstraction», fondation Telloglio, Thessalonique, Grèce, 15 février - 15 mars[1].
- 1982 «Arteder ’82», Salon international d’art graphique, section II gravure, Bilbao, Espagne, 19 mars - 4 avril[1].
- 1982 «Gaïtis, Crissicopulos»,Expo Arte 82, Foire internationale d’art contemporain galerie Techni de Patras, Bari, Italie, 23 - 28 mars[1].
- 1982 «Printemps hellénique», centre d’art Artigraf, Athènes, Grèce, 16 - 26 mai[1],[48].
- 1982 «Nuage de pollution sur la ville», centre culturel artistique Ora, Athènes, Grèce, 17 - 31 mai[1],[46],[49].
- 1982 «Salon de comparaisons», Grand Palais, Paris, France, 5 - 27 juin[1].
- 1982 «Exposition de peintres néo-helléniques de la collection de D. Piéridis», centre culturel, Nicosie, Chypre, 10 - 19 septembre[1],[46],[50].
- 1982 «Caras, Christoforou, Gaïtis, Fassianos, Pierrakos», Europalia 82, Palais des congrès, Bruxelles, Belgique, 31 octobre - 28 novembre[1],[46].
- 1982 «Exposition de peinture contemporaine grecque», préfecture de Komotini, Grèce, 24 novembre - 5 décembre[1].
- 1982 «Peintres et sculpteurs», galerie Épipeda, Athènes, Grèce, 8 décembre 1982 - 10 janvier 1983[1],[48].
- 1983 «Mythologie personnelle», galerie Sillogui, Athènes , Grèce, 10 - 25 janvier[1].
- 1983 «Anadromi 83», Ikastikos Kiklos, Athènes, Grèce, 11 - 23 avril[1],[48].
- 1983 «Printemps hellénique», centre d’art Artigraf, Athènes, Grèce, mai[1],[48].
- 1983 «Chili, lorsque l’espoir s’exprime», Centre Georges Pompidou, Paris, France, septembre[1],[48].
- 1983 «Gravure grecque», centre d’art Artigraf, Athènes, Grèce, octobre[1],[48].
- 1984 «Artistes grecs contemporains», galerie Épipeda, Athènes, Grèce, septembre[1],[51],[52].
- 1984 «Petits formats et petites formes 84», galerie Épipeda, Athènes, Grèce, 20 décembre 1984 - 7 janvier 1985[1],[51].
- 1985 «4e Biennale de la gravure européenne», Baden-Baden, Allemagne, 5 mai - 30 juin[1],[51],[53].
- 1985 « La génération des années 1960 et ses exploits », collection de la Pinacothèque Pieridis: centre culturel, Paleó Fáliro, Grèce, 15 juin - 6 juillet[1],[51].
- 1985 pinacothèque municipale, Athènes, Grèce, 8 - 28 juillet[1],[51].
- 1985 pinacothèque municipale, Le Pirée, Grèce, 31 juillet - 25 août[1],[51].
- 1985 Keratsini, Grèce, 27 août - 21 septembre[1].
- 1985 Galátsi, Grèce, 24 septembre - 20 octobre[1].
- 1985 Agía Paraskeví, Grèce, 23 octobre - 18 novembre[1].
- 1985 Drapetsona, Grèce, 21 novembre - 19 décembre[1].
- 1985 foyer culturel, Néa Smyrni, Grèce, 23 décembre 1985 - 20 janvier 1986[1].
- 1985 «Association d’art contemporain», Centre d’art, parc Elefthérias, (Athènes, capitale culturelle européenne), Athènes, Grèce, 24 juin - 31 juillet[1].
- 1985 «Ciclo de exposições sobre arte no Rio de Janeiro opinião 65», galerie de arte Banerj, Rio de Janeiro, Brésil, août[1].
- 1985 «Chapitres introductifs à l’art grec contemporain. Les artistes grecs en France. 1960: matière et geste, système et concept. 1980: récapitulations historiques», pinacothèque municipale,Rhodes, Grèce, 5 septembre - 3 octobre[1],[51],[54].
- 1985 «Réminiscences-transformations-recherches», (Athènes, capitale culturelle européenne)[1].
- 1985 Pinacothèque nationale et Musée Alexandros Soutzos, Athènes, Grèce[1].
- 1985 «Painting contemporary trends», (Athènes, capitale culturelle européenne)[1].
- 1985 galerie Épipeda, Athènes, Grèce[1],[51].
- 1986 «Le masque et la figure humaine»,festival international de Patras, Patras, Grèce, juillet - août[1],[55],[56].
- 1989 «L’art grec contemporain dans la collection Costas Ioannidis», musée Marika Kotopouli, Zografou, Grèce, juillet[1].
- 1991 «Itinéraire parallèle, Néès Morphès, 1959 - 1991»,galerie Néès Morphès, Athènes, Grèce[1],[57],[58].
- 1991 «Collection Costas Ioannidis», centre culturel, Makrinitsa, Pilion, Grèce[1].
- 1992 «La peinture d’après-guerre en Grèce», collection Costas Ioannidis, Pinacothèque municipale, Patras, Grèce, 19 mars - 30 avril[1],[59].
- 1992 «Metamorphoses of the Modern. The Greek experience», Pinacothèque nationale et Musée Alexandros Soutzos, Athènes, Grèce, 14 mai - 13 septembre[1],[59],[60].
- 1992 «De Bonnard à Baselitz estampes et livres d’artistes», Bibliothèque nationale, Paris, France[1],[59].
- 1993 «Œuvres», galerie 7, Athènes, Grèce, 11 - 29 janvier[1],[59].
- 1993 «Peintres grecs du 20e siècle», collection Costas Ioannidis, Centre d’art Giorgio de Chirico, Volos, Grèce, février[1],[59].
- 1993 «Étapes de la peinture grecque», collection Costas Ioannidis, centre culturel européen, Delphes, Grèce, 2 - 23 juillet[1].
- 1993 «1930-1970. 40 ans de collections rémoises», musée des beaux-arts, Reims, France, 10 novembre - 20 décembre[1],[59].
- 1994 «Peintres et sculpteurs grecs contemporains en France», Maison de l’Europe, hôtel de Coulanges-Sévigné, Paris, France, 28 janvier - 10 février[1],[61].
- 1994 «Collection Costas Ioannidis. Peinture grecque contemporaine», pinacothèque municipale, Rhodes, Grèce, 1er - 31 octobre[1].
- 1994 «Rétrospective 1974-1994», galerie Stravrakakis, Héraklion, Grèce, 15 décembre 1994 - 15 janvier 1995[1].
- 1994 «Le vingtième siècle dans la collection de peinture grecque de Costas Ioannidis»,  galerie d’art municipale, Karditsa, Grèce[1].
- 1995 «Art Athina 3’95’’», Rencontre d’art moderne, Centre d’expositions d’Athènes, galerie Desmos, Athènes, Grèce, 9 - 14 mai[1],[61],[62].
- 1995 «Opinião 65. 30 anos», Centre culturel banco do Brasil, Rio de Janeiro, Brésil, 17 mai - 16 juillet[1],[61].
- 1995 «A Novã Figuração», galerie Jean Boghici, Rio de Janeiro, Brésil, 25 mai - 15 juin[1],[61].
- 1995 «Il était une fois la peinture», galerie Néès Morfès, Athènes, Grèce, décembre[1],[61],[63].
- 1996 «Artistes contemporains de Tinos», centre culturel de Pyrgos, Tinos, Grèce, 20 juillet - 30 septembre[1],[61].
- 1996 «Peinture contemporaine grecque»[1],[61].
- 1996 «Collection Costas Ioannidis», Centre culturel municipal, Amphissa, Grèce, 7 septembre - 7 octobre[1].
- 1997 «Peinture grecque du 20e siècle de la Pinacothèque municipale de Rhodes», Pinacothèque municipale, Patras, Grèce, 27 janvier - 20 mars[1],[61].
- 1997 «Maîtres et élèves», galerie Metamorphosis, Thessalonique, Grèce, mars-avril[1],[61],[64].
- 1997 «42e Salon de Montrouge. Montrouge-Athènes», hôtel de ville, Montrouge, France, 29 avril - 20 mai[1],[61],[65].
- 1997 «En plein air», galerie Ersis, Athènes, Grèce, 25 novembre - 13 décembre[1],[61].
- 1998 «Omiria 1998», mairie de Ios, Ios, Grèce, 16 mai - 31 août[1].
- 1998 «Positions et aspects de la peinture grecque du 20e siècle dans la collection de Costas Ioannidis», pinacothèque municipale, Corfou, Grèce, 19 juin - 2 août[1].
- 1998 «Choix d’œuvres de la pinacothèque d’art contemporain d’Aitoloakarnania Ch. et S. Moschandréou à la ville sacrée de Missolonghi», pinacothèque municipale, Patras, Grèce,15 septembre - 15 octobre[1],[66].
- 1998 «Fetish», galerie Iléana Tounta, Athènes, Grèce, 10 décembre 1998 - 9 janvier 1999[1],[66],[67].
- 1999 «Karaghiozis, le théâtre d’ombres et les arts plastiques», Pinacothèque municipale, Patras, Grèce, 27 janvier - 5 mars[1],[66],[68].
- 1999 «P plus P égale D, New Art from the 70’s and 80’s. Selections from Desmos», Deste foundation’s Centre for contemporary Art, Athènes, Grèce, 31 mars - 30 mai[1],[66],[69].
- 1999 «Art néo-hellénique-20e siècle», Pinacothéque nationale d’art chypriote contemporain, Chypre, 4 octobre - 30 novembre[1],[66].
- 1999 «Artistes grecs-Recherches 1950-2000. Collection permanente», pinacothèque municipale L. Kanakakis, Rethymnon, Grèce[1],[66],[70].
- 2000 «Les trésors artistiques du ministère des affaires étrangères de la République hellénique», Ministère des affaires étrangères, Athènes, Grèce, 27 mars - 3 avril[1].
- 2000 «Peinture grecque des collections de la pinacothèque municipale d’Athènes», pinacothèque municipale, Patras, Grèce, 18 avril - 30 mai[1],[71].
- 2000 «Collection Cérès Franco», château de Belval, Miramas, France, 13 mai - 4 juin[1].
- 2000 «2000 boîtes de conserves», atelier de lithographie de la rue Piréos, Moschato, Grèce, 25 mai - 30 juin[1],[71].
- 2000 «Les archives Desmos», Pinacothèque municipale L. Kanakakis, Rethymnon, Grèce, mai-novembre[1].
- 2000 «Lune tu m’as envouté et j’erre sur un sol étranger», Saint-Jean, Makrissia, Grèce, 14 - 17 août[1].
- 2000 «Légende 2001», entrepôts Sarantopoulou, Le Pirée, Grèce, 11 octobre - 30 novembre[1],[71],[72].
- 2000 «Art Athina 8 ’2000», Centre d’expositions Helexpo, galerie Kalfayan, Athènes, Grèce, 23 - 27 novembre[1],[66],[73].
- 2000 «Collection du Centre de création artistique contemporaine de Rethymnon-Choix 2000», Pinacothèque Pieridis, Glyfáda, Grèce, novembre-décembre[1],[71].
- 2000 «Art grec contemporain, archives Desmos», Musée d’art contemporain de Macédoine, Thessalonique, Grèce, 15 décembre 2000 - 15 février 2001[1],[66],[74].
- 2000 «Ruptures et convergences. L’art grec des années 60 et 70 dans la collection de Léonidas Beltsios», organisme culturel, Trikala, Grèce[1].
- 2001 «Artistes grecs de Paris», galerie Epistrofi, Athènes, Grèce, février[1],[71],[75].
- 2001 «Recherches et expressions d’artistes grecs de 1950 à 2000. Collection du Centre de création artistique contemporaine de Rethymnon», centre culturel. Pinacothèque municipale, Patras, Grèce, 11 mai - 5 juin[1],[71].
- 2001 «Exposition de peinture, sculpture et gravure d’artistes norvégiens, islandais et grecs de Paris», pinacothèque Pieridis, Glyfáda, Grèce, 12 - 23 septembre[1],[71].
- 2001 «Positions et aspects de la peinture grecque du 20e siècle dans la collection de Costas Ioannidis»,Pinacothèque municipale, Larnaka, Chypre, 14 septembre - 20 octobre[1],[71].
- 2001 «Art Athina 9 ’2001», Rencontre d’art moderne, centre d’expositions Helexpo, galerie Kalfayan, Athènes, Grèce, 22 - 26 novembre[1],[71],[76].
- 2001 «Dialogue avec les Mémoires», ancien hôpital municipal, Patras, Grèce, novembre[1],[71].
- 2001 «Visions et chaînes», Centre des arts, parc Elefthérias, Athènes, Grèce, 11 décembre 2001 - 2 janvier 2002[1],[71].
- 2002 «Hydra : A travers le regard d'artistes grecs du 20ème siècle» Musée - Archives Historique d'Hydra, Hydra, Grèce [71],[77]
- 2002 «La Grèce en changement. Art et personnalités du 20ème siècle», Fondation Teloglion, Thessalonique, Grèce [71],[78]
- 2002 «Les Hommes, les visages, les formes», Galerie d'art municipale de Kanakakis, Rethymnon, Grèce [71],[79]
- 2002 «La mort de Che Guevara», Espace art 8, Rethymnon, Grèce [71],[80]
- 2002 «Les pioniers - Point de vue de l'art en Grèce durant la seconde moitié du vingtième siècle / collection de Leonidas Belcius», Centre d'art contemporain de Kalambaka, Kalambaka, Grèce [71]
- 2002 «Peinture grecque du 20ème siècle», Galerie Kalleyan, Thessalonique, Grèce [71]
- 2002 «Itinéraires N°2 - Art contemporain grec», Galerie Kalfayan, Athènes, Grèce [71]
- 2002 «Le choc des années 70», Technohoros "To Milo", Athènes, Grèce [71],[81]
- 2002 «30 ans et ... Collection Giorgos et Mantis Diamantidis», Galerie municipale de Thessalonique, Thessalonique, Grèce [71],[82]
- 2003 «Graveurs grecs au 20ème siècle», Fondation culturelle de la banque nationale de Grèce, Athènes, Grèce [71],[83]
- 2003 «Les sélections de la galerie Kalleyan», Galerie Kalleyan, Thessalonique, Grèce [71]
- 2003 «Art grec du 20ème siècle», Thessalonique, Grèce [71]
- 2003 «Œuvres de petites dimensions», Galerie Argo, Athènes, Grèce [71]
- 2003 «90 ans de gravure néo-hellénique 1914-2004 & Collection Leda et Kyknos Giannis Papakonstantinou», Galerie d'art municipale de Psychiko, Psychiko, Grèce [71]
- 2004 «Sculpture et peinture du XXe siècle», Art City Mihalarias, Malakasa, Grèce [71],[84]
- 2004 «Problèmes d'identité», Musée d'art contemporain de Macédoine, Thessalonique, Grèce [85]
- 2004 «Quand le modernisme était l'art grec de 1950-1960», Galerie Kalleyan, Athènes, Grèce [85]
- 2004 «Thanos Tsigkos et Yannis Gaitis», Galerie d'art des Cyclades, Syros, Grèce [85],[86]
- 2004 «Exposition de peintures - collections de la ville d'Athènes», Galerie d'art municipale d'Athènes, Athènes, Grèce [85]
- 2005 «La collection Alpha Bank, peinture-gravure-sculpture», Musée Benaki, Athènes, Grèce [85],[87]
- 2005 «Les années de défi: l'art des années 1970 en Grèce», Salle de concert d'Athènes, Athènes, Grèce [85],[88]
- 2005 «Exposition de groupe», Galerie AD, Athènes, Grèce [85]
- 2005 «Regards sur l'art grec d'après-guerre», Galerie Kalfayan, Thessalonique, Grèce [85]
- 2005 «Don d'Alexandre et Dorotheos Xydis», Musée d'art contemporain de Macédoine, Thessalonique, Grèce [85]
- 2005 «Peinture et sculpture grecques contemporaines: Collection Giorgos Kostopoulos», Musée de Zakynthos, Zakynthos, Grèce [85],[89]
- 2005 «Bonhams: Vente grecque», Bonhams, Londres, Royaume Uni [85]
- 2006 «La collection Alpha Bank: l'art grec de 1920 à aujourd'hui», Musée d'art contemporain de Macédoine, Thessalonique, Grèce [85],[90]
- 2006 «Peinture grecque du XXe siècle de la collection Kostas Ioannidis - Le parcours du voyageur», Galerie d'art municipale de la Canée, Crète (Chania), Grèce [91],[92]
- 2006 «Portrait de la collection Hanioti : le goût comme passion personnelle et index historique et social», Galerie d'art municipale de la Canée, Crète (Chania), Grèce [91],[93]
- 2006 «Nouveaux projets contemporains de la collection Alpha Bank», Musée d'histoire naturelle de Goulandris, Kifissia, Grèce [91],[94]
- 2007 «Treize Grecs à Paris et un Français à Athènes», Galerie d'art Gregorakis - Musée de la gravure, Psychiko, Grèce [91]
- 2008 «Dialogues silencieux: portraits multimédias au fil du temps», Collège américain de Grèce (ART ACG), Agía Paraskeví, Grèce [91],[95]
- 2009 «Néès Morphès, 50 ans plus tard», Musée Benaki, Athènes, Grèce [91],[96]
- 2009 «Au seuil de deux siècles», Galerie d'art municipale de Kanakis, Rethymnon, Grèce [91],[97]
- 2009 «C'est arrivé à Athènes», Centre culturel Melina Mercouri, Athènes, Grèce [91],[98]
- 2009 «La forme humaine dans l'art», Technopolis de la ville d'Athènes, Athènes, Grèce [91],[99]
- 2009 «100 ans de gravure grecque moderne (1909-2009). Collection Yannis Papakonstantinou», Société des études macédoniennes, Thessalonique, Grèce [91],[100]
- 2010 «Art néo-hellénique de la collection de Giorgos Kiti», Fondation Teloglion, Thessalonique, Grèce [91],[101]
- 2010 «Le plan Sotiria», Hôpital Sotiria, Athènes, Grèce [91],[102]
- 2010 «Peintres grecs de la collection de la Banque nationale» Musée macédonien d'art contemporain, Fondation culturelle de la Banque nationale, Musée d'art contemporain, Musée archéologique, Fondation Teloglion des Arts A.P.Th, Musée de la culture byzantine, Thessalonique, Grèce [91],[103]
- 2011 «Dans les sanctuaires de la galerie nationale. Trésors inconnus de ses collections. Art d'après-guerre et contemporain», Glyptothèque Nationale, Athènes, Grèce [104]
- 2011 «Le côté invisible de l'art contemporain grec - collection de la galerie nationale», Ancienne école du chateau, Sifnos, Grèce [104],[105]
- 2011 «De l'académisme aux recherches modernes - Œuvres connues et inconnues des collections de la galerie de la ville d'Athènes», Galerie nationale d'Athènes, Athènes, Grèce [104],[106]
- 2012 «Exposition de printemps», Galerie d'art Prism, Le Pirée, Grèce [104]
- 2013 «4ème Biennale d'Art Contemporain de Thessalonique: Make It New II», Musées de Thessalonique et Pavillon 6 de la Foire Internationale de Thessalonique, Thessalonique, Grèce [104],[107]
- 2013 «L'expérience méditerranéenne: la Méditerranée comme paradigme spatial pour la circulation des idées et du sens. Une introduction», Thessalonique, Grèce [104]
- 2013 «Collection Voyiatzoglou: Acte 1», Galerie Voyiatzoglou, Attique (Nea Ionia), Grèce [104],[108]
- 2014 «L'art en Europe depuis 1945: au-delà des frontières», Musée d'art contemporain de la Macédoine, Thessalonique, Grèce [104],[109]
- 2014 «Gravure grecque moderne - Sélection d'œuvres de la collection Yannis Papacontantinou», Galerie 12 Étoiles, Maison de l'Europe, Londres, Royaume-uni [104],[110]
- 2014 «Exposition-hommage au musée d'art de la collection du MMCA», Musée d'art contemporain de Macédoine, Thessalonique, Grèce [104]
- 2015 «55 ans après ... Hommage au Groupe SIGMA», Musée Kostas Tsoclis, Tinos, Grèce [104]
- 2015 «À propos de l'amour», Galerie d'art Yannis & Eleni Vathi, Syros (Ermoupoli), Grèce [104]
- 2015 «Art Hellenique», Piasa, Paris, France [111],[112]
- 2015 «Quand l'anticulture rencontre la société: de Tsarouchis à Kafouros», Galerie AD, Athènes, Grèce [111],[113]
- 2016 «Art grec de 1950 à nos jours - Collection Alpha Bank», Musée d'art néohellénique de la municipalité de Rhodes, Rhodes, Grèce [111]
- 2016 «Delphes - Réflexions visuelles», Centre culturel européen de Delphes (salle de théâtre de Frynichos), Delphes, Grèce [111]
- 2016 «Generation 60 - Generation 70 - Des collections de la National Gallery», Ancienne école du chateau, Sifnos, Grèce [111],[114]
- 2016 «Art grec de 1950 à nos jours - Collection Alpha Bank», Musée d'Art contemporain de Crète, Crète (Réthymnon), Grèce [111],[115]
- 2016 «Genii Loci. Art grec de 1930 à aujourd'hui», Musée d'État - Manège de Saint-Pétersbourg, Saint-Pétersbourg, Russie [111]
- 2016 «Le pop art d'aujourd'hui», My artbox, by Technohoros, Athènes, Grèce [111]
- 2016 «Art à Paris entre 60 et 80», Galerie d'art S.G., Athènes, Grèce [111]
- 2017 «Arts visuels et résistance 1950-1974», Galerie nationale d'Athènes, Athènes, Grèce [111],[116]
- 2017 «Artistes modernes: Collection Yorgos Vogiatzoglou», Galerie d'art municipale de La Canée, Crète (La Canée), Grèce [111]
- 2017 «Options d'un collectionneur audacieux. Collection Stavros Tsigoglou», Fondation Teloglion A.P.TH., Thessalonique, Grèce [111],[117]
- 2018 «Opposition: Art in dark times 1967-1974», Institut d'art contemporain grec, Athènes, Grèce [118],[119]

### Catalogue raisonné
- Loretta Gaïtis, Yannis Gaïtis, Publié avec le concours de la fondation Ioannou F. Costopoulou, (grec, français), 2003  (ISBN 960 87225 0 0)

### Monographies
- Pierre Seghers, Gaïtis, Tram, collection Modern Greec Painters, Thessalonique, édition grec-français et français-anglais, 1973

- Nikos Papatakis, Gaïtis, un créateur révolutionnaire, Polyplano, Athènes, imprimé à 1000 exemplaires, (grec, français, anglais), 1980

- Giuliano Serafini, Yannis Gaïtis, Medusa, édition française, 800 exemplaires, Athènes, 1988
- Denis Zacharopoulos, Yannis Gaïtis, édition Lambrakis Press, Arthènes, 2009  (ISBN 978 960 469 385 6)

### Livres illustrés
- Angelos Procopiou, 5000 years of greek art. Part four: Modern Greek Art, in Athene, The American magazine of Hellenic Thought, vol XVI, n°4, Chicago, Winter (illustration de couverture), (anglais), 1956
- Ernst Eggimann, Psalmen, Limes, Wiesbaden,(illustration de couverture,détail), (allemand), 1967
- Vassilis Vassilikos, Les poèmes, Polyplano, Athènes, imprimé à 750 exemplaires numérotés, (livre illustré par Yannis Gaïtis), (grec), 1972
- Nikos Milas, Six essais de Don Quichotte en l’honneur de La Dulcinée dans la plaine des moulins à vents, Grèce, imprimé à 750 exemplaires numérotés, (livre illustré par Yannis Gaïtis), (grec), 1973
- Dimitris Dilinos, Yannis Gaïtis, Dans les fonds de la mer Égée, Castaniotis, Athènes, (grec), 1983
- Edwin Abbott, Epiloghi Flatland, Thessalonique, (illustration de couverture, détail), (grec), 1988
- Vassilis Vassilikos, Les poèmes, Sima 6, Athènes, (livre illustré par Yannis Gaïtis), (grec), 1992. Réédition de l’ouvrage de 1972.
- Yannis Gaïtis, Jean-Marie Drot, La Tête Farcie, Medusa-Selas, imprimé à 1000 exemplaires, Athènes, (grec, français), 1994
- Costoula Mitropoulou, Il écrivait partout son nom, Anguira, Athènes, (illustration de couverture, détail), (grec), 1997  (ISBN 978 960 234 405 7)

### Catalogues
- Néoclis Coutouzis, Jean Gaïtis, salle Parnassos, Athènes, (grec-français), 1947
- Exposition panhellénique d’art, Zappeion Mégaron, Athènes, (grec), 1948
- II Bienal do Museu de arte moderna de São Paulo, parc Ibirapuera, São Paulo,(portugais), 1953
- Angelos Procopiou. Jacques Heyst, Yannis Gaïtis, salle de l’hôtel Kentrikon, Athènes, (grec, français, anglais), 1954
- Artistes étrangers en France, Musée du Petit Palais, Paris, (français), 1955
- Albert Sarraut, Grand prix de peinture E. Othon Friesz 1956, École nationale supérieure des beaux-arts, Paris, (français), 1956
- 5e Salon des artistes associés, Musée d’art moderne de la ville de Paris, Paris, (français), 1956
- Georges Spyridaki, Artistes grecs de Paris, galerie l’Écuyer, Bruxelles, (français), 1956
- 11e Salon des Réalités nouvelles. Nouvelles Réalités, Musée des beaux-arts de la ville de Paris, Paris, (français), 1956
- 13e Salon des Réalités nouvelles. Nouvelles Réalités, Musée des beaux-arts de la ville de Paris, (français), 1958
- Curt Schweicher, Charles Delloye, Neues aus der neuen malerei, Städtisches Museum, Leverkusen, (allemand, français), 1958
- Christoforou-Y. Gaïtis, galerie Il Grifo, Turin, (italien), 1959
- Jacques Laval, Yannis Gaïtis, galerie Zygos, Athènes, (grec-français), 1959
- Tony Spiteris, Gaïtis-Nikos, galerie Numero, Florence, (italien), 1959
- Castellano, Luigi, Caniaris, Condos, Gaïtis, Nikos, Tsoclis, (groupe Sigma), galerie San Carlo, Naples, (italien), 1959
- Barbieri, Carlo, Caniaris, Condos, Gaïtis, Nikos, Tsoclis, (groupe Sigma), galerie Il Cancello, Bologne, (italien), 1960
- Comparaisons, Musée d’art moderne de la ville de Paris, (français), 1960
- Jacques Laval, Gaïtis peintures, galerie Le Portulan, Le Havre, (français), 1960
- Angelos Procopiou, Eleven Greek Painters, galerie Néès Morphès, Athènes, (anglais), 1960
- 15e Salon des Réalités nouvelles, Musée d’art moderne de la ville de Paris, (français), 1960
- Giuseppe Marchiori, Mostra internazionale di arte Astratta, Prato, (italien), 1960
- Yvon Taillandier, Coulentianos, Caniaris, Gaïtis, Molfessis, Nikos, Philolaos, Mario Prassinos, Touyas, galerie Saint-Germain, Paris, (français), 1961
- 16e Salon des Réalités nouvelles, Musée d’art moderne de la ville de Paris (français), 1961
- Tony Spiteris, Gaïtis, galerie Néès Morphès, Athènes, (grec), 1961
- Arte d’oggi, galerie Nationale, Pistoia, (italien), 1961
- Georges Mourelos, Peintres et sculpteurs grecs de Paris, Musée d’art moderne de la ville de Paris, (français), 1962
- Michel Ragon, L’Œil de bœuf, galerie Ardail Castro, Paris, (français), 1962
- Jean-François Chabrun, Xydis, Caras, Christoforou, Gaïtis, Maltezos, Molfessis, Pierrakos, Touyas, Techni, association artistique de Macédoine, Thessalonique, (français), 1962
- Michel Ragon, L’Œil de bœuf, galerie 7, Paris, (français), 1963
- Chevalier, Denys, Vafiadis, Gaïtis, Maltezos, Molfessis, Simossi, Touyas, (groupe Kendra), galerie Néès Morphès, Athènes, (français), 1963
- VII Biennale de São Paulo, galerie Œil de bœuf, parc Ibirapuera, São Paulo, (portugais), 1963
- Jean-Marie Drot, Gaïtis, galerie A, Paris, (français), 1964
- Cérès Franco, Jean-Clarence Lambert, Jean-Jacques Lévêque, Enrico Crispolti, Action et réflexion, galerie A, Paris, (français), 1964
- Gérald Gassiot-Talabot, Mythologies quotidiennes, Musée d’art moderne de la ville de Paris, (français), 1964
- Cérès Franco, Gérald Gassiot-Talabot, Henri Chopin, Nova figuração da Escola de Paris, galerie Relêvo, Rio de Janeiro, (portugais), 1964
- Denys Chevalier, Noir-blanc, galerie Merlin, Athènes, (grec, français), 1964
- Jean-Marie Drot, Gérald Gassiot-Talabot, Gaïtis, galerie Merlin, Athènes, (français, grec), 1964
- Enrico Crispolti, Jean-Marie Drot, Gaïtis, galerie Schneider, Rome, (italien, français), 1965
- Jean-Marie Drot, Gaïtis, galerie Relêvo, Rio de Janeiro, (portugais), 1965
- Cérès Franco, Exposição commemorativa do IV centenário, (Opinião 65), Musée d’art moderne, Rio de Janeiro, (espagnol), 1965
- Gérald Gassiot-Talabot, La Figuration narrative dans l’art contemporain, galerie Creuze et galerie Europe, Paris, (français), 1965
- Cérès Franco, Pintura Redonda, l’Œil de bœuf, salle Athénée du Prado, Madrid, (portugais), 1965
- Jean-Marie Drot, Petite cosmogonie pour un homme seul, galerie A, Paris, (français), 1966
- Gaïtis, Théodoros, Coulendianos, Molfessis, Perdikidis, Pierrakos, Sklavos, Christoforou, galerie Astor, Athènes, (grec), 1966
- Gérald Gassiot-Talabot, Jean-Marie Drot, Gaïtis, galerie A, Paris, (français), 1966
- Eva Petrova, Gérald Gassiot-Talabot, La Figuration narrative, galerie Vaclava Spaly, Prague, (français, tchèque), 1966
- Cérès Franco, Opinião 66, musée d’art moderne, Rio de Janeiro, (portugais), 1966
- Gérald Gassiot-Talabot, Exposition internationale de la Figuration narrative, galerie Zu Predigern, Zurich, (français), 1967
- Panos Caravias, Art hellénique contemporain, musée Rath, Genève, (français), 1967
- Gérald Gassiot-Talabot, Le groupe ORA, galerie Jacqueline Ranson, Paris, (français), 1967
- Gérald Gassiot-Talabot, Gaïtis, galerie Merlin, Athènes, (français), 1967
- Cérès Franco, 5e manifestation de l’Œil de bœuf, galerie T, Haarlem, (hollandais), 1967
- Pierre Couperie, Proto Destefanis, Edouard François, Maurice Horn, Claude Moliterni, Gérald Gassiot-Talabot, Bande dessinée et Figuration narrative, Musée des arts décoratifs, Paris, (français), 1967
- Gérald Gassiot-Talabot, Gaïtis, galerie T, Haarlem, (hollandais), 1967
- IX Bienal de São Paulo, parc Ibirapuera, São Paulo, (portugais), 1967
- Pittsburgh International Exhibition of Contemporary Painting and Sculpture, Museum of Art, Carnegie Institute, Pittsburgh, (anglais), 1967
- Mario Pedrosa, Gaïtis, galerie Relêvo, Rio de Janeiro, (portugais, anglais), 1967
- Cérès Franco, Le jouet, galerie Saint-Luc, Paris, (français), 1967
- Gérald Gassiot-Talabot, Salon Regain, palais municipal des expositions, Lyon, (français), 1967
- Giuseppe Marchiori, Gaïtis, galerie Schneider, Rome, (italien, anglais), 1968
- Giuseppe Marchiori, Gaïtis, galerie Il Traghetto, Venise, (italien), 1968
- Papadakis, N.,E., Recherches plastiques 1968, salle d’art du Centre d’applications technologiques, Athènes, (grec), 1968
- Giuseppe Marchiori, Gaïtis, galerie Il Salotto, Côme, (italien), 1969
- Nivo Suri, Gaïtis, galerie Il Giorno, Milan, (italien), 1969
- Jean-Jacques Lévêque, Gaïtis, Néa galerie, Athènes, (grec, français), 1969
- Jean-Marie Drot, Zenetos, T.X.,Yannis Gaïtis, Institut Goethe, Athènes, (grec, allemand, français), 1969
- Denis Schneider, Gaïtis, galerie Schneider, Rome, (italien, anglais), 1970
- 26e Salon de mai, centre culturel, Saint-Germain-en-Laye, (français), 1970
- Jean-Jacques Lévêque, L’art dans la ville, Fontainebleau, (français), 1970
- Jean-Jacques Lévêque, Gaïtis, Cyprus Hilton, Nicosie, (grec), 1970
- (Exposition collective), PR galerie, Athènes, (anglais), 1970
- Comparaisons 71, pavillon Baltard, Paris, (français), 1971
- Grands et Jeunes d’aujourd’hui, pavillon Baltard, Paris, (français), 1971
- John Craven, Jean-Marie Drot, Les personnages de Gaïtis, peintures et reliefs, galerie Arts-Contacts, Paris, (français), 1971
- John Craven, Machines volantes de Gaïtis, galerie Desmos, Athènes, (grec, français), 1972
- Grands et Jeunes d’aujourd’hui, Grand Palais, Paris, (français), 1972
- Réalités nouvelles, Parc floral de Paris, (français), 1972
- Esposizione internationale d’arte grafica d’oggi, Biennale de Venise, Musée d’art moderne Ca’Pesaro, Venise, (italien), 1972
- Grands et Jeunes d’aujourd’hui, Grand Palais, Paris, (français), 1973
- Andréa Emiliani, Grafica d’oggi, 36e Biennale de Venise, (galerie L’Osanna), Venise, (italien), 1973
- 3e Salon des beaux-arts, centre culturel, Creil, (français), 1973
- Etienne Dennery, Jean Adhémar, Françoise Woimant, L’estampe contemporaine à la Bibliothèque nationale,Bibliothèque nationale, Paris, (français), 1973
- L’Enterrement de la peinture, galerie Desmos, Athènes, (grec), 1973
- Hommage à Chypre, galerie Desmos, Athènes, (grec), 1973
- Gaïtis, Circle Gallery, Chicago, (anglais), 1973
- Gaïtis, Circle Gallery, San Diego, (anglais), 1973
- Gaïtis, Circle Gallery, Los Angeles, (anglais), 1973
- Gaïtis, Circle Gallery, San Francisco, (anglais), 1973
- Gaïtis, Salle d’exposition Aristovoulou G. Petzetaki, Athènes, (grec), 1975
- Peintres grecs du 20e siècle. La nouvelle génération 1920-1930, Techni, association artistique de Macédoine, Thessalonique, (grec), 1975
- Tony Spiteris, Femmes au Présent, Musée des beaux-arts, Le Havre, (français), 1975
- Proposition de jouets, galerie Desmos, Athènes, (grec), 1975
- International exhibition of graphic arts, galerie School for the Blind, Chypre, (grec, anglais), 1975
- Tony Spiteris, Femmes au Présent, centre culturel de la maison des arts et loisirs, Sochaux, (français), 1975
- Gaïtis, Collège d’Athènes, Athènes, (grec, anglais), 1975
- Nelli Missirli, Gaïtis, galerie Cochlias, Thessalonique, (grec), 1975
- Nikos Papadakis, Les jouets de Yannis Gaïtis, galerie Polyplano, Athènes, (grec), 1975
- Tony Spiteris, Femmes au Présent, centre de loisirs, Vitry-sur-Seine, (français), 1975
- Jason Roussos, Contemporary Greek Art, Musée en plein-air de Hakone, (japonais, anglais), 1976
- Lucien Curzi, Une exposition de sculptures, centre culturel, Villeparisis, (français), 1976
- Denis Schneider, Yannis Gaïtis, galerie Schneider, Rome, (italien), 1976
- Yannis Gaïtis. Paysages humains, galerie Polyplano, Athènes, (grec, anglais), 1977
- N. Coutouzis, T. Lambrias, Od. Elytis, Sp. Vassiliou, A. Procopiou, Yannis Gaïtis. Dessins et aquarelles 1947-1954, galerie To Trito Mati, Athènes, (grec), 1977
- Kenda Bar-Gera, Yannis Gaïtis, galerie Bargera, Cologne, (allemand), 1977
- Peinture de l’entre-deux-guerres, Techni, association artistique de Macédoine, Thessalonique, (grec), 1977
- Exposition d’art grec néo-hellénique, 12e Dimitria 1977, chambre de commerce et d’industrie, Thessalonique, (grec), 1977
- FIAC 77, art contemporain, Grand Palais, Paris, (français), 1977
- Sonia Dimitrova, Gaïtis, Musée d’art moderne, Skopje, (macédonien, français), 1978
- Denis Schneider, Yannis Gaïtis, Musée d’art moderne, Belgrade, (serbe), 1978
- Art 9’78, Salon international d’art, Bâle, (allemand, français, anglais, italien), 1978
- Festival Avgi 78, Athènes, (grec), 1978
- Images de l’art grec, Zappeion Mégaron, Athènes, (grec), 1978
- Dimitris Papastamos, Grèce, 22 peintres et sculpteurs, Galerie nationale du Grand Palais, Paris, (français), 1978
- Papadakis, Nikos, Vernardaki, Gaïtis, Karavouzis, Mytaras, Simossi, Fassianos, galerie Poseidonio, La Canée, (grec), 1978
- Papadakis, Nikos, Yannis Gaïtis, École Ziridis, Maroussi, (grec), 1978
- Objets de Grèce, galerie Facchetti, Paris, (français), 1978
- Ljubica Damjanovska, Donated art works from Greece, musée d’art contemporain, Skopje, (macédonien, anglais), 1978
- Jean-Pierre Seguin, Françoise Woimant, L’estampe aujourd’hui 1973-1978. Bibliothèque nationale, Paris, (français), 1978
- Sonia Dimitrova, Papadakis, Nikos, Gaïtis, centre culturel municipal Jacques Prévert, Villeparisis, (français), 1979
- Papadakis, Nikos, Dix peintures sur assiettes, galerie Polyplano, Athènes, (grec), 1979
- Ion Vorrés, DimitrisPapastamos, De la collection du Musée Vorré, Union gréco-américaine, Athènes, (grec, anglais), 1979
- Sonia Dimitrova, Jacques Guillot, Gaïtis, École régionale des beaux-arts, Clermont-Ferrand, (français), 1979
- Artur Lundkvist, Musée international Salvador Allende, Centre culturel suédois, Paris, (français), 1979
- Nikos Zias, Georges Petris, Béatrice Spiliadi, Tonis Spiteris, Sculpture Phaliro 1979, Palaio Phaliro, (grec), 1979
- Gaïtis, studio Bach, Genève, (français), 1979
- Nikos Papadakis, Yannis Gaïtis, The Churchill, Limassol, Chypre, (grec), 1979
- Dimitra Karandoki, Yannis Gaïtis, The Churchill, Nicosie, (grec, français), 1979
- Greek painter’s exhibition in Cairo, Palais des arts, Le Caire, (anglais), 1979
- Nikos Papadakis, Gaïtis, galerie Polytopo, Limassol, (grec, anglais), 1980
- Couvertures dessinées par Yannis Gaïtis, Industrie textile Ariston A. E., hôtel Grande-Bretagne, Athènes, (grec), 1980
- Stefano Romanazzi, Expo Arte 81, Foire internationale d’art contemporain, Bari, (italien), 1981
- Crisicopulos Caras, Gaïtis, galerie Techni de Patras, Expo Arte 81, Foire internationale d’art contemporain, Bari, (italien), 1981
- Kostas Stavropoulos, Gaïtis, galerie Cochlias, Thessalonique, (grec), 1981
- Dimitris Papastamos, Dora Iliopoulou-Rogan, Collection artistique de la Banque nationale de Grèce, Pinacothèque nationale, Athènes, (grec), 1981
- Jean-Marie Drot, La physionomie de l’art d’après-guerre en Grèce: l’abstraction, galerie Néès Morphès, Athènes, (grec), 1981
- Jean-Marie Drot, La physionomie de l’art d’après-guerre en Grèce: l’abstraction, fondation Telloglio, Thessalonique, (grec), 1982
- Arteder ’82, Salon international d’art graphique, section II gravure, Bilbao, (catalan, espagnol, anglais, français, italien, allemand), 1982
- Stefano Romanazzi, Expo Arte 82, Foire internationale d’art contemporain, Bari, (italien), 1982
- Gaïtis, Crissicopulos, Expo Arte 82, Foire internationale d’art contemporain, Bari, (italien), 1982
- Martha Christofoglou, Yannis Gaïtis, galerie L’Osanna, Nardo, (italien), 1982
- Dora Iliopoulou-Rogan, Printemps hellènique, centre d’art Artigraf, Athènes, (grec), 1982
- Nuage de pollution sur la ville, centre culturel artistique Ora, Athènes, (grec), 1982
- Nelli Missirli, Yannis Gaïtis, galerie Altstadt, Vienne, (allemand), 1982
- Jean-Marie Drot, Les bonshommes de Yannis Gaïtis, Institut français, Athènes, (grec, français), 1982
- Béatrice Spilliadi, Jean-Marie Drot, Jacques Guillot, Christoforou Caras, Gaïtis, Fassianos, Pierrakos, Europalia 82, Palais des congrès, Bruxelles, (français), 1982
- Dora Iliopoulou-Rogan, Mythologie personnelle, galerie Sillogui, Athènes, (grec), 1983
- Christou, Chryssanthos, Gaïtis chez Minion, Grand Magasin Minion, Athènes, (grec), 1983
- Giuliano Serafini, Yannis Gaïtis, galerie Asinelli, Bologne, (italien, français), 1983
- Giuliano Serafini, Yannis Gaïtis, galerie Aglaïa, Florence, (italien, français), 1983
- Miguel Rojas-Mix, Chili, lorsque l’espoir s’exprime, Centre Georges Pompidou, Paris, (français), 1983
- Dimitris Papastamos, Néoclis Coutouzis, Angelos Procopiou, T.X. Zenetos, Michel Coutouzis, Nikos Papadakis, Chryssanthos Christou, Jacques Heyst, Jacques Laval, Gérald Gassiot-Talabot, Mario Pedrosa, Jean-Jacques Lévêque, Denis Schneider, John Craven, Jean-Marie Drot, Pierre Seghers, Jacques Guillot, Giuliano Serafini, Yannis Gaïtis, Pinacothèque nationale et Musée Alexandre Soutzos, Athènes, Grèce, (grec, anglais, français), 1984
- Evangelos Andréou, Artistes grecs contemporains, galerie Épipeda, Athènes, (grec, anglais), 1984
- Milos Lukes, 4e Biennale de la gravure européenne, Baden-Baden, (allemand, anglais, français), 1985
- Christos Karas, La génération des années 60 et ses exploits, collection de la Pinacothèque Pieridis, Glyfáda, (français), 1985
- Nikos Phocas, Association d’art contemporain, Centre d’art-parc Eleftérias, (Athènes, capitale culturelle européenne), Athènes, (grec, anglais), 1985
- Le peintre et Hydra, annexe de l’École nationale supérieure des beaux-arts, Hydra, (grec), 1985
- Dimitris Papastamos, Yannis Gaïtis, Musée archéologique, Andros, (grec, anglais), 1985
- Frederico Morais, Cérès Franco, Ciclo de exposições sobre arte no Rio de Janeiro opinião 65, galerie de arte, Rio de Janeiro, (portugais), 1985
- Emmanuel Mavrommatis, Chapitres introductifs à l’art grec contemporain. Les artistes grecs en France. 1960: matière et geste, système et concept. 1980: récapitulations historiques, Pinacothèque municipale, Rhodes, (grec), 1985
- Nelli Missirli, Haris Kambouridis, Réminiscences-transformations-recherches, Pinacothèque nationale et Musée Alexandros Soutzos, Athènes, (grec, anglais), 1985
- Evangelos Andréou, Painting contemporary trends, salle d’art Épipeda, Athènes, (grec, anglais), 1985
- Jullia Dimakopoulou, Eleni Vakalo, La physionomie de l’art d’après-guerre en Grèce, Pinacothèque municipale, Athènes, (grec), 1986
- Haris Kambouridis, Le masque et la figure humaine, Festival international de Patras, (grec, anglais), 1986
- Nikos Papadakis, Haris Kambouridis, Yannis Gaïtis. Un créateur révolutionnaire, galerie Polyplano, (en collaboration avec la galerie Paul Facchetti de Paris), Athènes, (grec), 1986
- Chryssanthos Christou, Stelios Lidakis, L’art grec contemporain dans la collection Costas Ioannidis, Musée Marika Kotopouli, Zografou,(grec), 1989
- Jean-Marie Drot, Giuliano Serafini, Yannis Gaïtis, 1948-1950, Institut français, Athènes, (français, grec), 1990
- Jullia Dimakopoulou, Itinéraire parallèle, néès morphès, 1959-1991, galerie Néès Morphès, Athènes, (grec), 1991
- Olga Metzafou, Collection Costas Ioannidis, centre culturel, Makrinitsa, Pélion, (grec), 1991
- 9 artistes grecs, Ikastikos Kyklos, Athènes, (grec), 1991
- Metzafou, Olga, La peinture d’après-guerre en Grèce, collection Costas Ioannidis, Pinacothèque municipale, Patras, (grec), 1992
- Anna Kafetsi, Métamorphoses du Moderne. L’expérience grecque, Pinacothèque nationale et Musée Alexandros Soutzos, Athènes, (grec, anglais), 1992
- Françoise Woimant, Marie-Cécile Miessner, Anne Moeglin-Delcroix, De Bonnard à Baselitz estampes et livres d’artistes, Bibliothèque nationale, Paris, (français), 1992  (ISBN 978 271 771 854 6)
- Olga Metzafou-Polizou, Peintres grecs du 20e siècle, collection Costas Ioannidis, centre d’art Giorgio de Chirico, Volos, (grec), 1993
- Bia Papadopoulou, Étapes dans la peinture grecque, collection Costas Ioannidis, Centre culturel européen, Delphes, (grec, anglais, français), 1993
- Michel Laval, Monique Faux, Jacques Laval, 1930-1970. 40 ans de collections rémoises, musée des beaux-arts, Reims, (français), 1993
- (Collectif), Mise en boîte, Musée national des arts et traditions populaires, Réunion des musées nationaux, Paris, (français), 1994
- Lina Tsikouta, Collection Costas Ioannidis. Peinture grecque contemporaine, pinacothèque municipale, Rhodes, (grec, français), 1994
- Popy Panagiotou, Hommage à Yannis Gaïtis, Centre culturel Vafopoulio, 29e Dimitria, Thessalonique, (grec, français), 1994
- Bia Papadopoulou, Le vingtième siècle dans la Collection de peinture grecque de Costas Ioannidis, galerie d’art municipale, Karditsa, (grec), 1994
- Dimitris Macris, Dimitris Papastamos, Cahiers de l’Ambassade de Grèce à Paris. N°1: Artistes grecs en France, Maison de l’Europe, Ambassade de Grèce, Paris, (français), 1995
- Art Athina 3 ’95, Rencontre d’Art Moderne, centre d’expositions d’Athènes, galerie Desmos, association des galeries d’art helléniques, Athènes. (grec, anglais), 1995
- Elio Gaspari, Roberto Campos, Sérgio Cabral, Sérgio Augusto, Wilson Coutinho, Mario Pedrosa, Opinião 65. 30 anos,Centre culturel banco do Brasil, Rio de Janeiro, (anglais, portugais), 1995
- Olga Daniïopoulou, Il était une fois la peinture, galerie Néès Morphès, Athènes, (grec, anglais), 1995
- Elli Evangelidou, Nelli Kyriazi, Bia Papadopoulou, Yannis Gaïtis 1945-1967, Pinacothèque municipale, Athènes, (grec), 1996
- Dimitris Sofianos, Chryssanthos Christou, Artistes contemporains de Tinos, centre culturel de Pyrgos, Tinos, (grec), 1996
- Dora Iliopoulou-Rogan, Peinture contemporaine grecque. Collection Costas Ioannidis, Centre culturel municipal, Amphissa, (grec, français), 1996
- Bia Papadopoulou, Yannis Gaïtis dans la collection Costas Ioannidis, centre d’art Ermoupolis, Syros, (grec), 1996
- Haris Kambouridis, Peinture grecque du 20e siècle de la Pinacothèque municipale de Rhodes, Pinacothèque municipale, Patras, (grec), 1997
- Nicole Ginoux, Sania Papa, 42e Salon de Montrouge. Montrouge-Athènes, hôtel de Ville, Montrouge, (français), 1997
- Agella Tambaki, Omiria 1998, Mairie d’Ios, (grec), 1998
- Manolis Vlachos, Positions et aspects de la peinture grecque du 20e siècle dans la collection de Costas Ioannidis, pinacothèque municipale, Corfou, (grec, anglais), 1998
- Athèna Skina, Choix d’œuvres de la Pinacothèque d’art contemporain d’Aitoloakarnania, Ch. et S. Moschandréou de la ville sacrée de Missolonghi, Pinacothèque municipale, Patras, (grec), 1998
- Dora Iliopoulou-Rogan, Fetish, galerie Iléana Tounta, Athènes, (grec), 1998
- Laurent Gervereau, Pierre Milza, Émile Temime, Toute la France. Histoire de l’immigration en France au XXe siècle, Somogy, Paris, (français), 1998  (ISBN 978 285 056 330 0)
- Bia Papadopoulou, Karaghiozis, le théâtre d’ombres et les arts plastiques, Pinacothèque municipale, Patras, (grec, anglais), 1999  (ISBN 960-7811-17-8)
- Katerina Gregos, Manos Pavlidis, Yorghos Tzirtzilakis, P plus P égale D, New Art from the 70’s and 80’s. Selections from «Desmos», DESTE foundation’s Center for contemporary art, Athènes, (grec, anglais), 1999
- Artistes grecs. Recherches 1950-2000 : La collection permanente / note de gardien de Karamanas . - Rethymnon Centre d'art contemporain de Réthymnon - Réthymnon Galerie municipale "L .. Kanakakis" , (grec, anglais), 1999  (ISBN 960 8074 00 2)
- Chryssanthos Christou, Yannis Gaïtis, Centre culturel, Leucade, (grec), 1999
- Haris Kambouridis, Art néo-hellénique-20e siècle, Pinacothéque nationale d’art chypriote contemporain, Chypre, (grec), 1999
- Simoni Zafiropoulou, Les trésors artistiques du ministère des affaires étrangères de la république hellénique, ministère des affaires étrangères, Athènes, (grec, anglais), 2000
- Nelli Kyriazi, Peinture grecque des collections de la Pinacothèque municipale d’Athènes, Pinacothèque municipale, Patras, (grec, anglais), 2000   (ISBN 960-8433-36-3)
- Cérès Franco, Jean-François Meyer, Collection Cérès Franco, château de Belval, Miramas, (français), 2000
- Yannis Tzouanopoulos, Lune tu m’as envouté et j’erre sur un sol étranger, Aghios Yannis, Makrissia, (grec), 2000
- Marina Fokidis, Manos Stefanidis, Alexandros Stanas, Légende 2001, entrepôts Sarantopoulou, Le Pirée, (grec, anglais), 2000
- Art Athina 8 ’2000, centre d’expositions Helexpo, galerie Kalfayan, Athènes, (grec, anglais), 2000
- Manos Stefanidis, Ruptures et convergences. L’art grec des années 60 et 70 dans la collection de Léonidas Beltsios, Organisme culturel de la mairie de Trikala, Trikala, (grec), 2000
- Marina Lambraki-Plaka, Nelli Missirli, Pinacothèque nationale 100 ans, Pinacothèque nationale et musée Alexandre Soutzos, (édition de poche), Athènes, (grec), 2000
- Roula Gaki-Panteli, Artistes grecs de Paris, galerie Epistrofi, Athènes, (grec, français), 2001
- Maria Marangou, Recherches et expressions d’artistes grecs de 1950 à 2000. Collection du Centre de création artistique contemporaine de Rethymnon, Centre de création artistique contemporaine de Rethymnon, Pinacothèque municipale, Patras, (grec, anglais), 2001
- Synnove Des Bouvrie, Kristjan Arnason, Didier Talpain, Exposition de peinture, sculpture et gravure d’artistes norvégiens, islandais et grecs de Paris, pinacothèque Pieridis, Glyfáda, (grec, anglais, norvégien, français), 2001
- Haris Kambouridis, Positions et aspects de la peinture grecque du 20e siècle dans la collection de Costas Ioannidis, Pinacothèque municipale, Larnaka, (grec, anglais), 2001
- Art Athina 9 ’2001, rencontre d’art moderne, centre d’expositions Helexpo, galerie Kalfayan, Athènes, (grec, anglais), 2001
- Bia Papadopoulou, Dialogue avec les Mémoires, ancien hôpital municipal, Patras, (grec), 2001
- Haris Kambouridis, Visions et chaînes, Centre des arts, Parco Eleftherias, Athènes, (grec), 2001
- Margarita Karapanou, Konstantina Adamopoulou, Irini Orate, Aris Rapidis, Hydra : A travers le regard d'artistes grecs du 20ème siècle, Hydra, Ministère de l'éducation nationale et des affaires religieuses, Archives historiques - Musée d'Hydra, 2002, 103 p.  (ISBN 960-85174-1-9)
- Vasilios Kourteis, Panagiotis Avramopoulos, Alexandra Goulakis-Voutyra, Fani Moumtzidou-Papadima, La grèce en changement. Art et personnalités du 20ème siècle, Thessalonique, Fondation Teloglion, (grec), 2002, 190 p.
- Maria Marangou, Aris Tsantiropoulos, Thanasis Moutsopoulos, Les Hommes, les visages, les formes, Rethymnon, Grèce, Centre d'art contemporain de Rethymnon, (grec), 2002, 94 p.  (ISBN 960-8074-21-5)
- Christos Nicolas, Maria Marangou, Miltiadis Papanikolaou, Nikos Hatzinikolaou, La mort de Che Guevara, Rethymnon, Grèce, Centre d'art contemporain et Musée national d'art contemporain de Rethymnon, (Grec, Anglais), 2002, 103 p.  (ISBN 960-87456-3-2)
- Manos Pavlidis, Thanasis Moutsopoulos et Manos Stephanidis, Le choc des années 70, Athènes, Grèce, Technohoros "To Milo", (Grec), 2002, 28 p.
- Emmanouel Mavrommatis, 30 ans et ... Collection Giorgos et Mantis Diamantidis, Thessalonique, Grèce, Galerie municipale de Thessalonique, (Grec), 2002  (ISBN 960-87076-8-4)
- Irene Paix, Aris Rapidis, Despina Turgianni, Les graveurs grecs du XXe siècle: des collections d'Alpha Bank et de la Fondation culturelle de la Banque nationale de Grèce, Athènes, Grèce, Fondation culturelle de la banque nationale de Grèce / Alpha Bank, (Grec), 2003, 125 p.  (ISBN 960-250-259-2)
- Stavros Mihalarias, Sculpture et peinture du 20ème siècle, Athènes, Grèce, Art City Mihalarias, (Grec, Anglais), 2004, 76 p.  (ISBN 960-8148-10-3)
- Costas Ioannidis, Alkis Pierrakos, Loretta Gaitis-Charrat, Bia Papadopoulou, Thanos Tsingos, Yannis Gaitis, Syros (Ermoupoli), Grèce, Galerie d'art des Cyclades, (Grec), 2004, 116 p.
- Irene Paix, Katerina Koskina, Kostas Kostis, La collection Alpha Bank: peinture, gravure, sculpture, Athènes, Grèce, Banque Alpha Bank, (Grec), 2005, 346 p.  (ISBN 960-88823-1-1)
- Nikos Daskalothanassis, Lena Kokkini, Peggy Kunenakis, Niki Loïzidis, Sania Papa, Anna Kafetsi, Pierre Restany, Efi Strouza, Daniel Theodorou, Alexandros Xydis, Natassa Hatzidaki , Nikos Kessanlis, Theodoros, Konstantinos Xenakis, Giannis Valavanidis, Leda Papakonstantinou, Vangelis Dimitris, Giannis Hainis, Giannis Psychopedis, Dimitris Alithinos, Christos Kara, Eleni Spanopoulou, Sotiris Sorogas, Marinos Christoforos, Eleni Ganiti, Tina Pandi, Thanasis Schizakis, Les années de défi : l'art des années 70 en Grèce, Athènes, Grèce, Musée national d'art contemporain, (Grec, Anglais), 2006, 313 p.  (ISBN 960-8349-14-1)
- Dimitris Pavlopoulos, Peinture et sculpture moderne grecque. Collection George Kostopoulos, Zakynthos, Grèce, (Grec, Anglais), 2005, 96 p.  (ISBN 960-87492-1-2)
- Dimitris Fatouros, Stelios Lydakis, Michalis Makroulakis, Alkis Pierrakos, Dimitris Papastamos, Christou Chrysanthos, Giannis Pappas, Dimitris Perdikidis, Haris Kambouridis, Olga Mezzafou-Polozou, Vera Vasdonis, Lina Tsikouta, Vassos Koudouridis, Takis Mavrotas, Angelas Tamvakis, Nikos Alexios, John Wood, Maria Kotzamani, Antonis Kodidis, Pierre Restany, Dinos Dimopoulos, Marina Pepperi, Dimitris Pavlopoulos, Eleni Kyprou, Giorgos Chatzimichalis, Eurydice Trichon-Milansi, Bia Papadopoulou, Peinture grecque du XXe siècle de la collection Kostas Ioannidis : Le parcours du voyageur, Crète (Chania), Grèce, Galerie d'art municipale de la Canée, (Grec), 2006, 280 p.  (ISBN 960-88093-5-5)
- Constantin Proymos, Portraits de collectionneurs de Chania : le goût comme passion et index socio-historique, Crète (Chania), Grèce, Galerie d'art municipale de la Canée, (Grec), 2006, 82 p.  (ISBN 960-88093-3-9)
- Irène Orati, Nouveaux projets contemporains de la collection Alpha Bank: Posidonia 2006, Athènes, Grèce, Alpha Bank, (Grec), 2006
- Xanthippi Skarpia-Hoppel, Irini Orate, La collection d'Alpha Bank : l'art grec de 1920 à aujourd'hui, Thessalonique, Grèce, Alpha Bank, (Grec), 2007, 207 p.  (ISBN 960-88823-4-6)
- Megaklis Rigakos, Dialogues silencieux: portraits multimédia à travers le temps, Athènes, Grèce, Collège américain de Grèce, (Grec, Anglais), 2008, 281 p.  (ISBN 978-960-88452-4-4)
- Angelos Delivorrias, Julia Dimakopoulou, Maria Vassiliou, Eleni Kypreiou, Néès Morphès : 50 ans plus tard, Athènes, Grèce, Galerie d'art Néès Morphès - Musée Benaki, (Grec), 2009, 283 p.  (ISBN 978-960-476-039-8)
- Maria Marangou, 7 plus 8 Années, Rethymnon, Grèce, Musée d'art contemporain de Crète, (Grec), 2010, 130 p.  (ISBN 978-960-99341-1-4)
- Iris Cretan, Angelos Moschonas, C'est arrivé à Athènes: exposition collective, Athènes, Grèce, Organisation culturelle de la ville d'Athènes, (Grec), 2009, 191 p.  (ISBN 978-960-8104-19-8)
- Aggelos Moschonas, Fotis Ignatios, Anna Kalamara-Moschona, La forme humaine dans l'art, Athènes, Grèce, (Grec), 2009, 448 p.  (ISBN 978-960-85229-3-0)
- Xenis Sachinis, Giannis Papakonstantinou, 100 ans de gravure grecque moderne 1909-2009, Collection Giannis Papakonstantinou, Thessalonique, Galerie des études macédoniennes, (Grec), 2009, 34 p.
- Panagiotis Bikas, Art moderne grec - Collection de Giorgos Kiti, Thessalonique, Grèce, Fondation Teloglion, (Grec), 2010, 247 p.  (ISBN 978-960-6790-10-2)
- Panagiotis Papadopoulos, Panos Charalambous, Le plan du salut, Athènes, Grèce, Astros, (Grec), 2010, 160 p.  (ISBN 978-960-99026-1-8)
- Xanthippi Scorpias-Hoopel, Olga Medzafou-Polizou, Peintres grecs de la collection de la Banque nationale, Thessalonique, Grèce, Fondation Teloglion A.P.TH, (Grec), 2010, 87 p.  (ISBN 978-960-99119-1-7)
- Marina Lambraki-Plaka, Lina Tsikouta-Deimési, Le coté invisible de l'art contemporain grec - Collection de la galerie nationale, Athènes, Grèce, Galerie nationale d'art-Musée Alexandros Soutzos, (Grec), 2011, 23 p.
- Yorgos Kaminis, Anna Filini, NelliKyriazi, De l'académisme aux quêtes contemporaines, Athènes, Grèce, Organisation culturelle - Galerie de la municipalité d'Athènes, (Grec, Anglais), 2011, 112 p.  (ISBN 978-960-7401-75-5)
- Adelina Von Furstenberg, Katerina Koskina, Mark Mazower, Biennale d'art contemporain de Thessalonique, Thessalonique, Musée d'art contemporain de Thessalonique, (Grec, Anglais), 2013, 280 p.
- N. Giorgos Vogiatzoglou, Mary Mihailidou, Eleni Kypriou, Vogiatzoglou Collection Act 1, Athènes, Grèce, Galerie Giorgos N. Vogiatzoglou, (Grec, Anglais), 2013, 160 p.
- Xanthippi Skarpia-Hoïpel, Monika Flacke, Denis Zacharopoulos, Christos Ioakimidis, The Desire for Freedom. Art in Europe since 1945, Thessalonique, Grèce, Musée d'art contemporain de Macédoine, (Grec, Anglais), 2014, 290 p.  (ISBN 978-960-6777-24-0)
- Jacqueline Minor, Victoria Solomonidis, Giannis Papakonstantinou, Richard Noyce, Yiannis Kolokotronis, Modern Greek Printmaking selected works from the Yannis Papakonstantinou Collection, Londres, Royaume-uni, Représentation de la Commission européenne au Royaume-Uni, (Anglais), 2014, 96 p.
- Laura Wilmotte-Koufopandelis, Alfred Pacquement, Art Hellenique, Paris, France, Piasa, 2015, 120 p.
- Thanasis Moutsopoulos, Pantelis Arapin, Quand l'anti-culture rencontre la société: de Tsarouchis à Kafouros, Athènes, Grèce, Idiomorfi, (Grec), 2015, 79 p.  (ISBN 978-960-9728-08-9)
- Marina Lambraki-Plaka, Lina Tsikouta-Deimési, The Generation Of The Sixties The Generation Of The Seventies - From the Collections of the National Gallery, Sifnos, (Grec, Anglais), 2016, 23 p.
- Maria Marangou, Alpha Bank Collection Greek Art from 1950 until today, Athènes, Grèce, Alpha Bank, (Grec, Anglais), 2016, 35 p.  (ISBN 978-618-5072-24-7)
- Eva Mela, Giorgos Kaminis, Denis Zacharopoulos, Grigoris Anagnostou, Art visuel et résistance 1950-1974 - Exposition, Athènes, Grèce, Organisation culturelle, sportive et de la jeunesse d'Athènes, EETE, (Grec), 2017, 252 p.  (ISBN 978-960-852-296-1)
- Alexandra Goulaki-Boutira, Mairi Mixailidou, Collection Stavros Tsigoglou, Thessalonique, Grèce, Fondation Teloglion A.P.TH., (Grec), 2017, 224 p.  (ISBN 978-960-6790-31-7)
- Yannis Bolis, Domna Gounari, Delazanou Eleftheria, Spyros Moschonas, Kostas Christopoulos, Opposition: Art in dark times 1967-1974, Athènes, Grèce, Institut d'art contemporain grec, (Grec, Anglais), 2018, 70 p.  (ISBN 978-618-83710-0-2)

### Ouvrages généraux
- Eleni Vacalo, René Huyghe, Peintres grecs contemporains, Zygos, Athènes, 1961
- Art gallery of Rhodes-a catalogue, Athènes, 1972
- Ernest Goldschmidt, L’art de notre temps, volume 3, Documentation, La Connaissance, Bruxelles, 1972
- Michel Seuphor, Michel Ragon, L’art abstrait, volume 3, Maeght, Paris, 1973
- Pierre Seghers, Gaïtis, Tram, collection Modern Greek Painters, Thessalonique, édition grec-français et français-anglais, 1973
- Michel Seuphor, Michel Ragon, L’art abstrait, volume 4, Maeght, Paris, 1974
- A. Kourtikakis, Guide panhéllenique des beaux-arts, Kourtikakis, Athènes, 1975
- Robert Maillard, Gaïtis, Yannis, in Dictionnaire universel de la peinture, SNL, Dictionnaires Robert, Paris, 1975
- Emmanuel Benezit, «Gaïtis, Yannis», in Dictionnaire critique et documentaire des peintres, sculpteurs, dessinateurs et graveurs de tous les temps et de tous pays, Gründ, Paris, 1976
- Iris Clert, Iris Time (l’Artventure), Denoël, Paris, 1978  (ISBN 978 220 725 423 3)
- Tony Spiteris, 3 siècles d’art néo-hellénique 1660-1967, tome 1, Papyros, Athènes, 1979
- Tony Spiteris, 3 siècles d’art néo-hellénique 1660-1967, tome 2, Papyros, Athènes, 1979
- Tony Spiteris, 3 siècles d’art néo-hellénique 1660-1967, tome 3, Papyros, Athènes, 1979
- Pinacothèque et glyptothèque de la fondation culturelle de la Banque nationale à Thessalonique, Athènes, 1979
- Marinos Kalligas, L’art néo-hellénique, Banque Pisteos, Athènes, 1980
- D. Evangelidis, L’art grec. Complément par Marinos Calligas, A. Theodorou, Athènes, 1980
- Nikos Papadakis, Gaïtis, un créateur révolutionnaire, Polyplano, Athènes, imprimé à 1000 exemplaires, (grec, français, anglais), 1980
- Eleni Vacalo, La Physionomie de l’art d’après-guerre en Grèce. L’ Abstraction, tome 1, Kedros, Athènes, 1981
- Niki Loïzidi, Artistes grecs de l’étranger, Ministère des Affaires étrangères, Athènes, 1983
- Eleni Vacalo, La physionomie de l’art d’après-guerre en Grèce. Le mythe de la grécité, tome 3, Kedros, Athènes, 1983
- Tonis Spiteris, L’art en Grèce après 1945, Odysseas, Athènes, 1983
- Eleni Vacalo, La physionomie de l’art d’après-guerre en Grèce. Après l’Abstraction, tome 4, Kedros, Athènes, 1985
- Michel Ragon, 25 ans d’art vivant, Galilée, Paris, 1986  (ISBN 978 271 860 298 1)
- Haris Kambouridis, La peinture grecque du 20e siècle à la pinacothèque municipale, pinacothèque municipale de Rhodes, Banque commerciale de Grèce, 1988
- Suzanne Slesin, Stafford Cliff, Daniel Rozensztroch, LOFTS espaces pour un nouvel art de vivre, Flammarion, Paris, 1988  (ISBN 978 208 201 826 5)
- Giuliano Serafini, Yannis Gaïtis, Medusa, édition française, 800 exemplaires, Athènes, 1988
- Matoula Skaltsa, Collection de la fondation culturelle de la Banque nationale de Grèce, centre culturel de la Grèce du Nord, Thessalonique, 1990
- 36 Ramon Tio Bellido, (RTB), Nouvelle Figuration, France 1960-1979, in Groupes, mouvements, tendances de l’art contemporain depuis 1945, ENSBA, 1990
- Euridyce Trichon-Milsani, Gaïtis, Yannis, in Dictionnaire de l’art moderne et contemporain, Hazan, Paris, 1992  (ISBN 978 285 025 266 2)
- Chryssanthos Christou, La Pinacothèque nationale. La peinture grecque. 19e-20e siècle, Ekdotiki Athinon, Athènes, 1992
- MAAC, Campina Catàlogo general do acervo de documentos/objetos do Museu de Arte Assis Chateaubriand, Grande, Paraiba, 1993
- Haris Livas, Contemporary Greek artists, Vantage Press, New York, 1993
- Lisa Skouzé-Petridi, Discussions avec les personnes qui ont marqué ma vie, Ermis, Athènes, 1993
- Florence Bramoulle, Y. Gaïtis, Cinq toiles dans le legs Zervos à Vezelay, Mémoire de maîtrise d’histoire de l’art, université de Bourgogne, faculté des sciences humaines, 1993
- Nelli Kyriazi, La Pinacothèque municipale d’Athènes, Peinture-gravure-sculpture grecques, mairie d’Athènes, centre culturel, Athènes, 1994
- Mairy Mihaïlidou, Pinacothèque municipale de Héraklion, bibliothèque Vikelaia, Lavrys, Héraklion, 1994
- La collection de Techni, Techni, association artistique de Macédoine Kilkis, 1994
- Christophe Mirande, Cours pratique de dessin. La perspective, De Vecchi, Paris, 1995 (Page 140) (ISBN 2 7328 0211 5)
- Manos Stefanidis, Gaïtis, in Encyclopédie Papyrus-Larousse-Britannica, tome 16, Papyros, Athènes, 1996
- Chryssanthos Christou, L’art grec. La Peinture du 20e siècle, Ekdotiki Athinon, Athènes, 1996
- Chryssanthos Christou, Yannis Gaïtis, Dora in Komini-Dialeti, Eugène Mathiopoulos, Lena Orfanou, Dictionnaire des artistes grecs, peintres-sculpteurs-graveurs, 16e-20e siècle, Melissa, Athènes, 1997
- Vorres Museum, Vorres Museum, Paiania, 1997
- Alexandra Goulaki-Voutyra, Collections et donations, fondation d’art Telloglio, Thessalonique, 1999 (Page 46) (ISBN 960 243 352 3)
- Efi Strouza, La collection Emfietzoglou. Art grec moderne et contemporain, Athènes, 1999
- Haris Kambouridis, G. Levounis, Art néo-hellénique-20e siècle. Les précieuses collections de la pinacothèque de Rhodes, ministère de la mer Égée, Athènes, 1999 (Page 174;175) (ISBN 960 500 335 X)
- Emmanuel Benezit, Gaïtis, Yannis, in Dictionnaire critique et documentaire des peintres, sculpteurs, dessinateurs et graveurs de tous temps et de tous les pays par un groupe d’écrivains spécialistes français et étrangers, Gründ, Paris, 1999  (ISBN 2 7000 3025 7)
- Miltiadis Papanikolaou, Histoire de l’art en Grèce-Peinture et sculpture du 20e siècle, Adam, Athènes, 1999 (Page 184 ; 185) (ISBN 960 500 333 3)
- Marina Lambraki-Plaka, Pinacothèque nationale 100 ans. Quatre siècles de peinture grecque dans les collections de la Pinacothèque nationale et de la fondation Euripides Coutlidis, Pinacothèque nationale et musée Alexandre Soutzos, Athènes, 1999
- Areti Adamopoulou, L’art grec d’après-guerre. Interventions artistiques dans l’espace, University studio Press, Thessalonique, 2000 (P 71) (ISBN 960 12 0864 X)
- Maria Marangou, Collection du Centre de créations contemporaines de Rethymnon-Choix 2000, pinacothèque Pieridis, Glyfáda, 2000
- The Art treasures of the Ministry of foreign affairs of the Hellenic Republic, ministère des affaires étrangères, Athènes, 2000
- 60 Greece, books and writers, National Book Center of Greece, Ministry of culture, Athènes, 2001 (Page 243) (ISBN 960 7894 29 4)